# ヨシフ・スターリン
ヨシフ・ヴィッサリオノヴィチ・スターリン（ロシア語: Ио́сиф Виссарио́нович Ста́лин、グルジア語: იოსებ ბესარიონის ძე სტალინი、アルメニア語:Ոզեֆ Վիսարոնովիչ Ստալին、ラテン文字表記の例：Iosif Vissarionovich Stalin、1878年12月18日（ユリウス暦12月6日） - 1953年3月5日）は、ソビエト連邦の政治家。同国の第2代最高指導者 （1924年 - 1953年） であり、ソ連共産党書記長（1922年 - 1953年）、首相（人民委員会議議長・閣僚会議議長、1941年 - 1953年）などの役職を歴任。ソ連邦英雄の称号を持ち、軍人としての最終階級はソ連邦大元帥である。民族的にはグルジア人。
1924年1月から1953年3月に渡ってソビエト連邦の最高指導者であった。一般に広く知られている「スターリン」という姓は「鋼鉄の（人）」を意味する筆名であり、本名はヨシフ・ヴィッサリオノヴィチ・ジュガシヴィリ（ロシア語:  Ио́сиф Виссарио́нович Джугашви́ли、グルジア語:  იოსებ ბესარიონის  ჯუღაშვილი）（#名前も参照）。

## 概説
1878年12月18日、ロシア帝国統治下のグルジアのゴリで生まれた。正教の神学校で教育を受けるが、後に無神論に転向してマルクス主義の信奉者となり、1899年10月に神学校を去って革命家へと転身した。
その後、ウラジーミル・レーニンが率いるロシア社会民主労働党ボリシェヴィキ派に加わり、1912年に党中央委員に選出された。1917年の十月革命でボリシェヴィキが権力を掌握した後、レーニンのロシア共産党による独裁国家が成立すると、その行政府である人民委員会議の有力者となり、1922年4月に党書記長に就任し、同年12月のソビエト連邦の建国にも深く関与した。ソビエト連邦の指導者であったレーニンが1924年1月に死去すると、その後継をめぐって起きたレフ・トロツキーとの権力争いを制し、トロツキーを1929年に国外追放とした。自身が務めていた党中央委員会書記長に権限を集中させることで最高指導者としての地位を確立した。党内ではトロツキー派の世界革命論（永久革命）を否定して、一国社会主義論による国内体制の維持を優先する路線を示した。この理論対立はトロツキー派の粛清の大義名分としても用いられた。
以降は人民委員会議議長および同職を改組した閣僚会議議長、軍事大臣、前述の党中央委員会書記長などの要職を兼任し、死去する1953年3月まで最高指導者の地位にあった。
1928年10月には戦時共産主義体制による経済疲弊から一時的に導入されていた新経済政策（ネップ）を切り上げさせ、第一次五ヶ年計画を実行に移した。同計画では政府主導の農業事業の集団化（コルホーズ）による合理化と統制を進め、脆弱な工業力を強化すべく工業重点化政策を推進した。結果として帝政時代からの課題であった農業国から工業国への転身を果たし、ソ連が世界第2位の経済力を有する基盤を作り出したと評されている。
一方で急速な経済構造の改革と、反対派に対する厳しい弾圧は国民に多数の犠牲者を出すことになった。前者については農業政策の混乱によって深刻な食糧不足が発生し、ホロドモールへと繋がった。後者に関してはグラーグ（収容所）に収監された者だけで100万人以上、これを免れた数百万人もシベリアなどの僻地に追放処分を受けた。強権支配は大粛清と呼ばれる大規模な反対派摘発で頂点に達し、軍内の将官を含めて数十万人が処刑あるいは追放された。
1939年、ナチス・ドイツの台頭などによって国際情勢が不安定化するなか、マクシム・リトヴィノフに一任していた仏英ソ同盟の締結が不調に終わったこともあり、反共主義・反スラヴ主義を掲げていたアドルフ・ヒトラー率いるナチス・ドイツと独ソ不可侵条約を締結し、秘密議定書に基づくポーランド侵攻は第二次世界大戦を起こすことになる。世界を驚嘆させたこの協定は政治的イデオロギーを別とすれば、ソ連政府によって有利に働いた。ポーランド分割・バルト三国併合・東カレリア併合（冬戦争）などの軍事行動における背景になっただけでなく、外交交渉においてもそうであった。第一次世界大戦における再三の鞍替え行為の末、ロシア革命後の混乱に乗じてベッサラビアを領有していたルーマニアに対し、ドイツと共同で外交圧力を掛けてベッサラビアと北ブコビナを返還させている。アジア方面ではドイツと同じ枢軸国の日本とも日ソ中立条約を締結した。
1941年6月、第二次世界大戦においても中立を維持していたソ連は、イギリス本土上陸の失敗で手詰まりとなったドイツによる侵略を受け、独ソ戦が始まった。同時にイギリスを中心とする連合国陣営にも参加し、アメリカの連合国参戦後はレンドリースによる援助対象とされた。自身の大粛清による影響もあって大きな苦戦を強いられ、多数の犠牲者や反乱に苦しんだものの強権支配と反体制派の粛清を続け、軍と政府の統制を維持し続けた。やがて戦争が長期化する中で態勢を建て直し、最後には反攻に転じてドイツの首都であるベルリンを陥落させ、東欧を支配下に置いた。アジア方面ではソ連対日参戦でモンゴル人民共和国の独裁者ホルローギーン・チョイバルサンとともに満州・内モンゴルのほか、日本の北方領土や南樺太、38度線以北の朝鮮半島北部地域（現在の朝鮮民主主義人民共和国）を占領した。
連合国陣営内でソ連が果たした役割は非常に大きく、国際連合安全保障理事会常任理事国となり、アメリカ合衆国と並ぶ超大国として戦後秩序に影響を与えた。ヤルタ会談とポツダム会談では大戦後のヨーロッパ情勢についての協議を行い、冷戦を始めて鉄のカーテンを築き、ファシズム打倒後の共産主義と資本主義の対立においては西ヨーロッパ諸国と北大西洋条約機構を結成したアメリカに対し、非同盟を掲げてスターリンと対立したヨシップ・ブロズ・チトー政権のユーゴスラビアを除く東ヨーロッパ諸国とワルシャワ条約機構が後に設立される。アジア情勢を巡っては国共内戦で中国共産党を支援して中国大陸に中華人民共和国を成立させ、1946年12月の第一次インドシナ戦争ではベトナム民主共和国、1950年6月の朝鮮戦争では朝鮮民主主義人民共和国を支援して竹のカーテンを築いて東側陣営を拡大していく。
1953年3月5日にクンツェヴォ・ダーチャにて病没するまで国家指導者としての立場は続き、ソ連国内の戦後復興でも主導的な役割にあったことはスターリン様式の建設物が今日でも多く残っていることから理解できる。また科学技術や工業力の重点化政策も引き続き維持され、原爆開発・宇宙開発などに予算や費用が投じられており、前者は1949年8月のRDS-1で成功し、後者も後に実現している。最後に関わった国家指導は大規模な農業・環境政策たる自然改造計画であった。
スターリンの死後における権力闘争の過程で、ニキータ・フルシチョフらはスターリン派の政治局員や、スターリンの政策に対する批判を展開。これによって政敵となりうる政治局員は失脚に追い込まれた。その過程でフルシチョフが危険視したNKVD議長のラヴレンチー・ベリヤとその部下十数名は裁判で死刑判決を受け銃殺刑に処せられた。1956年2月の第20回党大会においてフルシチョフは有名なスターリン批判を行い、スターリンは偉大な国家指導者という評価から一転、恐るべき独裁者という評価へ変化した。この潮流は、反スターリン主義として各国の左派に影響を及ぼした。
その後もスターリンの評価は変遷を続け、現在でも彼の客観的評価を困難にしている。この流れはソ連の後継国に当たるロシア連邦においても踏襲され、スターリンを暴君とする意見 と、英雄とみなす意見とが混在する状態にある。なお、1944年から1955年までのソ連国歌には名前が入っていたが、スターリン批判を受けその次の国歌では名前がなくなっている。

## 初期の経歴 (1878–1917)

### 生い立ち
| 父のヴィッサリオンと母のケテワン |  | 父のヴィッサリオンと母のケテワン |
| 父のヴィッサリオンと母のケテワン |  |                                  |

1878年12月18日（ユリウス暦では12月6日）にグルジア語名イオセブ・ベサリオニス・ゼ・ジュガシヴィリ（グルジア語：იოსებ ბესარიონის ძე ჯუღაშვილი）、ロシア語名ヨシフ・ヴィサリオノヴィチ・ジュガシヴィリ（ロシア語：Ио́сиф Виссарио́нович Джугашви́ли）として、ロシア帝国下のグルジアのゴリに生まれた。父のヴィッサリオン・ジュガシヴィリはゴリに工房を構える靴職人、母のケテワン・ゲラーゼはレンガ職人の娘であり、共に農奴の家系の出身であった。スターリンは両親の第3子であったが、2人の兄は幼児期に死没していたため、実質的には長男として育てられた。
スターリンの生まれ故郷は騒々しく暴力的で、治安の悪い地域であった。父のヴィッサリオンは靴職人として成功しており、一時は工房で10人の従業員を雇うほどの経済的余裕があったが、伝統的なグルジア様式の靴への需要が減ったことで事業は行き詰まった。飲酒に逃避したヴィッサリオンはアルコール依存症を患い、しばしば妻や幼い息子に暴力をふるうようになった。1883年までにケテワンはスターリンを連れてヴィッサリオンの家を離れ、母子はその後10年間で9回も転居を繰り返す流浪の生活を始めた。1886年、2人は親交のあったクリストファー・シャルクビアーニ（Christopher Charkviani）司祭の家に居候を始める。ケテワンは掃除婦や洗濯婦として働き生活費を稼ぐ一方で、息子に学校教育を受けさせることを強く望んでいた。
1888年9月、シャルクビアーニ司祭の取り計らいによりゴリの教会付属学校に入学することを許された。入学後のスターリンは他の子供たちと頻繁に喧嘩したが、学業の面では極めて優秀な成績を残した。一方で、幼少期のスターリンは病気や怪我に苦しめられ1884年には天然痘に罹患し、命は助かったものの顔面の皮膚に目立つ痘痕を残した。また12歳の時までに2度にわたって馬車にはねられて大けがを負い、後遺症で左腕の機能に障害を抱えることになった。母のケテワンはスターリンが学校に入ったことを大いに喜んだが、父のヴィッサリオンは息子に靴職人を継がせることを望んでおり、学業には反対していた。ヴィッサリオンはケテワンに「俺は靴職人だ。息子も靴職人になるさ」とこぼしており、息子を無理やり連れ去って自分と一緒に働く道を選ばせようとしたり、養育費を打ち切るなどの抵抗を続けていたとされる。スターリンは度重なる父親の反対や障害を乗り越えつつ勉学に励んだ。
1894年8月、奨学金を得たスターリンは首都トビリシの神学校に入学した。トビリシ神学校は全寮制であり、司祭を目指す約600人の訓練生と共同で生活することになった。当初、スターリンは神学校でも非常に成績優秀だったが、やがて神学に対する興味を失い、成績も下降していった。また、学内で秘密裏に活動していた読書クラブに加わり、禁じられた書籍に触れるようになり、カール・マルクスの著作である『資本論』に影響され熱心なマルクス主義者となった。神学校の記録によれば、スターリンは自らを無神論者だと宣言しており、礼拝への参加や修道士への挨拶を拒否していた。また、1896年には禁止されていたヴィクトル・ユゴーの著書の所持で、1898年には朝の祈禱の欠席や規律違反、反抗的態度などで繰り返し注意や処罰を受けていた。1899年4月、スターリンはトビリシ神学校を去り、2度と戻ることはなかった。

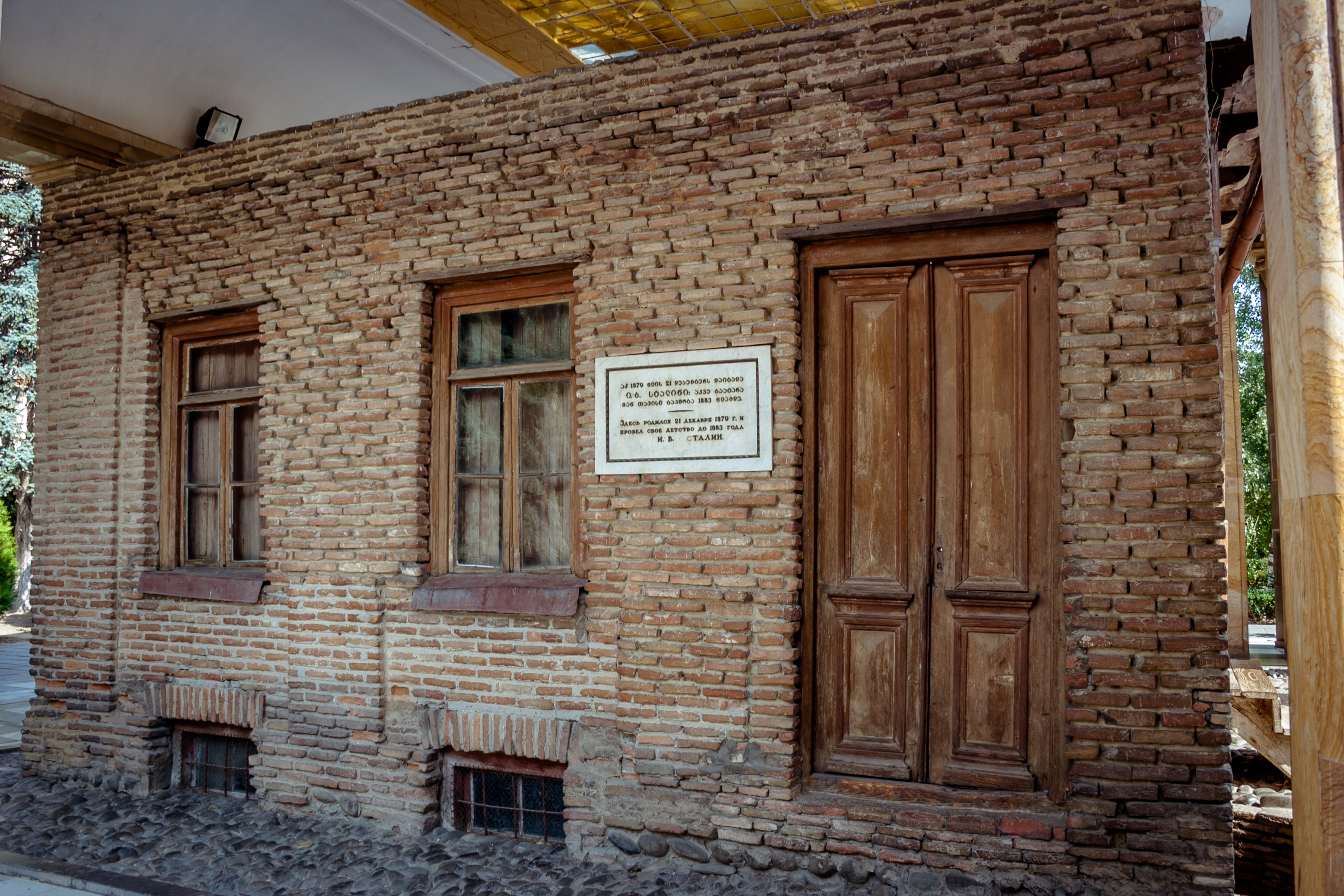
ジョージアのゴリにあるスターリンの生家
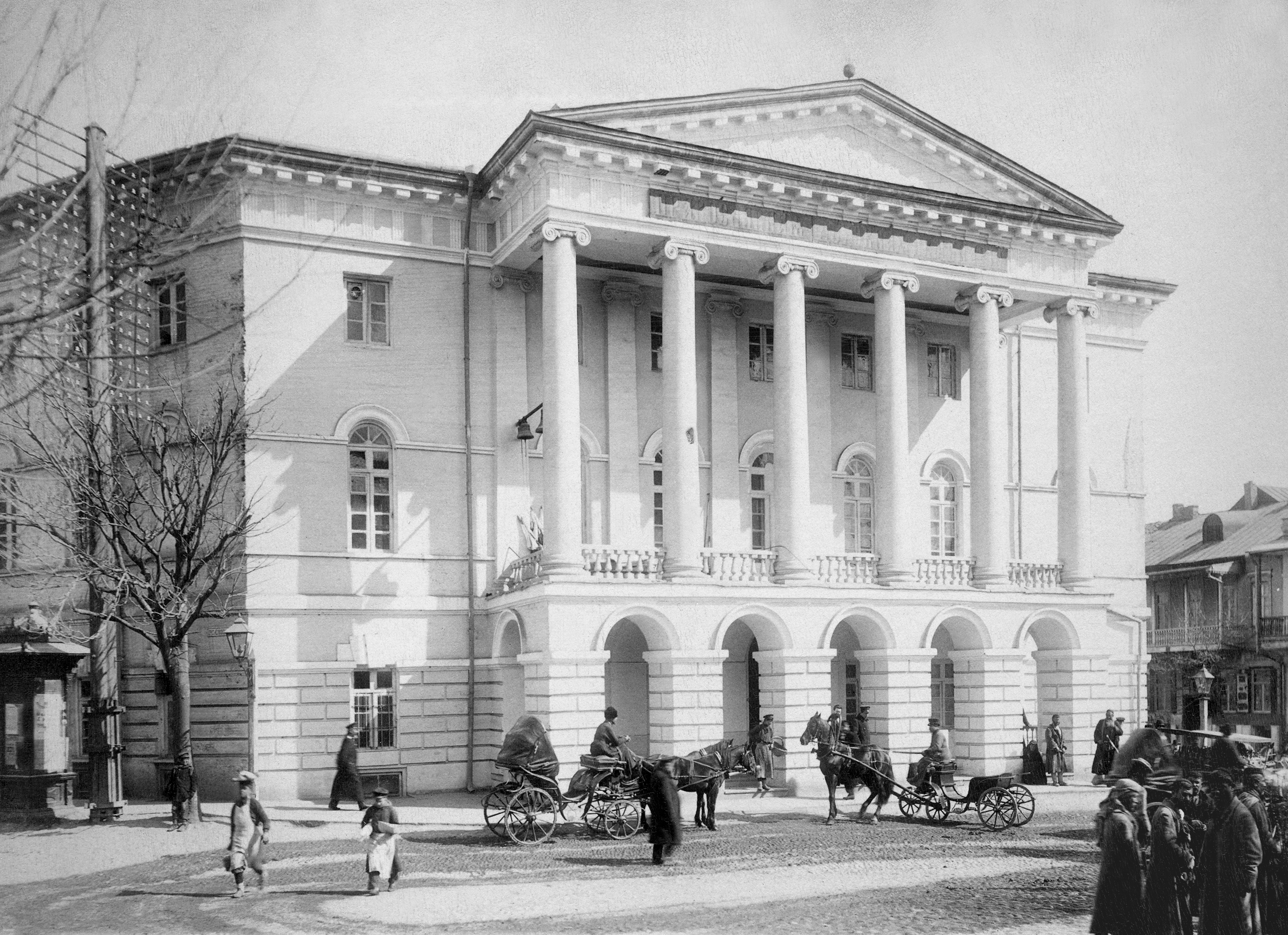
1894–1899年にスターリンが通ったトビリシ神学校
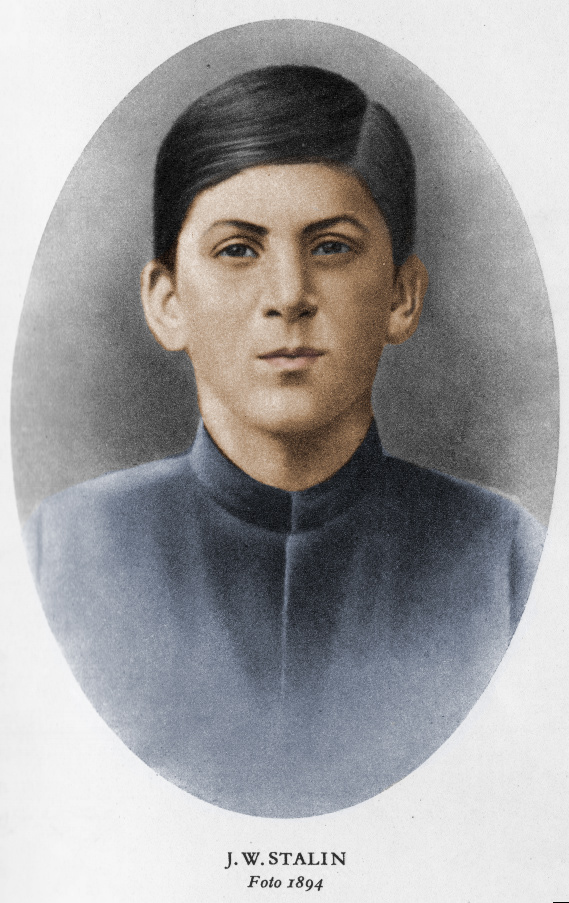
少年期の肖像画（1894年）

### 革命家への転身

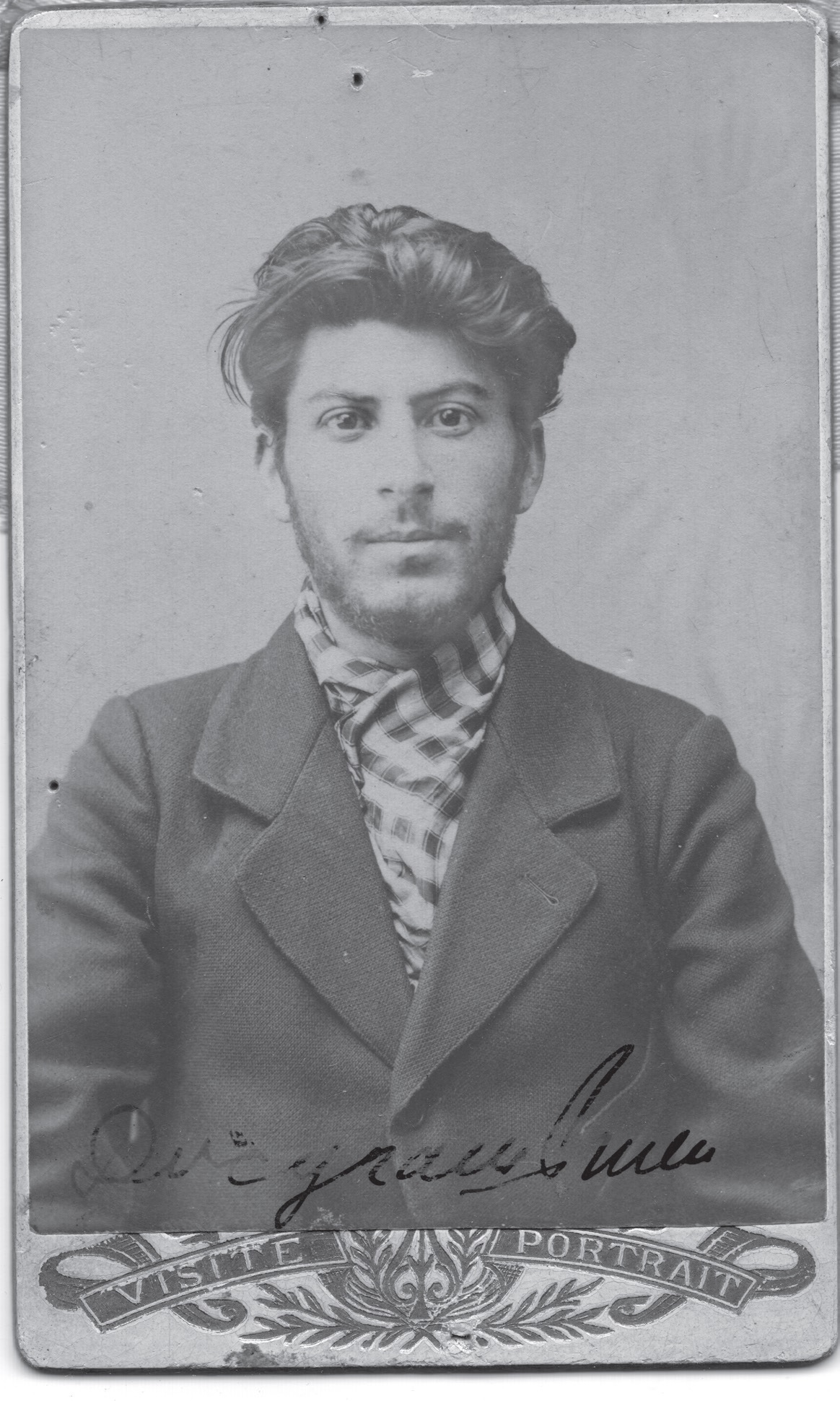
1902年撮影の写真

1899年10月、スターリンはトビリシ気象台の気象局員として働き始める。勤務のかたわら、社会主義理論の宣伝活動を行って多くの支持者を引きつけ、1900年のメーデーには大規模な労働者の秘密会合を組織し、ストライキを呼びかけて実際に決行させた。ロシア帝国の秘密警察であるオフラーナは、トビリシの革命的運動におけるスターリンの暗躍を察知し、1901年3月には逮捕を試みたが、スターリンは逃走に成功し、以降は地下に潜って活動を行った。これ以降、スターリンは友人や支持者からの寄付金に頼って生活し、潜伏期間中スターリンは1901年のメーデーにおけるデモ活動の計画に携わり、メーデー当日には約3000人のデモ参加者が当局と衝突する事態となった。
1901年11月、スターリンは1898年創立のマルクス主義政党ロシア社会民主労働党（RSDLP）のトビリシ委員会委員に選出され同月、スターリンは港湾都市のバトゥミに移動し、そこでは、自身の好戦的な主張によって当地で活動するマルクス主義者らの間に不和が生じたため、一部ではスターリンを帝国政府から送り込まれた煽動者であると疑う向きも現れた。ロスチャイルド家が運営するバトゥミの製油所で雇われたスターリンは、その職場で労働者のストライキを2度にわたって共謀し、実行させた。ストライキを首謀したうちの数人が逮捕された後、スターリンは大規模な抗議デモを組織したが、デモ隊が監獄を襲撃したことで軍隊が参加者に発砲し、13人のデモ参加者が死亡する事態となった。犠牲者たちの葬儀の当日、スターリンは再び大規模な抗議デモを組織したが、1902年4月、ついに当局によって逮捕された。当初、スターリンはバトゥミ監獄に収容されていたが、後にクタイシ監獄に移送され、1903年中頃には東シベリアへの3年間の流刑を宣告された。
1903年10月にスターリンはバトゥミを離れ、11月末にシベリアのノヴァヤ・ウダ（Novaya Uda）という小さな街に到着した。スターリンは2度にわたりノヴァヤ・ウダからの脱走を試みたが、最初の脱走は失敗に終わり、バラガンスクに到達したところで凍傷のため引き返した。1904年1月、スターリンは2度目の脱走を試み、今度はトビリシまで戻ることに成功した。トビリシに戻った後、スターリンはフィリップ・マハラゼと共同でマルクス主義の新聞『プロレタリアティス・ブルゾラ』の執筆を行う。スターリンが流刑になっている間、ロシア社会民主労働党はレーニン派の「ボリシェヴィキ」と、ユーリー・マルトフ派の「メンシェヴィキ」という、対立する2つの派閥に分裂していた。スターリンはグルジアで活動する多くのメンシェビキ党員を忌み嫌い、自らはボリシェヴィキの側についた。その後、スターリンは鉱山の街チアトゥラにボリシェヴィキの拠点を確立したが、グルジアの革命運動においてはメンシェヴィキが圧倒的な多数派であり、ボリシェヴィキは少数派の勢力であり続けた。

### ロシア第一革命

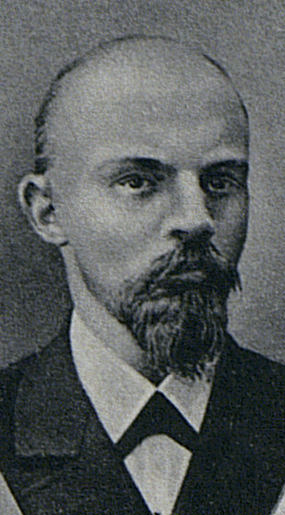
スターリンは1905年のタンペレ協議会で初めてウラジーミル・レーニン（写真）と出会い、レーニンは「スターリンにとって不可欠なメンター」となった。

1905年1月22日、首都のサンクトペテルブルクで血の日曜日事件が発生したとき、スターリンはロシア帝国領アゼルバイジャンのバクーにいた。事件に端を発する動乱はすぐにロシア帝国全土に広がり、1905年革命（ロシア第一革命）として知られる革命へとつながった。1905年2月、スターリンが滞在するバクーでもアゼルバイジャン人とアルメニア人の間で衝突が起こり、最低でも2000人が死亡する民族紛争が勃発した。紛争の最中、スターリンは配下の者を武装させてボリシェヴィキの戦闘部隊を組織し、バクー市内で両民族が衝突するのを防ぐように命じ、その一方で動乱に乗じて街から印刷機材の強奪を行わせた。その後グルジア全域に動乱が拡大するとスターリンはさらに多くの戦闘部隊を組織したが、それはメンシェヴィキも同様だった。スターリン配下の部隊は各地の警察や軍隊を武装解除させ、帝国政府の兵器庫を襲撃し、またコサック軍や黒百人組に対しても戦闘を仕掛け、時にはメンシェヴィキ系の民兵と共闘することもあった。活動資金を調達するため、スターリンの部隊は各地の商店や鉱山からみかじめ料をゆすり取っていた。この年、スターリンはトビリシにて自身と同じくグルジア出身で、仕立て屋の娘だったエカテリーナ・スワニーゼと出会う。

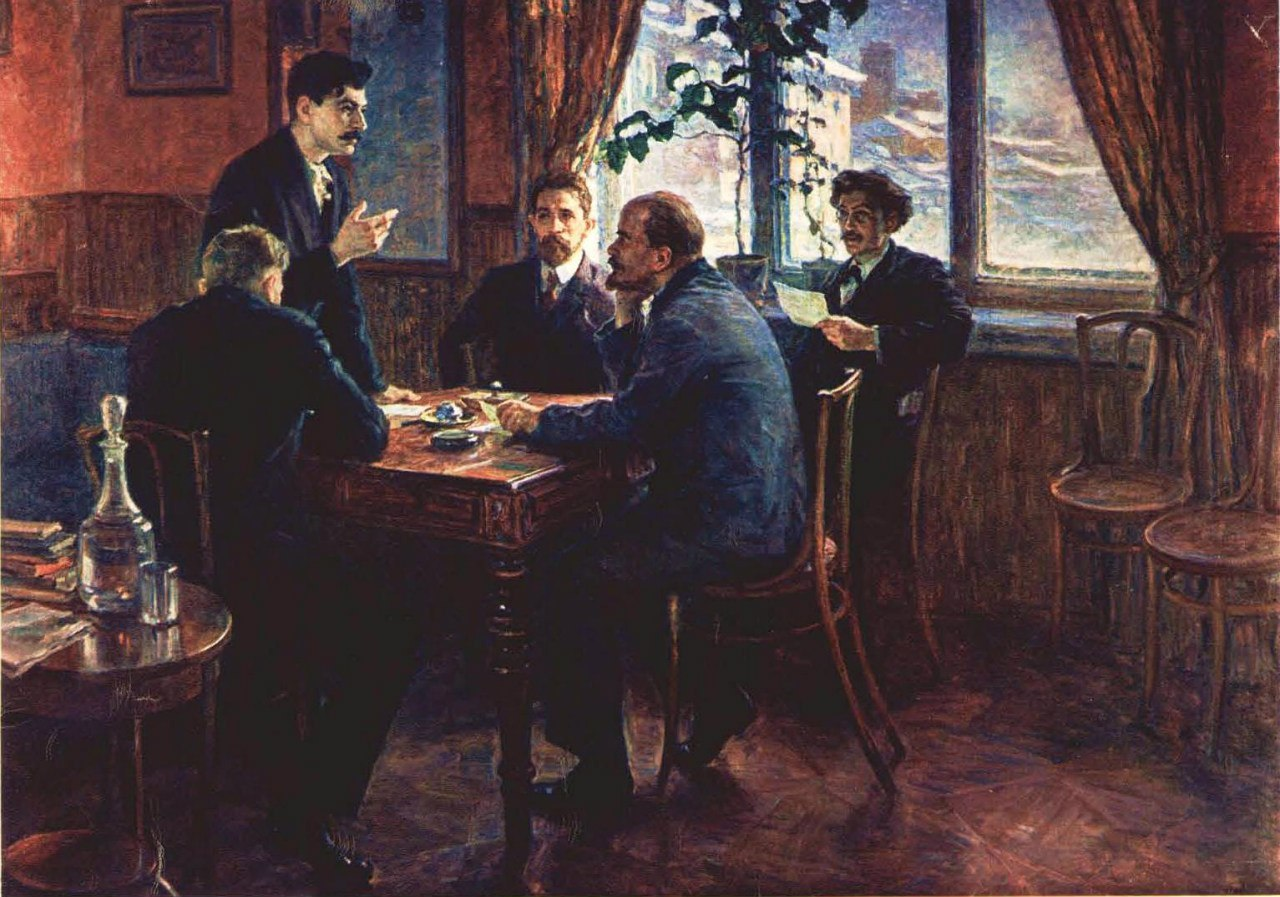
1905年にタンペレでスターリンとレーニンが初めて会ったことに関する芸術作品。

1905年11月、スターリンはグルジア・ボリシェヴィキの代表団の1人に選出され、サンクトペテルブルクで開催されるボリシェヴィキ協議会に出席することになった。サンクトペテルブルクに到着したスターリンは、レーニンの妻ナデジダ・クルプスカヤから開催地がフィンランド大公国のタンペレに移動したことを告げられ、この1905年のタンペレ協議会において、スターリンは初めてレーニンと出会ったような気がした。。スターリンはレーニンの人格と知性に感動したが、レーニンの言説に反駁することを恐れなかった。スターリンはドゥーマが最近作った選挙に参加するというレーニンの提案に反対し、スターリンはレーニンに認められた。スターリンはこの協議で、将来の指揮官エメリアン・ヤロスラフスキー（en:Emelian Yaroslavsky）や、ソロモン・ロゾフスキー（後に外務人民委員代理を歴任）と出会った。スターリンはレーニン達との協議後、ツァーリに反抗的な地域をコサック軍が再び抑えようとしているグルジアへ戻り、トビリシにおいてスターリンとメンシェヴィキ党員は将軍のフョードル・グリーアザノフ（Fyodor Griiazanov）の暗殺を目論み、1906年3月1日に実行に移した。スターリンは金品強要、銀行強盗、資金強奪などの行為を通して、ボリシェヴィキのために金を集め続けた。1906年4月、スターリンはロシア社会民主労働党第4回大会に出席し、この大会で将来の国防人民委員および最初の元帥となるクリメント・ヴォロシーロフ、チェーカーを設立するフェリックス・ジェルジンスキー、そしてレーニンの死後に権力を共有するグリゴリー・ジノヴィエフと出会う。また同時期にボリシェヴィキの協議で、「銀行強盗禁止」が賛成多数で可決され、この決議は資金集めの手段として銀行襲撃を行っていたスターリンを動揺させた。
1906年7月、スターリンはエカテリーナ・スワニーゼと結婚し、グルジアのセナキで教会式を挙げた。1907年3月、スワニーゼは長男のヤーコフを出産した。歴史学者ロバート・サーヴィスによれば、スターリンはこの年までに「グルジアの有力ボリシェヴィキ」として頭角を現していた。スターリンは1907年5月から6月にかけ、ロンドンで開かれた第5回ロシア社会民主労働党大会に出席した。この大会では、レーニン派のボリシェヴィキのヘゲモニー強化と、ロシアでの共産主義革命のための戦略について討議した。スターリンは当地でレフ・トロツキーと初めて出会い、スターリンはすぐにトロツキーを嫌うようになり、トロツキーを「美男子だが役に立たない」と評した。

### チフリス銀行強盗事件

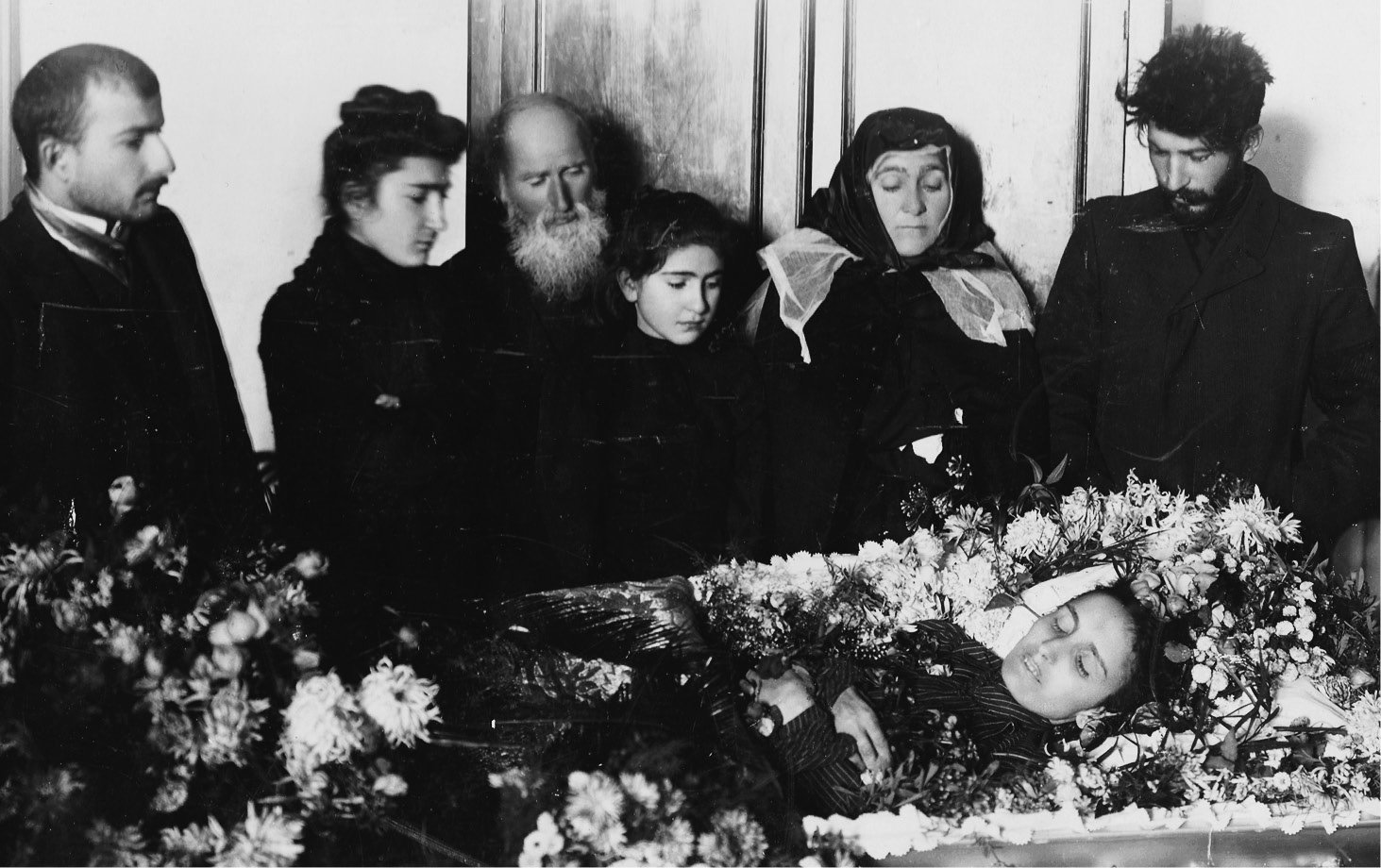
最初の妻エカテリーナ・スワニーゼの遺体を見つめるスターリン（一番右）（1907年12月8日）

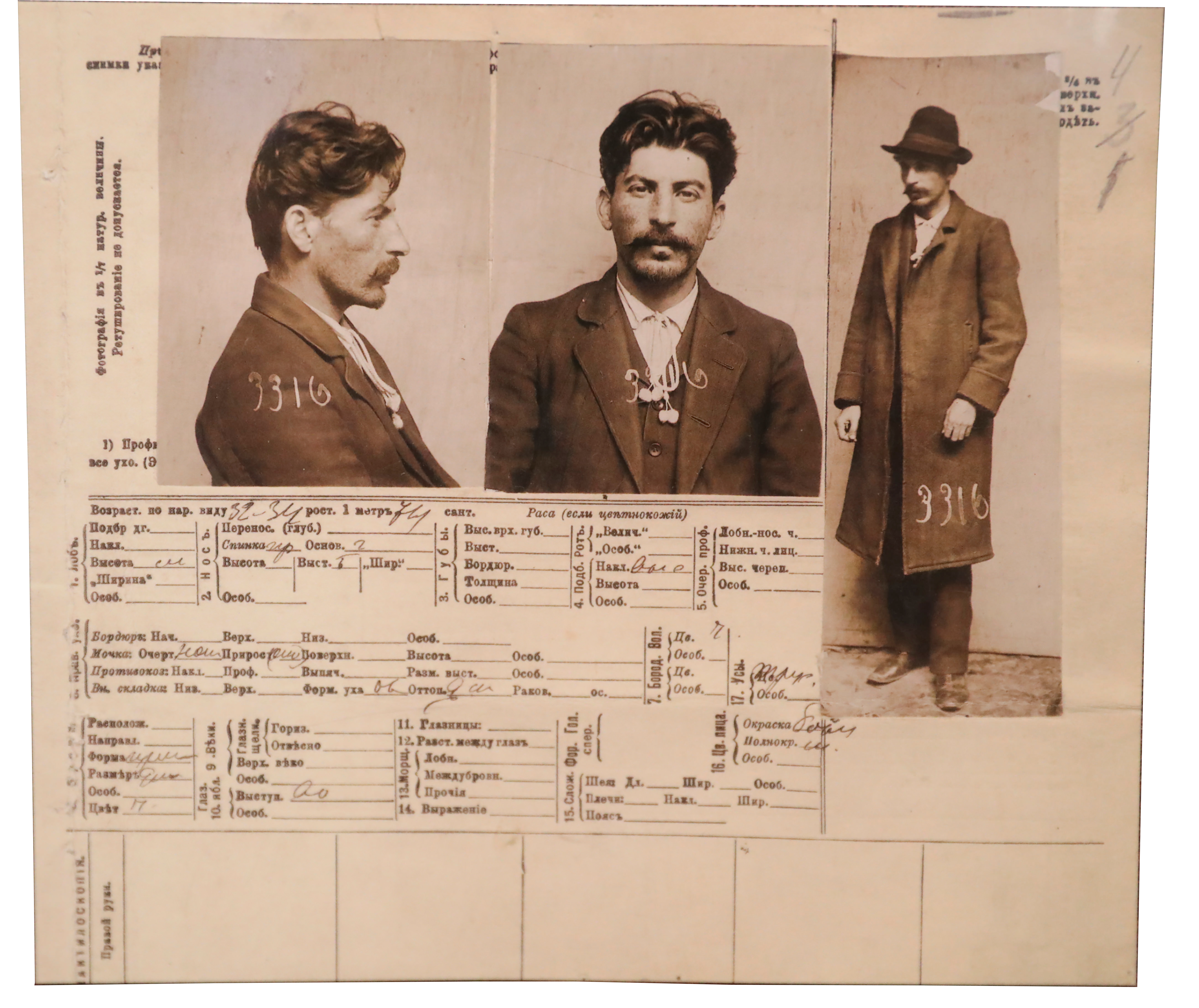
スターリンについての情報カード。サンクトペテルブルクのツァーリ秘密警察のファイルより1911年

党大会の後、スターリンはトビリシに戻り大規模な強盗計画（1907年チフリス銀行強盗事件）を準備した。1907年6月26日、スターリンの一味は武装した現金輸送隊をエレヴァン広場で待ち伏せし、発砲と手製爆弾による襲撃を行った。警備側の死者はおよそ40人で、一味は25万ルーブル（今日の価格でおよそ340万ドル）を持って広場からの逃走に成功する。スターリンは計画全般を指揮していたが、実行には参加していない。この銀行強盗の後、スターリンは妻子を連れてバクーに移り住んだ。銀行強盗を禁止していたメンシェヴィキは憤慨し、容疑者を調査させ、事件は以後スターリンに難儀をもたらすが、党からの追放は免れた。国立銀行からの強奪を成功させたことがスターリンがレーニンからの信頼を得る契機となったと評する見方もある。同年8月、スターリンはドイツのシュトゥットガルトで開催された第二インターナショナル第7回大会に参加した。
1907年11月22日、チフスに罹患していた妻のエカテリーナが病死し、スターリンに深い悲しみを与えた。スターリンは友人に「俺の人間に対する最後の温かい感情は、彼女の死とともに消え失せてしまったよ」と語っている。妻の死後、息子のヤーコフをトビリシに居る彼女の親族に預け、革命活動を再開したスターリンはより多くのストライキと社会運動（扇動）を組織した。ムスリムのアゼルバイジャン人と、バクーに住むイラン人（en:Iranian peoples）の労働者を重点的に取り扱いイスラム社会民主党と呼ばれるムスリムのボリシェヴィキグループの設立を手伝った。さらに人的資源と兵器によるイラン立憲革命を支持し、ペルシアを訪問した際にはパルチザンを組織している。バクーで配下のギャングを再結成し、黒百人組への攻撃を再開したほか、資金を集めるために強盗・みかじめ料の要求・通貨の偽造などを行い、時には身代金目当てに富豪の子供の誘拐も行った。1908年初頭、レーニンおよびゲオルギー・プレハーノフに会うためスイスのジュネーヴを訪れたが、当地でプレハーノフはスターリンを憤慨させた。
1908年3月、スターリンは逮捕された後、バクーのバイロフ監獄（Bailov Prison）に収監され、最終的にヴォログダ州ソリヴィチェゴドスク村での2年間の流刑を宣告され、1909年2月に流刑地に到着した。6月、女装して村から逃亡しコトラスを経由してサンクトペテルブルクまで戻った。1910年3月、再び逮捕されソリヴィチェゴドスクに送還された。この流刑中マリア・クザーコヴァという女主人と不倫し、隠し子のコンスタンティン・クザコフを儲けた。1911年6月、ヴォログダの街に移動することを許可され当地で2カ月間を過ごした。その後、再びサンクトペテルブルクまで逃亡したが、1911年9月には逮捕され、ヴォログダでの3年間の流刑を宣告された。

### 党中央委員への選出

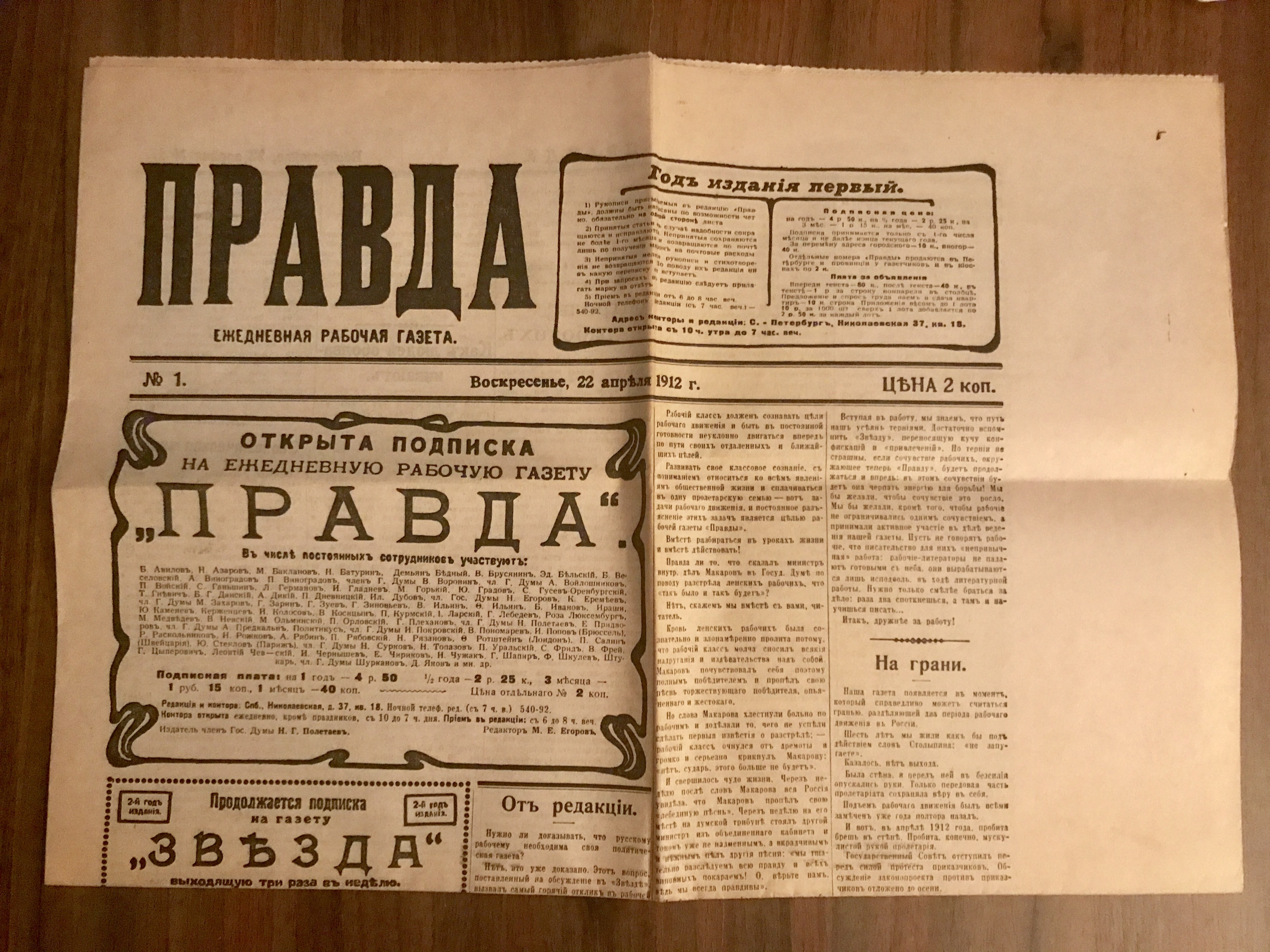
スターリンが編者を務めたボリシェヴィキの機関紙『プラウダ』の創刊号

スターリンが流刑中の1912年1月、プラハ協議会にて最初のボリシェヴィキ中央委員会のメンバーが選出された。しかし、党員に扮したオフラーナのスパイであるロマン・マリノフスキーの密告により、中央委員に選ばれた党員の多くがロシアへの帰還時に逮捕された。空白状態を埋めるため、レーニンとジノヴィエフはスターリンを新たな中央委員として選び、スターリンは流刑地のヴォログダでこの決定を了解し、その後生涯にわたって党中央委員会のメンバーであり続けた。
1912年2月、スターリンは再度サンクトペテルブルクへ逃亡し、当地で旧来のボリシェヴィキ機関紙である週刊の『ズヴェズダ』を、日刊の『プラウダ』として刷新する任務を遂行した。『プラウダ』の創刊号は1912年4月に発刊されたが、スターリンがその編者であることは秘密にされていた。1912年5月、再び逮捕されたスターリンはシベリアでの3年間の流刑を言い渡され、7月には流刑地であるシベリアの村ナルイムに到着し、ナルイムでは同じくボリシェヴィキのヤーコフ・スヴェルドロフと相部屋になった。2カ月後、2人はサンクトペテルブルクへと逃亡し、スターリンは『プラウダ』の編集・執筆作業を再開した。
メンシェヴィキとボリシェヴィキから各6人が選出された1912年10月の議会選挙の後、スターリンは両党派の和解を主張する記事を執筆したが、そのことでレーニンからの批判を受けた。1912年後半、スターリンはレーニンに会うためオーストリア＝ハンガリー帝国領のクラクフを2度訪問し、最終的にはメンシェヴィキとの融和に反対するレーニンの立場に同調し、その後レーニンと裕福なボリシェヴィキ支持者の夫婦とともに数週間を過ごした。また、この間に将来のソ連政府の有力な政治家となるニコライ・ブハーリンと初めて出会う。1913年1月、スターリンは首都ウィーンに移動し、当地でボリシェヴィキがロシア帝国内の民族的マイノリティにいかに対処すべきかという「民族問題」についての研究を進めた。スターリンは、レーニンからこの問題に関する論文を執筆するよう激励されていた。
完成した論文は『マルクス主義と民族問題』と題され、ボリシェヴィキの月刊誌Prosveshcheniye（啓蒙）の1913年3月 – 5月号で初めて発表され、その内容はレーニンを非常に満足させた。ヨシフ・ジュガジヴィリはこの論文を「K.スターリン」という筆名の下で発表した。「スターリン（Stalin）」はロシア語で「鋼鉄」を意味する語「stal」に由来するものであり、「鋼鉄の人（Man of Steel）」とも訳される。ウラジーミル・イリイチ・ウリヤノフの筆名「レーニン」を模倣した名である可能性も指摘されている。彼はその後「スターリン」の名を生涯使い続けたが、歴史家サイモン・モンテフィオーリは、党内で名声を得るきっかけとなった論文がこの筆名の下で発表されたことがその理由であるとしている。

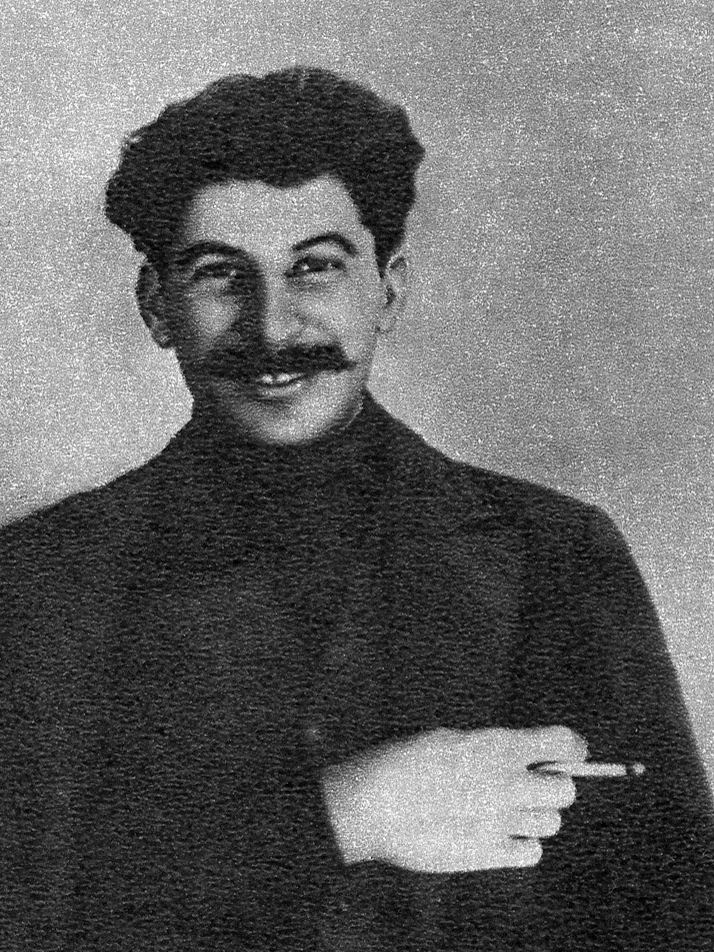
流刑中のスターリン1915年

1913年2月、サンクトペテルブルクに戻っていたスターリンはまたも逮捕され、今回は脱走が極めて困難なシベリアの奥地トゥルハンスク州での4年間の流刑を宣告された。1913年夏に流刑地のコスティノ（Kosutino）という村落に到着したが、翌1914年3月には脱走を警戒した当局によって北極圏の端にある村落のクレイカへと移送された。クレイカでスターリンは原住民のツングース族やオスチャーク族と親密な関係を築き、多くの時間を釣りをして過ごした。一方で、同地ではリーディア・ペレプルイギナ（Lidia Pereprygina）という当時13歳（帝政ロシアの性的同意年齢を1歳下回っていた）の少女と関係を持ち、彼女は1914年12月頃にスターリンの子を出産したが、この子供は生後間もなく死亡した。1917年4月頃、ペレプルイギナは2人目のスターリンの子を産み、「アレクサンドル」と名付けた。

### 1917年の革命

アレクサンドル・ケレンスキー

スターリンが流刑地にいた間に第一次世界大戦が勃発し、ロシア帝国は戦時下に入った。1916年10月、スターリンは他の流刑中のボリシェヴィキとともにロシア帝国軍に召集され、1917年2月にはクラスノヤルスクに赴いたが、身体検査官によって腕の障害が認められたスターリンは兵役には不適格と判断された。その後はクラスノヤルスクに近いアチンスクにて残り4カ月間の流刑に服すことを許可され、首都ペトログラードで二月革命が勃発して帝政が崩壊した際もアチンスクに滞在していた。スターリンは3月に列車でペトログラードに帰還し、帰還後は当地の『プラウダ』編集局をレフ・カーメネフと共同で引き継いだ。さらには多大な権力を持つペトログラード・ソビエトの執行委員会におけるボリシェヴィキの代表者に任命され、4月に行われた党中央委員会選挙ではレーニン、ジノヴィエフに次ぐ3番目に高い得票数で再選されるなど、スターリンは当時の党内で高い地位を確立していた。
その後、スターリンはボリシェヴィキ支持者による武装デモ（七月蜂起）の計画実行に携わったが、臨時政府はこのデモを鎮圧した後にボリシェヴィキへの弾圧を開始し、『プラウダ』の事務所を急襲した。 襲撃の最中、スターリンはレーニンを事務所から逃し、その後はペトログラード市内の複数の隠れ家を転々とさせてその安全を確保し、最終的にはラズリーフに脱出させた。レーニン不在の間、スターリンは『プラウダ』の編集を続ける一方でレーニンの代理としてボリシェヴィキを指導する役割を果たし、密かに開催された第6回党大会も監督した。この第6回大会で、スターリンは編集長および憲法制定議会議員に選ばれ、中央委員に再選された。やがてレーニンがクーデターを起して臨時政府を転覆し、武力によってボリシェヴィキが権力を奪取することを主張し始めると、スターリンとレフ・トロツキーはレーニンの行動計画を支持したが、カーメネフら一部の党員は反対した。その後レーニンがペトログラードに帰還し、 10月10日に行われた党中央委員会の投票でクーデターの決行が過半数の支持を得て採択された。反対票を投じたのは、カーメネフとジノヴィエフの2人のみだった。

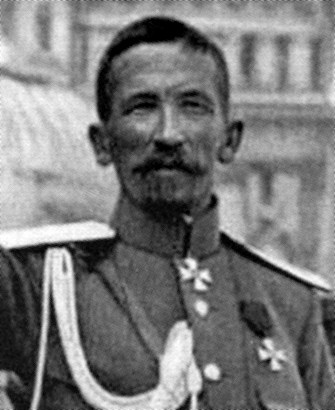
ラーヴル・コルニーロフ

1917年10月24日、警察が『プラウダ』の事務所を襲撃し、印刷機材を破壊した。スターリンは破壊された機材の一部を修復して編集業務を再開した。10月25日の早朝、スターリンはボリシェヴィキによるクーデター（十月革命）の司令部であったスモーリヌイ学院に向かい、レーニンとともに党中央委員会の会合に出席した。その後ボリシェヴィキの軍勢がペトログラード市内の発電所、郵便局、国営銀行、電話交換局、数カ所の橋を占拠し、ボリシェヴィキ支配下の巡洋艦「アヴローラ」が冬宮殿を砲撃すると、宮殿内の臨時政府閣僚は降伏し、ボリシェヴィキによって逮捕された。クーデター中、スターリンに課せられた任務は第二回全ロシアソビエト大会に出席中のボリシェヴィキ代表団に事態の状況説明を行うことであり、その役割は表立ったものではなかった。それを根拠として、トロツキーら敵対するボリシェヴィキは十月革命におけるスターリンの役割は些細なものであったとのちに主張したが、その見解は複数の歴史学者によって否定されている。1918年3月、メンシェヴィキの指導者ユーリー・マルトフは、ボリシェヴィキが革命前に犯罪を犯したということを暴露した記事を発表し、それには、スターリンが銀行強盗を組織し、そのために党から追放されたという記事（後半は虚偽）が記載されていた。スターリンはマルトフを名誉毀損で告訴し、勝訴した。

## レーニン政権下の活動

### ロシア内戦

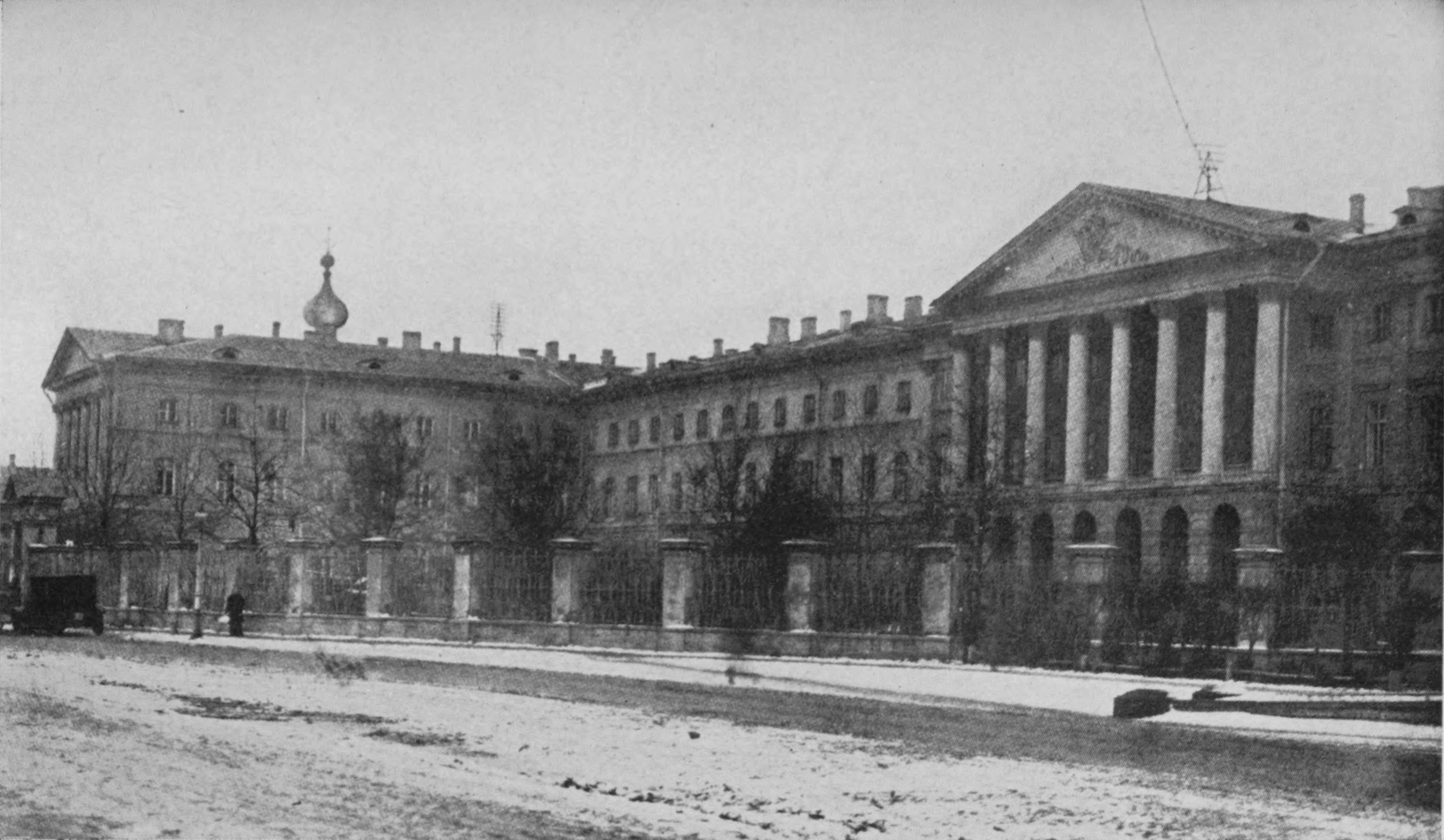
1918年3月までボリシェヴィキの本部が置かれたペトログラードのスモーリヌイ学院

1917年10月26日、レーニンは新ロシア政府として組織された「人民委員会議（ソヴナルコム）」の議長への就任を宣言した。スターリンは民族問題人民委員に任命された。新しい任務に専念できるようにと、スターリンは『プラウダ』の編集者としての地位を解任された。新政府においてスターリンは、レーニン、トロツキー、スヴェルドロフとともに非公式な「4人組」として首脳部を形成した。ボリシェヴィキの本部が置かれたスモーリヌイ学院では、スターリンの執務室はレーニンの執務室の近くに設けられており、約束なしでレーニンの書斎を訪れることが許されていたのはスターリンとトロツキーの2人だけだった。当時のスターリンはレーニンやトロツキーのように一般的に有名ではなかったものの、ボリシェヴィキ内部では重要人物として台頭していた。スターリンはレーニンによる秘密警察機関「チェーカー」の設立を強力に支持し、チェーカーによって始められた赤色テロも擁護した。カーメネフやブハーリンとは異なり、スターリンがチェーカーとそれによるテロの急激な成長拡大について懸念を示すことはなかった。
ボリシェヴィキが権力を掌握した後、右派・左派を問わずその支配に抵抗する勢力が蜂起し、ロシア内戦が勃発した。内戦により減少を続ける食糧の供給を確保するため、人民委員会議は1918年5月、スターリンをロシア南部における食糧徴発の責任者としてツァリーツィンに派遣した。軍司令官としての価値を示すため、スターリンはツァリーツィンに到着するとすぐに現地の軍の指揮権を自らに移行させた。ツァリーツィンで、スターリンは将来的に自らの軍事的・政治的支持基盤の中核となる、クリメント・ヴォロシーロフとセミョーン・ブジョーンヌイの2人との親交を深めた。数的優位によって勝利を得るため、スターリンは大量の赤軍兵士を動員して反ボリシェヴィキの白軍を攻撃したが、この戦略は赤軍側に多大な犠牲を強いることとなり、レーニンにも懸念を抱かせた。
白軍との戦闘の一方で、スターリンはツァリーツィンのチェーカーに命令を出して反革命分子の嫌疑がある者を逮捕し、時には裁判なしで処刑した。また、軍事・食糧収集に従事する中産階級の「専門家」を政府からの命令に反して粛清し、さらに一部を処刑した。スターリンによる国家的暴力とテロの使用は、ほとんどのボリシェヴィキ首脳が許容する範囲を超えていた。例として、農民が食糧徴発の実施に従うことを確実にするため、スターリンはいくつかの農村を燃やすように命令した。
1919年の初期にモスクワへ戻ったスターリンは、長年の伴侶となるナジェージダ・アリルーエワと3月24日に結婚した。同じく3月の第8回党大会で、レーニンは過度の犠牲者を出すに至った戦術を用いたとして、スターリンを批判した。1919年5月、スターリンはペトログラード近くの西部戦線に派遣された。赤軍兵士の大規模な逃走と離反を止めるため、スターリンは脱走兵と反逆者を集めると、彼らを公然と「裏切り者」として処刑した。

### ポーランド・ソビエト戦争
ボリシェヴィキは1919年末までにロシア内戦での勝利を確定させた。それに伴い、人民委員会議はその関心を国外へのプロレタリア革命の拡大に向け、この目的達成のため、1919年3月には「コミンテルン」を結成していた（コミンテルンの創立式典にはスターリンも出席した）。スターリンは、欧州中のプロレタリアートが革命の寸前にあるというレーニンの考えには同意していなかったものの、単独で存在する限り、ソビエト・ロシアは無防備なままであるとは認識していた。1920年2月、スターリンは労農監査人民委員に任命された。同月にはまた、カフカース戦線に異動となった。
1920年、ポーランド・ソビエト戦争が激化し、ポーランドはウクライナに軍を展開し、一度は赤軍が抑えたキーウを、ウクライナのディレクトーリヤ軍と合同して、1920年5月7日に占領していた（キーウ攻勢）。5月26日には、スターリンもウクライナの南西戦線に派遣された。赤軍は6月10日にキーウを奪還し、速やかにポーランド軍をウクライナから駆逐してポーランドに押し返した。1920年7月16日、ボリシェヴィキはこのまま戦争を継続し、ポーランド領内に侵攻することを決定した。レーニンは、赤軍の侵攻によってポーランド国内のプロレタリアートが立ち上がり、赤軍と共同でユゼフ・ピウスツキの政権に反抗すると信じていた。一方、スターリンはポーランドの労働者階級はナショナリズムから自国の政権を支持すると予想しており、レーニンの考えに対し警告を発した。スターリンはまた、赤軍はポーランドに侵攻するには準備不足の状態であり、侵攻を強行した場合クリミアの白軍に再起のチャンスを与え、内戦が再燃する事態になりかねないと考えていた。最終的にスターリンは議論に負け、レーニンの決定を受け入れた。
その後、ミハイル・トゥハチェフスキーが率いる赤軍がポーランドの首都ワルシャワに向けて進撃する一方で、スターリンは南西戦線でリヴィウの攻略を指揮した。8月初旬、スターリンは配下の部隊を移動してトゥハチェフスキーのワルシャワ攻略を支援するよう再三にわたり命令されたが、リヴィウ攻略を優先するため、命令の実行を拒否した。8月中旬、ポーランド軍は反攻に転じて赤軍を撃退し（ヴィスワ川の奇跡）、スターリンは政治局会議に参加するためモスクワに帰還した。モスクワに戻った後レーニンとトロツキーから戦争指導について批判され、自尊心を傷つけられたスターリンは、8月17日に自らを軍事的役職から解任することを要求し、9月1日に受理された。
1920年9月22日から開かれた第9回共産党協議会で、トロツキーはスターリンがポーランドとの戦争で「戦略的ミス」を犯したとの告発を行った。トロツキーは、部隊の移動命令を拒否することでスターリンは戦争をサボタージュしたと主張し、レーニンもそれに同調したほか、大会期間中、スターリンの行動を擁護する者は皆無だった。スターリンは屈辱を与えられたと考え、トロツキーへの敵愾心を強めた。ポーランド・ソビエト戦争は、1921年3月18日、ボリシェヴィキがポーランドと講和条約（リガ平和条約）を結んだことにより正式に終戦を迎えた。

### 党書記長への就任
1921年2月、近隣諸国に支配を拡大することを望んだソビエト政府は、メンシェヴィキの支配地域であるグルジア民主共和国に侵攻した。同年4月、スターリンはトルキスタンに赤軍を派遣し、ロシアによる同地域の支配を再確認させた。民族問題人民委員として、スターリンは各々の国民と民族集団が自己表現の権利を有するべきであると考えており、そのためにはロシア国家内に地域的問題の管轄を許可された「自治共和国」を設けることが助けになると信じていた。スターリンの生まれ故郷であるカフカースは、多民族が混在する事情から特有の問題をはらんでいた。スターリンは、グルジア、アルメニア、アゼルバイジャンに各々の3つの自治共和国を設けるという構想に反対しており（それぞれの自治共和国内の民族的マイノリティが虐げられる可能性が高いと考えていた）、代わりに「ザカフカース社会主義連邦ソビエト共和国」という連邦国家の樹立を要求した。しかし、グルジア共産党は連邦国家の構想に反抗し、「グルジア問題」が引き起こされた。
1921年の半ば、スターリンは南カフカースを訪問し、グルジア内の民族的マイノリティ（アブハジア人、オセチア人、アジャリア人）を排除するような排外的グルジア愛国主義を避けるよう、グルジア共産党員に要求した。この訪問の際、スターリンは長男ヤーコフに会い、彼をモスクワに連れて帰った。それに先立つ1921年3月には、妻ナジェージダがスターリンにとっての次男ワシーリーを出産していた。
内戦の終結後、ロシア全土で政府による食糧徴収への反発を主な動機とする労働者のストライキや農民の一揆が勃発し、その対策としてレーニンは市場経済を容認した改革である「新経済政策（ネップ）」を施行した。この当時、共産党内部でも内紛が生じ、労働組合の廃止を求めるトロツキーの党派にレーニンが反対したことを受け、スターリンが反トロツキーの党派を組織した。1922年の第11回党大会において、レーニンはスターリンを党書記長に任命した。この任命にあたり、すでに他の役職に就いているスターリンの作業負荷を過度に増加させ、また権力を必要以上に拡大させるとの懸念が示されたが、それでも彼が書記長に指名された。歴史学者ロバート・サーヴィスによれば、主な同盟者の1人であるスターリンを重要な地位に就けることは、レーニンにとって好都合であった。

### レーニンの死

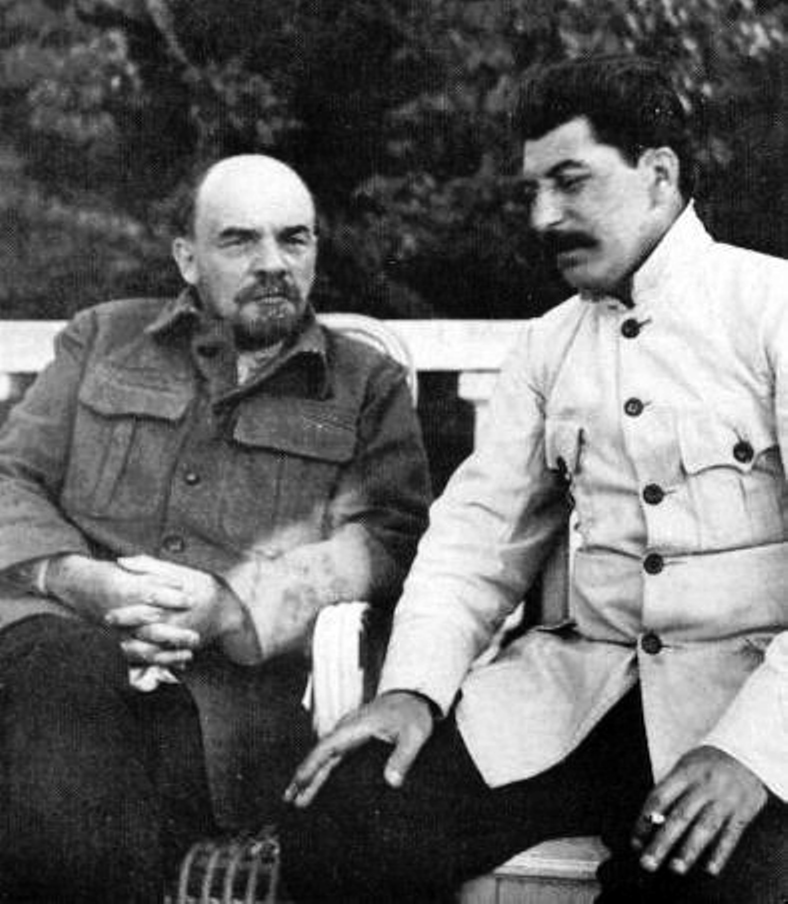
ゴールキのダーチャで病気療養中のレーニンを訪れたスターリン

1922年5月、レーニンは脳卒中の発作を起こし、半身不随となった。その後レーニンはゴールキの別荘（ダーチャ）で静養生活に入り、人民委員会議とのつながりは頻繁に面会に訪れるスターリンを通してのものとなった。スターリンは、レーニンから2度にわたって自殺用の毒薬を入手するよう要求されたが、その願いを聞き入れることはなかった。この時期のレーニンは、スターリンの態度を「アジア的」であるとして嫌悪しており、妹のマリヤ・イリイチナ・ウリヤノヴァに対しては、スターリンが「知的ではない」と漏らしていた。さらに、レーニンとスターリンは国際貿易の問題をめぐって意見を対立させたほか、グルジア問題をめぐっても、レーニンはグルジア単体での共和国を望むグルジア共産党中央委員会を支持しており、スターリンが推進する南カフカースの連邦国家に反対した。
両者の意見の不一致は国家の形態にも及んだ。レーニンは、「ヨーロッパ・アジア・ソビエト共和国連邦」という名の連邦国家の創設を要求し、ロシア国家は他のソビエト共和国と同列・同条件でこの新連邦に加盟するべきであると主張した。スターリンは、レーニンの案では非ロシア人の独立感情が促進されると考え、非ロシア民族はロシア・ソビエト共和国内部に彼らの「自治共和国」を設けることで満足させられると主張した。レーニンがスターリンを「大ロシア排外主義」として批判した一方で、スターリンはレーニンを「民族自由主義」として批判した。両者の妥協の結果として、新連邦国家は「ソビエト社会主義共和国連邦（Union of Soviet Socialist Republics）」と命名されることとなった。1922年12月、ソビエト社会主義共和国連邦の樹立が正式に承認された。
同じ1922年12月にはレーニンの政治活動への参加をめぐり、スターリンが電話でレーニンの妻ナデジダ・クルプスカヤを「ウラジーミル・イリイッチ（レーニン）と仕事の話はするな、さもないと党統制委員会に引っ張り出すぞ」と激しく叱責するという事件が起きた。レーニンはこのことでスターリンに激怒し、翌1923年3月5日に「私は自分へなされた仕打ちを忘れるつもりはない…発言を取り消すなり謝罪する用意があるか、それとも我々の関係を断ち切るかよく考えよ」と詰問する手紙を送った。それに対しスターリンは、クルプスカヤへの発言の真意はあくまでも医師たちの指示を守ってもらうためであって乱暴だとは思っていなかったと釈明し、「あなたが我々の『関係』を保持するために私の発言を撤回せよと言われるなら、そういたします。しかし、問題は何なのか、私の落ち度がどこにあるのか、人々が私に何を欲しているのかは推量したくありません」という『ずいぶん礼節を欠いた』返事をしたためた。
1923年3月6日、スターリンの返信を受け取る前に、レーニンは3度目の脳卒中発作を起こして廃人同然の状態となり、大きく回復することのないまま翌年の1月21日に死去した。1923年4月には、のちの日本の検事総長であった小山松吉が『「ソヴイエト」露国の司法制度及び訴訟手続』を法律雑誌に連載した。
1924年5月22日の第13回党大会にて、クルプスカヤの希望によりレーニンの遺書が公開された。遺書の内容は、「スターリンはあまりに粗暴過ぎる。この欠点は、われわれ共産主義者の仲間うちやその交際の中では我慢できるが、書記長の職務にあっては我慢ならないものとなる」「背信的なスターリンを指導者にしてはならない」というものであった。レーニンはスターリンを書記長の地位から外し、「より忍耐強く、より丁重で、より思いやりがあり、あまり気まぐれではない人物」を、そのポストに任命するよう提案していた。

## 権力の掌握 (1924–1939)
スターリンは党書記長としての人事権を利用し、自らに忠実な部下を党と政府の要職に配置したほか、大学教育を受けた者が多い古参党員よりも労働者・農民出身の新規党員を重用することで、自らの支持者が国家全域に遍在することを確実にした。同時に、秘密警察（チェーカーおよび後身の国家政治保安部）の重鎮であるフェリックス・ジェルジンスキー、ゲンリフ・ヤゴーダ、ヴャチェスラフ・メンジンスキーの3人と親交を深めた。

### レーニンの後継者をめぐる争い

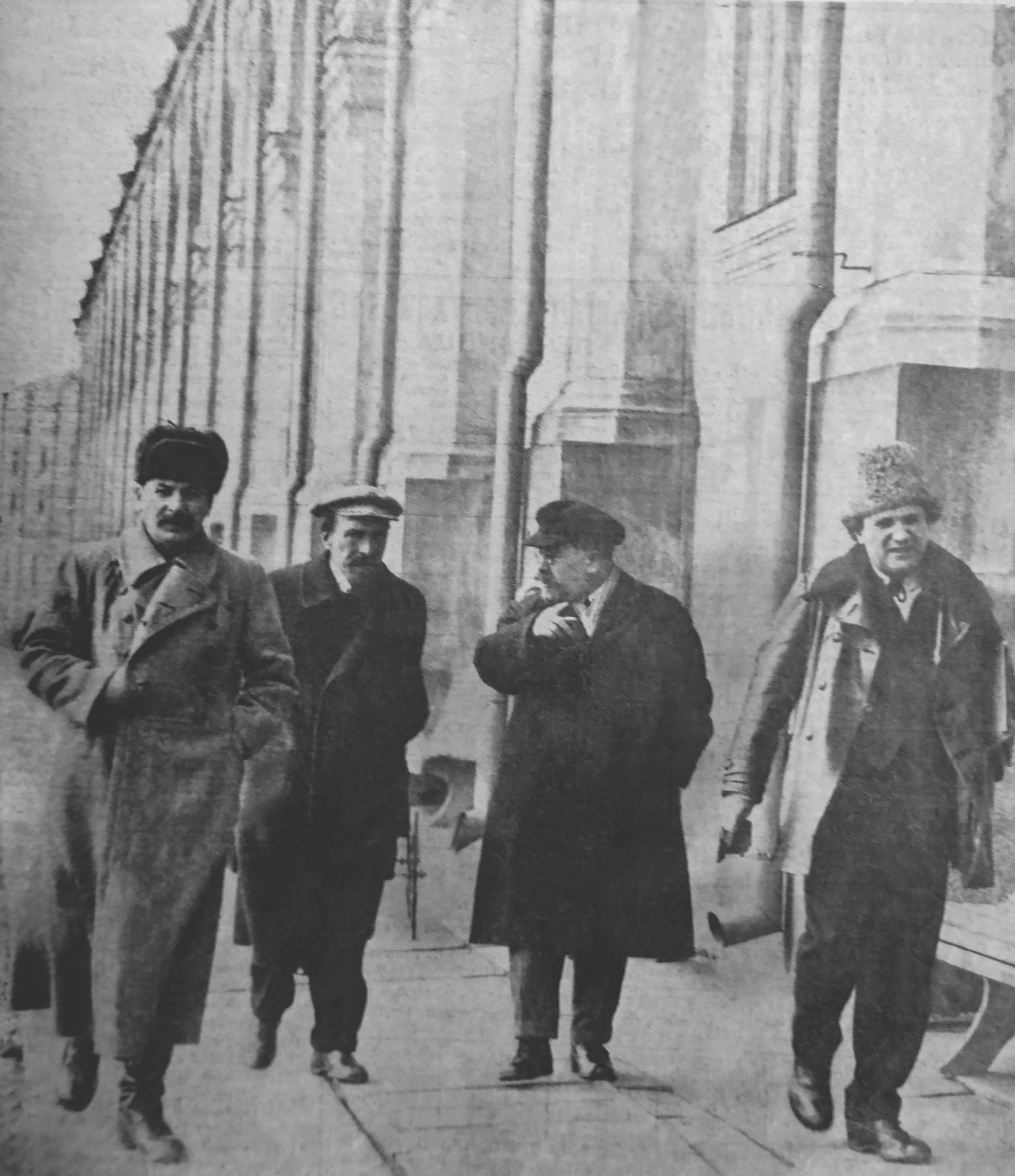
左からスターリン、アレクセイ・ルイコフ、レフ・カーメネフ、グリゴリー・ジノヴィエフ（1925年撮影）

1924年1月にレーニンが死去すると、スターリンは葬儀の取り仕切りを任され、葬儀当日にはレーニンの棺を担いだ。未亡人となったクルプスカヤの意向に反し、共産党政治局はレーニンの遺体に防腐処理を施した上で、モスクワ・赤の広場内の霊廟に設置した。霊廟は死後増大したレーニンに対する個人崇拝の一部であり、同年にはペトログラードがレーニンを称え「レニングラード」と改名された。レーニン亡き後の後継者候補にはスターリンの他、トロツキー、ジノヴィエフ、カーメネフ、ルイコフ、トムスキーなどが浮上したが、スターリンが権力独占への主な障害とみなしたのはトロツキーであり、レーニンの存命時からジノヴィエフ、カーメネフと組んで反トロツキーの同盟を結成していた。
1924年5月の第13回党大会において、「レーニンの遺書」が地方代表団の団長に対してのみ読み上げられた。スターリンは（自分を批判する）遺書の内容を恥じ、党書記長を辞任すると自ら申し出た。このへりくだった行動により、スターリンは解任の危機を脱し、書記長に留まることを許された。ジノヴィエフは増加するスターリンの権力に懸念を抱いていたが、第13回党大会では「左翼反対派」を率いるトロツキーに対抗するため、スターリンの味方に付いた。
トロツキーの左翼反対派はネップ（新経済政策）が資本主義への行き過ぎた譲歩であると考えており、ネップ支持派のスターリンを「右翼」とみなした。スターリンは党中央委員会を自らの支持者で固める一方で、左翼反対派の党員を徐々に要職から排除していった、これらの動きは（スターリンと同じく）左翼反対派の提案がソビエト連邦を不安定にすると考えていたニコライ・ブハーリンによって支持されていた。ブハーリンは第13回党大会で共産党政治局に昇進し、スターリンと同盟関係を結んだ。
スターリンは1924年終盤からカーメネフとジノヴィエフへの攻撃を開始し、彼ら2人の支持者を重要な地位から外していった。1925年に入ると2人はスターリンとブハーリンに対して公然と敵対するようになり、同年12月の第14回党大会では政治局の多数派であるスターリンの党派に攻撃を仕掛けたが、その試みは失敗に終わった。スターリンは逆に、カーメネフとジノヴィエフによる分派主義的な行動が党の安定性を危険に晒していると批判した。1926年の半ば、カーメネフとジノヴィエフはトロツキー支持派と組んで「合同反対派」を結成し、スターリンに対抗した。この時期、スターリンは革命を世界に広げることよりもボリシェヴィキがすでに支配した国での共産主義の構築に集中すべきだと主張し始めた。これは党内の多くの同志たちや、スターリンのイデオロギーに反対していたトロツキー、カーメネフ、そしてジノヴィエフをも引き込んだ。
スターリンは自身の政敵の評判を徐々に下げていった。トロツキーは革命前からボリシェヴィキにはいなかったことや、カーメネフとジノヴィエフが革命に反対票を投じていたことを指摘した。トロツキー、カーメネフ、そしてジノヴィエフは党内でますます孤立を深め、1927年11月には共産党中央委員会から追放された。11月14日、トロツキーとジノヴィエフは党からも追放され、続いて12月にはカーメネフも追放されるに至った。カーメネフとジノヴィエフは謝罪の公開書簡を書き、約6カ月後に復党となったが、トロツキーはソ連からも追放された。
スターリンはより迅速な工業化と、レーニンによる新経済政策（ネップ）を嫌った多くの党員に共感を呼んだ経済の集中管理の促進を始めた。1927年末の穀物供給の危機的な不足は、スターリンに農業集団化の推進を促進させた。1928年1月、スターリンは富農が秘蔵していた穀物の没収を監督したシベリアへ個人的な旅に出かけた。党員の多くは没収を支持したが、ブハーリンとアレクセイ・ルイコフ首相は憤慨した。ブハーリンは富農の財産の融資による迅速な工業化というスターリンの計画を批判し、ネップへの復帰を提唱した。スターリンはブハーリンを派閥主義的で資本主義的傾向であるとして非難し、その他の中央政治局の委員たちはスターリンに味方した。1929年11月、ブハーリンは政治局から追放された。
スターリンは「貧民階級の味方」という聴衆への訴えによって人気を得た。スターリンは従来のボリシェヴィキの理論である「世界革命」路線を放棄して、一国で共産主義を構築する「一国社会主義」政策を提唱した。ロシア人は世界大戦と内戦で疲れており、「一国社会主義構築への専念」は、戦争に対する楽観的な解毒薬となった。自身の反対勢力ができあがるため、スターリンは党内の一派が党の指導者の方針に公然と反対することができない派閥主義の禁止を大きく利用した。1928年（五カ年計画の最初の年）まで、スターリンの指導者の地位は最上位にあった。この翌年、世界革命・永続革命を提唱していたトロツキーはスターリンに反対していたために追放された。ブハーリンによる党内右派のような反対勢力の裏をかき、コルホーズと工業化を主張・推進したスターリンは、党と国の両方を統制した。しかしながら、セルゲイ・キーロフのようなほかの指導者の人気が示したように、彼は1936年から1938年の間に行った「大粛清」まで、絶対的な権力を掌握することはできなかった。

### 第一次五ヵ年計画

#### 農業集団化と富農撲滅
スターリン政権は強制的に集団農場に移行した。大規模に機械化された農場から農業による生産高を増やし、農民たちをより政治的支配下に置き、より効率的に徴税するためであった。集産化は、1861年の農奴制の廃止以来見られなかった、土地と農産物の制御からの疎外という急激な社会的変革を起こした。農業集団化の最初の年には、工業生産高が200%（パーセント）、農業生産高は50%増加するだろうと見積もられていた が、達成されることはなかった。
ソ連時代のロシアはアメリカから毎年大量の穀物を輸入していた。ロシア革命後のソ連は、「社会主義の優越性」（社会主義がいかに優れているか）を具現化させるため、工業化を重視した経済政策を推進するようになる。工業を重視したがために農作物の値段は安値に抑えられ、農民たちは農産物の出し惜しみにでた。スターリンはこれの打開のため、個々の農家がそれぞれの農業をするのをやめさせ、農民全員を集団農場に集めて労働させ、収穫できた農作物を国に納めさせることにした。集団農場が各地に作られ、個人で持っていた農家の土地は没収されて集団農場のものとなった。集産化は数多くの農民たちの生活水準を急激に低下させたことで、農民たちは農産物を自分たちが生きられる最低限の生産高しか作らなくなった。個人の農家が持っていた家畜までもが取り上げられたため、それならば自分で家畜を殺してしまえ、という農家が続出、ついにはソ連全土で家畜を殺して食べる催しが行われた。さらにはコルホーズの役人が殺害されるなど、農民たちは激しく抵抗した。
スターリンは、農業集団化に反対したこの予期せぬ失敗者を「クラーク（富農）」と主張し、「農業がうまくいかないのは、農村に残った資本家である。すなわち富農が原因であり、富農を撲滅すべきである」と党大会で糾弾した（しかしながら、実際に「富農」と認定された農民は全農業人口のうちのわずか4 ％であった）。スターリンが対象としたのは、「ネップの時代に利益を手にした農民」であり、ゲーペーウーとコムソモールによる暴力の矢面に立たされ、それらは人口の60%であった。スターリンは農民たちを無理やり分けた。「貧農」と見なされた者は集団農場の労働者にされて働かされ、「富農」「富農の助力者」、そして後に「元富農」と公式に定義された人々は、銃殺されるか強制収容所「グラーグ」に収容されるか、国から遠く離れた辺鄙な地域へ国外追放となった。この「富農」撲滅政策によって、富農の追放（en:Dekulakization）が起こった年である1930年の間に2万0201人の人々が処刑されたことを記録データが示している。農業集団化の第2段階（スターリンによる高名な論説「成功による幻惑〈Dizzy with success〉」、「集団農場の同志たちに答える」 によって1年間中断となった）は、戦術的・政治的撤退という彼の手腕の最たる例に続いて、初期の戦略の強化が施された。
「富農」に分類された農民は、勤勉な農家であるケースが多かった。家を挙げて農業に取り組んだために、相対的に豊かな生活を送っていたが、スターリンの農業集団化政策によって彼らが弾圧されたことで農業に熱心に取り組む人間がいなくなるという皮肉な事態となった。集団農場における労働者は、政府により決められた穀物しか作れず、その生産した穀物も不当に低い価格でしか買い取って貰えなかった。このため、農民の労働意欲は低下しソ連の農産物の収穫高は大きく下がり、ソ連は豊富な穀倉地帯を所有しているにもかかわらず食糧不足に陥った。「ロシアの穀倉地帯」と呼ばれたウクライナで「ホロドモール」と呼ばれる飢饉が発生（後述）し、農民たちが次々と餓死していった。

### 大粛清

#### セルゲイ・キーロフ暗殺

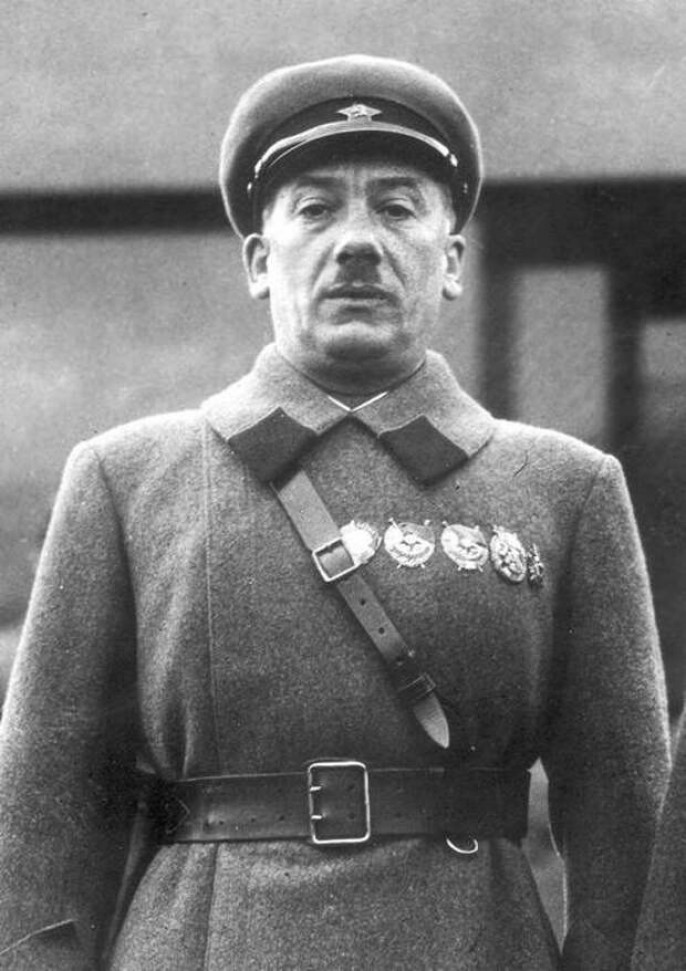
大粛清初期のNKVD長官ゲンリフ・ヤゴーダ

セルゲイ・キーロフは政治局員・党エリートであり、その弁舌と貧困層への真摯な態度で大きな人気があった。彼はスターリンの忠実な部下であったが、いくつかの意見の相違もあり、多くの歴史家がスターリンは彼を潜在的な脅威として考えていたとする。実際、一部の党員はスターリンの後継者としてキーロフに対して秘密裏に接近していた。1930年代のスターリンは、高まりつつあったキーロフの人気についてますます心配していた。1934年に開催された新しく中央委員会を決める投票で、スターリンは1108の反対票を受けた一方、キーロフはどの候補よりも少ない3の反対票を受けたのみであった。この一件は、スターリンのキーロフに対する反感をますます強めたものと思われる。
1934年12月1日、キーロフはレニングラードにおいてレオニード・ニコラエフ（en:Leonid Nikolaev）という青年によって暗殺された。ニコラエフは当時のNKVD長官ゲンリフ・ヤゴーダと関係があり、スターリンがヤゴーダを通じてニコラエフをそそのかしキーロフを暗殺させたとする説は根強い。キーロフの死はボリシェヴィキをぞっとさせたが、スターリンは暗殺の知らせを聞くと、レニングラードに向かい暗殺事件の真相を究明するため、異例の現地指揮を行った。
キーロフ暗殺に対するスターリンの公式の対応は、嫌疑のかかっているスパイと反革命分子を探し出すことで安全対策を強化するというものであった。しかし実質的には、スターリンは自身の指導体制を脅かすことになる可能性のある者たちを排除していったのだった。スターリンは自身の生立ちから人一倍コンプレックスを強く感じるゆえ、異常なまでの権力欲と顕示欲の塊であり、その目的を達するためなら手段を全く選ばなかったのである。この過程は、それから広範にわたる追放へと変移していった。キーロフの暗殺は、1936年8月から1938年11月まで続くことになる大粛清の前兆であった。

#### 「人民の敵」
キーロフが暗殺されると、スターリンはトロツキー、カーメネフ、ジノヴィエフを含めた自身の反対勢力者たちを陰謀に巻き込むための構想を抱いた。調査と裁判は拡大していった。1934年1月の第17回党議会においては過半数の代議員が彼の言いなりであった。見せしめの裁判あるいはトロツキーやレニングラードの政治局員セルゲイ・キーロフの暗殺のあとに法律を改定する。この党大会で選出された党中央委員会の委員および中央委員候補139人のうち、98人が逮捕・銃殺された。党大会の党員1956人のうちの1108人が「人民の敵」（ロシア語враг народа, "vrag narodaヴラグ ナローダ"）（en:Enemy of the people）という烙印を押され、秘密裁判で死刑判決を受けると直ちに処刑された。スターリンは、裁判所に対して「人民の敵」と判断した者には死刑判決を下すこと、そしてただちに死刑を執行するよう命令していた。取り調べの際には「肉体的圧迫」、すなわち拷問を用いることを認め、罪を認めない者には拷問によって力ずくで「罪」を認めさせた。
スターリンは、起訴や弁護人による訴えなしによるわずか10日間の調査で刑を迅速に執行できるようにする『テロ組織とテロ行為』という新しい法案を可決した。その後、モスクワ裁判として知られる複数の裁判が開かれたが、その手続きはソ連全土にわたって模倣された。反革命活動の禁止を記載した法律の第58条は、幅広くあらゆる態度・物腰に適用された。根拠薄弱な口実として火事が起きただけで「破壊活動とみなされ逮捕されるケースが存在した。もっとも、多くの場合は誰かに「人民の敵」（「人民のための党を裏切るのは、人民の敵である」）の烙印を押し付けるだけで十分であった。そして国民の迫害・虐待が始まり、死とまではいかなくとも、しばしば尋問、拷問、そして国外追放にまで及んだ。ロシア語のトロイカには、NKVDの下に置かれる3つの委員会によって裁判はすぐに単純化され、刑は24時間以内に執行される、という新たな意味が加わった。
共産党中央政治局の最高責任者の座に君臨していたスターリンは権力をほぼ絶対的なものまでに強化し、政治的反対者、自身のイデオロギーに反対する者、ボリシェヴィキ中央委員会の古参党員たちを策略によって逮捕・追放した。スターリンは大粛清を、日和見主義者と反革命分子を追放する試みとして正当化した。党による粛清の標的とされた者たちはNKVDトロイカによる公開裁判後に矯正労働キャンプ（グラグ）への収容あるいは処刑という、より厳しい措置が取られた。
軍事指導者たちの多くは反逆罪の判決を受け、赤軍の陸軍将校の大粛清に繋がっていく。あまりにも多くの、かつて高い地位にいた革命家たちや党員への粛清はレオン・トロツキーをして「スターリン政権とレーニン政権とは『血の川』によって隔てられてしまった」と言わしめた。トロツキーは「スターリンは反対者の意見にではなく、その頭蓋骨に攻撃を加える」との言葉も遺している。
1937年よりメキシコで亡命生活を送っていたトロツキーは、1940年8月、同地で登山家のスペイン人であったラモン・メルカデルにより暗殺された。メルカデルはトロツキー暗殺のために派遣された刺客と考えられている。これにより、かつての党指導者間の政敵の最後の生き残りを、スターリンは抹殺するかたちとなった。オールド・ボリシェヴィキは、スターリン、カリーニン、そしてモロトフの3人のみとなった。NKVDによる大規模な作戦（en:Mass operations of the NKVD）は、ポーランド人、ドイツ民族、朝鮮人といった海外のさまざまな民族を標的とした。計35万人（その内の14万4000人がポーランド人）が逮捕され、24万7157人が処刑された。粛清と並行して、ソビエトの教科書と他の宣伝材料の歴史を書き直させた。NKVDによって処刑された著名人は、初めから存在しなかったかのように教科書や写真から跡形もなく取り除かれた。革命の歴史は、徐々にレーニンとスターリンという主要の2人についての話のみに変わっていった。
公開されたソビエトの公文書と公式のデータによれば1937年には35万3074人、1938年には32万8612人（歴史家はほぼ70万人と見積もっている） もの「普通の」ソビエト国民…労働者、農民、教師、司祭、音楽家、軍人、年金受給者、バレリーナ、乞食が処刑された。一部の専門家は、公開されたソビエトの公文書は数字が控えめか、不完全か、頼りにならないと考えている。例えば、ロバート・コンクエストは大粛清で処刑された人数は68万1692人ではなく、その約2.5倍であったと示している。彼は名誉回復された犠牲者の死因と死んだ日付をKGBが偽造し、証拠隠滅したと考えている。伝えられるところによれば、当時、銃殺された人々のリストを見直していたスターリンは、とくに誰かに呟くこともしなかったという。
スターリンは、NKVDの諜報部隊をモンゴル人民共和国に派遣してモンゴル人によるNKVDトロイカを設立し、数万人が「日本のスパイ」として処刑されたスターリン主義者によるモンゴルの弾圧（en:Stalinist repressions in Mongolia）を誘発させた。モンゴルの統治者ホルローギーン・チョイバルサンは、スターリンの指導に密接に従った。
ただし、1937年と翌年に集中的に発生した大粛清（銃殺刑はロシア連邦国立公文書館〈GARF〉による資料によれば、1937年と翌年の合計が約78万人、対して前年の36年は1118人）の原因、政治的な計画性ならびにその過程におけるスターリンの関与の程度に関しては上述の説明に対する異論もある。ソ連崩壊後に公開された公的資料に基づく研究によれば、ノーメンクラトゥーラならびにモスクワが当時強引に進めていた農業集団化などの国家統制政策とそのもたらした混乱が一方にあり、他方でボリシェヴィキの伝統的な主意主義（「鉄の規律を誇る党」）的体質という「二つのモデルの混在」とそれに起因する矛盾が、社会全体を巻き込んだ政治的なヒステリー現象たる大粛清の社会構造的な原因であるとされている。

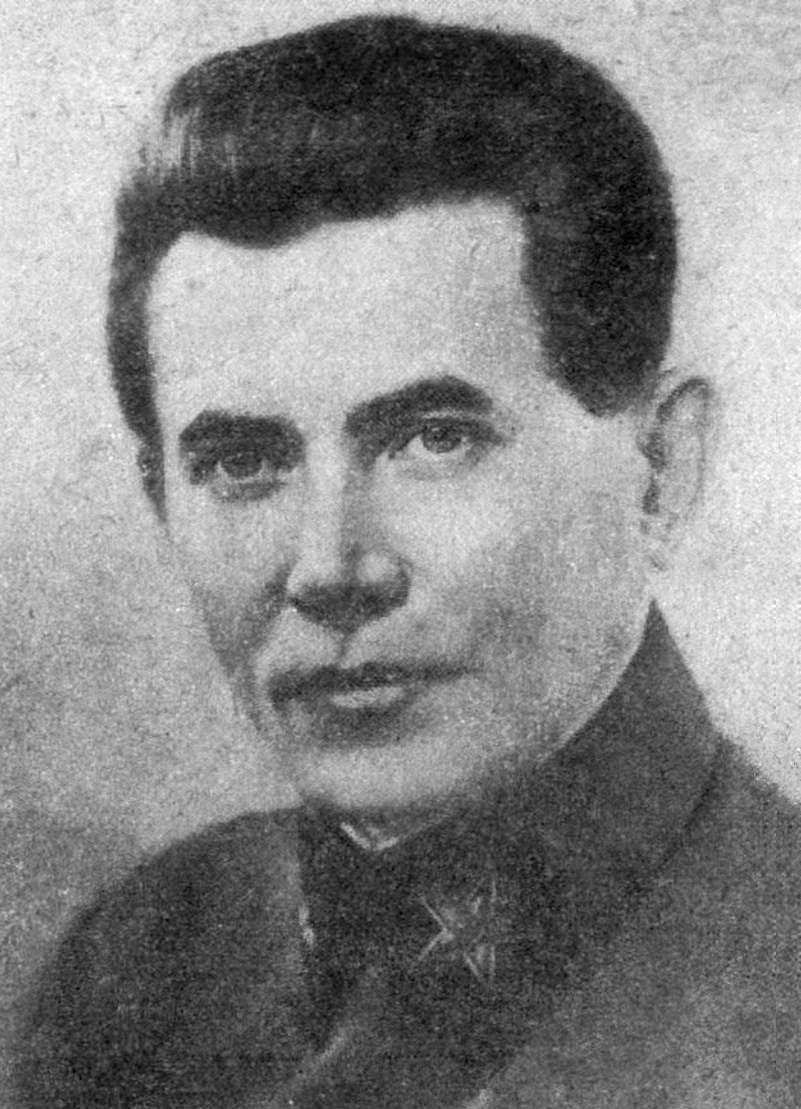
大粛清最盛期に君臨したNKVD長官ニコライ・エジョフ
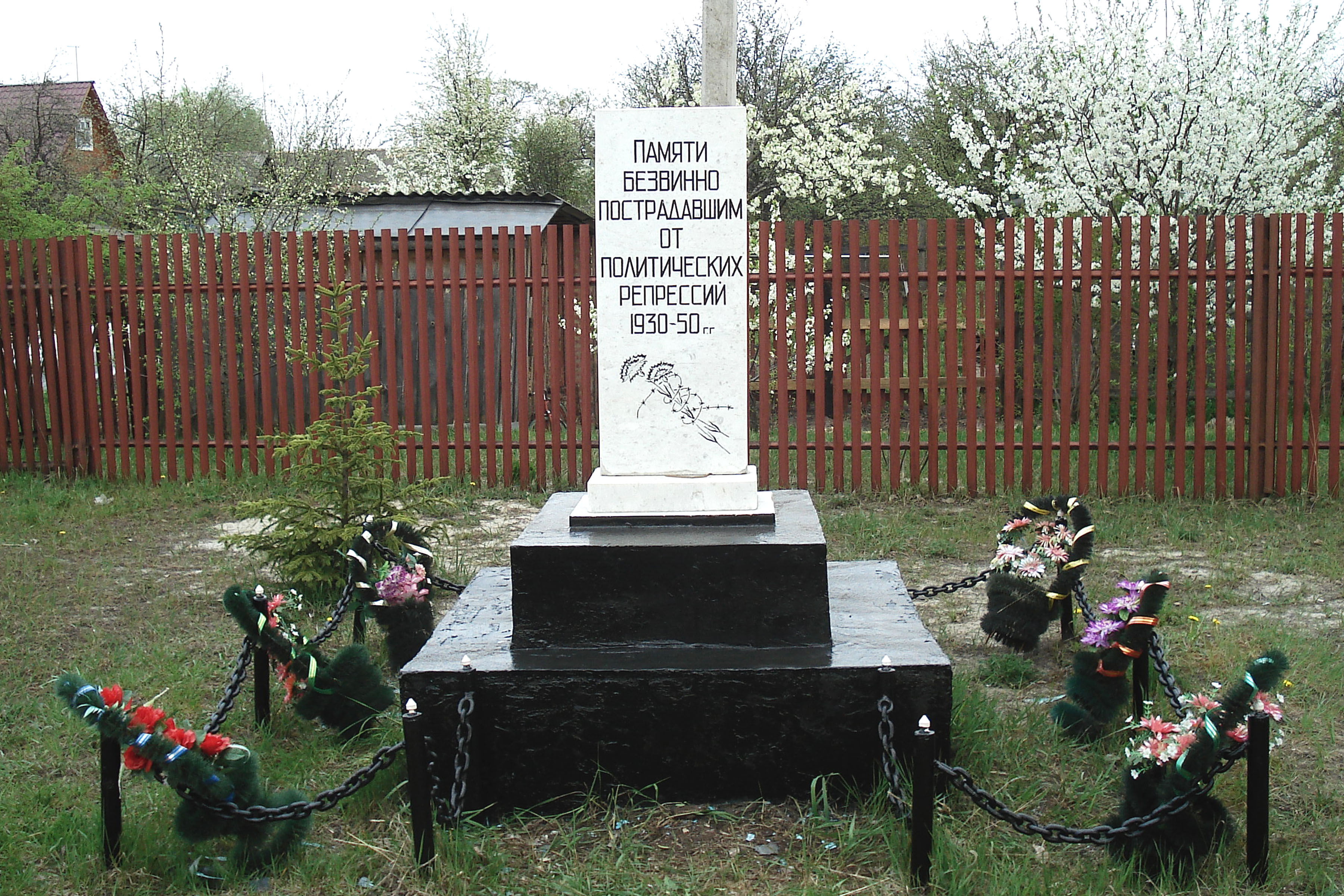
大粛清の犠牲者を弔う墓碑
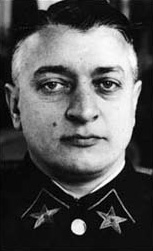
大粛清で処刑された赤軍のミハイル・トゥハチェフスキー
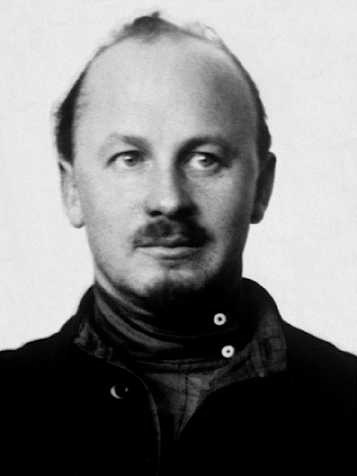
大粛清で処刑されたニコライ・ブハーリン
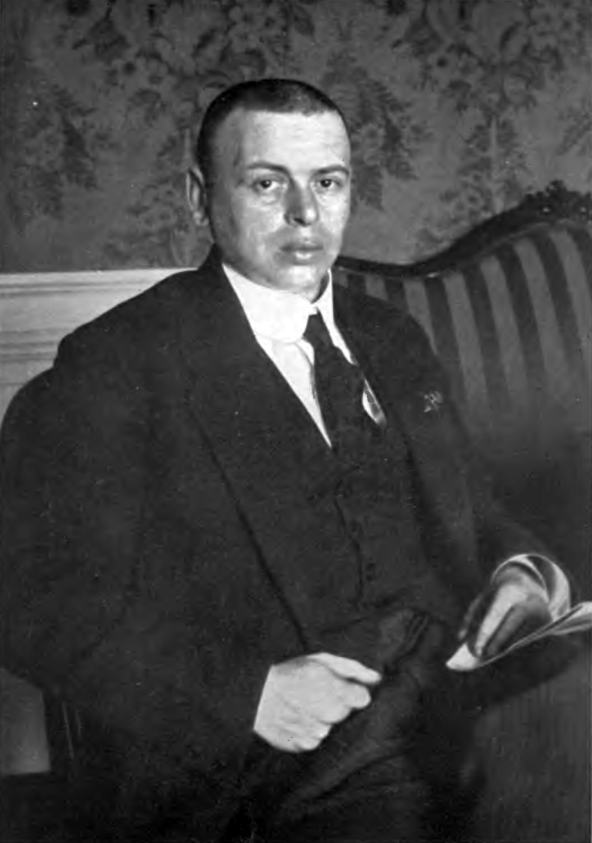
大粛清で処刑されたクン・ベーラ
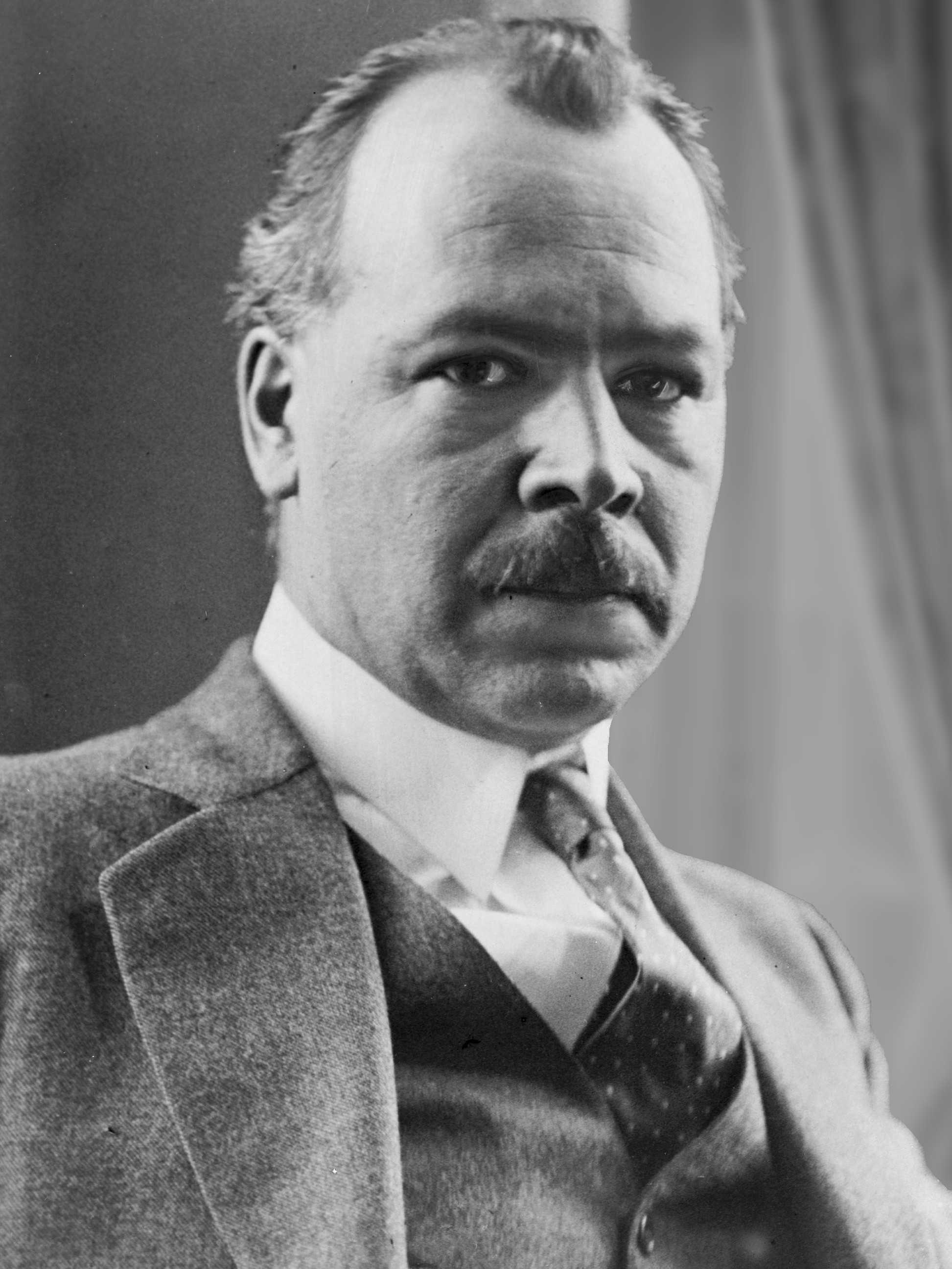
大粛清で投獄・獄死したニコライ・ヴァヴィロフ

主な犠牲者としては、かつてスターリンとともにトロイカ体制を築いたジノヴィエフ、カーメネフの両名に始まり、グリゴリー・ソコリニコフ、チュバール、ゲオルギー・ピャタコフ、ニコライ・ブハーリン、ボロージン、アレクセイ・ルイコフ、カール・ラデック、ミハイル・トゥハチェフスキー、スタニスラフ・コシオール、レフ・カラハン、イオナ・ヤキール、などである。アドリフ・ヨッフェ、ミハイル・トムスキー、グリゴリー・オルジョニキーゼは逮捕される前に自殺した。第17回大会の中央委員140人のうち、無傷で残ったのはわずか15人であった。トゥハチェフスキーを初めとする赤軍の高級将校の大部分が含まれており、将官と佐官の8割が反逆罪の名の下に銃殺されたとされる。
俳優で演出家のフセヴォロド・メイエルホリド、作家のマクシム・ゴーリキー、生物学者のニコライ・ヴァヴィロフのような、文化人や学者も犠牲となった。外国からコミンテルンに来ていた、ドイツ共産党員のヘルツ、ノイマン、ハンガリー共産党のクン・ベーラ、ポーランド共産党中央委員のほぼ全員も処刑か強制収容所送りとなった。日本人では、日本共産党員の山本懸蔵、演出家の杉本良吉、ドイツ共産党員でソ連に移住していた元東京帝大医学部助教授の国崎定洞が行方不明となった（いずれも逮捕・処刑されたことがのちに判明する）。
また、後述のようにこの記事に掲載されているスターリン、レーニン、カリーニンの3人が写っている写真は集合写真からの切り抜きであるが、実際の写真は1919年に行われた党中央委員選出の際に撮られたものであり、素性が分からない人物1人（後列に立っているため顔が見えない）を含めて21人が写っている写真であった。この中で氏名が判明している20名（スターリンら3人を数えなければ17名）の内11名がスターリンに粛清され、他にも3名（上記のヨッフェとトムスキーの他にミハイル・ラシェヴィチ）がスターリンに抗議して自殺している。
粛清の実行者である秘密警察職員ですら例外ではなく、ゲンリフ・ヤゴーダからニコライ・エジョフ、ラヴレンチー・ベリヤへと長官が変わるなかでNKVD職員たちも何万人と粛清された。たとえばエジョフの場合、NKVDを掌握した時点で前任者であるヤゴーダやメンジンスキーの息がかかった職員を大勢粛清して組織内での自分の立場を強化している。ほどなくヤゴーダ自身も粛清されることとなるが、エジョフも最終的にはヤゴーダと同じようにベリヤに取って代わられ、粛清されている。ベリヤも権力を握った時点でエジョフと同じようにNKVD内のエジョフ派幹部らを粛清しているが、ベリヤ自身もスターリン死後の権力闘争で敗れてフルシチョフにより粛清されている。当然のように、この時もNKVD内の親ベリヤ派と目されていた側近達が新体制によってベリヤとともに粛清されている。
粛清される側になったNKVDの元トップらは、当然自分たちが今まで粛清してきた人々と同じ運命をたどることになった。後述のように、今まで描かれていた絵画や写っていた写真から削除されたのである。ヤゴーダの場合、自分が建設した運河をスターリン、キーロフ、それにヴォローシロフらと船に乗って歓談している絵があったが、粛清後は削除され、代わりにヤゴーダのいた場所には手すりに掛けられたコートが追加された。ベリヤの場合、粛清後はそれまでソビエト大百科事典に載っていたベリヤの項目が完全に削除され、すでに第2版を購入していた人々の下には「ベーリング海の新たな情報」なる4ページの記事が送付された。
「大粛清」の犠牲者数については諸説あるが、1930年代の弾圧による死亡者は200万人前後とされる（同書624頁）。この数字は、フルシチョフが1962年から1963年に行った秘密調査における数字ならびにゴルバチョフが1988年に行った再調査における数字とほぼ一致する（同書626頁）。

### スターリン憲法
1936年12月にスターリンは新憲法（スターリン憲法）を制定した。これは、プロレタリアート独裁に基づき、「労働者の代表であるソビエトに全ての権力を帰属させ、生産手段の私有を撤廃し、各人からはその能力に応じて、各人にはその労働に応じて」という社会主義の原則に立つもので、「ソ連邦における労働」とは、すなわち「“働かざる者、食うべからず”」の原則の下、働きうるすべてのソヴィエト市民の誇りある義務であり、また努めである」とさせた。そして、「労働者の利益に従って」という条件の下、満18歳以上の国民すべてに選挙権が与えられ、普通・平等・直接・秘密選挙制を採用し、民族の平等権など、人民民主主義の理念が提唱されたもので、社会主義国としては世界初だった。スターリン憲法の起草には、スターリンと非常に親密な関係を築いていた個人秘書で口述筆記も担当していたアレクサンドル・ポスクレビシェフが関わっている。
だが、この憲法は国内よりも対外的な宣伝を意図して作られたものであり、候補者推薦制とソ連共産党による一党独裁制は変わらず、民族の平等や宗教の自由などは、実際にはまるで守られることはなかった。もっとも当時それ自体は珍しいことではないが、ソ連の場合、最初の選挙で議員の一人に19歳の少女が選ばれるなどエンターテイメント的な宣伝が行われ、有権者の千人に一人は候補者名を塗り潰し反ソ・反選挙的態度を見せるなどの国内の反感も受けていた。
なお、スターリン憲法はスターリンの死後に一部が改正され、1977年10月にレオニード・ブレジネフによって新憲法が採択されたが、内容はこのスターリン憲法が基礎となっている。のちにミハイル・ゴルバチョフによるペレストロイカによって、1988年12月および1990年3月に改正された。後者の改正では大統領制・複数政党制が導入され、一党独裁制は放棄された。最終的に、1991年12月の崩壊により、憲法は失効するに至った。

### 諜報部隊の補強
スターリンは、秘密警察と情報機関の適用範囲と権力を大きく増大させた。彼の指導の下、ソ連の諜報部隊は、ドイツ（赤いオーケストラ）・イギリス・フランス・日本・そしてアメリカを含む世界の主要な国の大部分に諜報の網を構築し始めた。スターリンは偵察、共産主義の政治的プロパガンダ、そして国が許可した暴力との違いが分からなかった。スターリンはこれらをNKVDによる仕事として統合し始めた。海外の共産党のソ連支持、スターリン支持の状態にするために諜報員を潜入させるコミンテルンの活用は大きな成果を上げた。秘密警察と海外での諜報活動を統合させたスターリンの手腕の最たる例の一つは、メキシコに亡命したトロツキーの暗殺の許可を秘密警察に与えたことである。

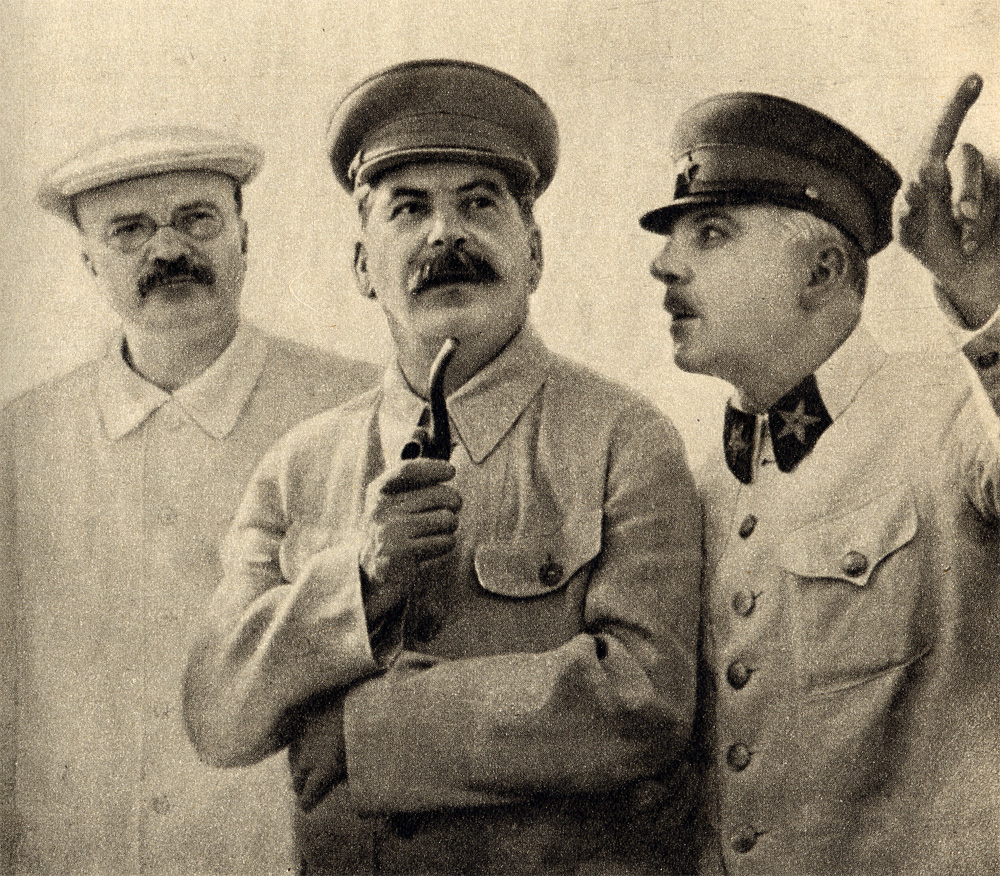
左から、モロトフ、スターリン、ヴォロシーロフ（1937年）
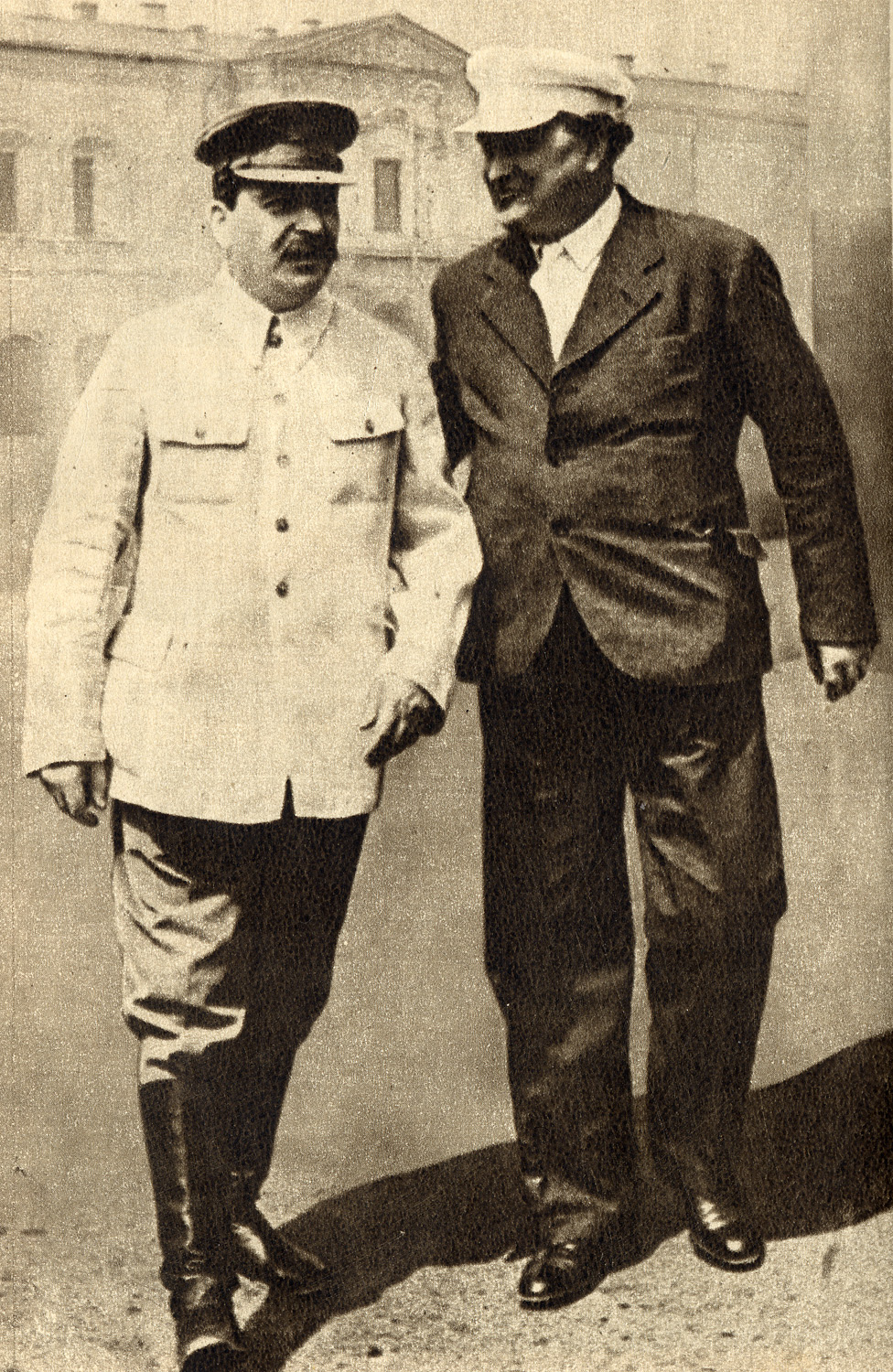
スターリンとゲオルギ・ディミトロフ（右）（1936年）

### 諸民族の強制移住
スターリンとベリヤは、極端な同質化を国内に求め、諸民族の自治や文化的違いを敵視し、少数民族を迫害した。1930年代末には、ソビエト愛国主義とロシア愛国主義が融合し、ロシア民族とロシア帝国が後進民族に文明をもたらしたとする大ロシア主義が称揚され、少数民族はこの大ロシア主義を妨害するものとみなされた。

#### ポーランド人
1939年9月のポーランド侵攻後、分割占領線となるカーゾン線東部のポーランド人数十万人を中央アジアなどの辺境地へと強制移住させた。
1941年6月の独ソ戦の開戦後まもなく、スターリンはソビエトの地図に大きな影響を与えることになる膨大な規模にわたる民族の強制移動（en:Forced settlements in the Soviet Union）をNKVD長官のラヴレンチー・ベリヤに命じ、実行した。1941年から1949年までの間にソ連領内に住む少数民族約330万人がシベリアと中央アジアの共和国へ強制移送されたと推定されている。
ポーランドを共に占領していたドイツとソビエト連邦であったが、独ソ戦開戦後により対立が深まると、特に「敵性外国人」として標的とされたのは、ソビエト国内のドイツ系少数民族（ヴォルガ・ドイツ人）であった。分離主義、ソ連の支配に対する抵抗、侵攻してきたナチス・ドイツへの協力が、良かれ悪しかれ追放の表向きの理由として挙げられた。ドイツ人が占有する領域で過ごす人々の個々の事情は調べられることはなかった。

#### チェチェン人・クリミア・タタール人
チェチェン人とイングーシ人（北コーカサスの同系民族）、バルカル人、カラチャイ人、クリミア・タタール人などの諸民族は、ソ連政府の農業集団化に反対した。スターリンとベリアは、ナチスと協力したとして北コーカサス諸民族を非難し、1944年2月23 - 24日の夜に、チェチェン人とイングーシ人への急襲行動が開始された。男女子供、共産党員、油田労働者、山岳住民を問わず、数日で一網打尽にされ、窓のない貨車につめこまれ、カザフスタン、キルギスに強制移住させられた。貨車は衛生状態も悪く、輸送中に多数が死亡。移住地に到着しても強制収容所と同様の惨状であり、チフスも流行し、チェチェン人とイングーシ人の全人口の40%にあたる数十万人が死んだ。
続けて1944年5月には、クリミア・タタール人も、中央アジア、ウラルに強制移住させられ、19万人のうち7万 - 9万人が死亡した。クリミア・タタール人もチェチェン人とイングーシ人も「以前の居住地（故郷）に帰る資格はない」と共産党に通告された。
また、アラン・ブロックの説明では、ナチスによる短期間のカフカース占領後、山岳民族とクリミア・タタール人の全住民 – 計100万人以上もの人々 – が、自分たちの財産没収の通知も機会も得ることなく追放された。大半の人々が赤軍により一箇所に集められて行進させられたあとに、家畜同然に輸送列車に乗せられた。ベリヤはスターリンから輸送期間を厳守するよう言われていたため、子供・妊婦・老人・障害者など足手纏いになるとみなされた者は射殺されたり、崖から突き落された。チェチェン共和国のハイバフ村では、輸送の期間に間に合わせる口実でNKVDが住民700人をコルホーズの馬屋に閉じ込めて火を放って焼き殺し、さらには耐え切れずに這いだしてきた村人を射殺する事件が起きている。
スターリンによる統治の間、以下の民族集団は徹底的にあるいは部分的に強制移住させられた。ロシア人、ウクライナ人、ベラルーシ人、ソ連内の少数派のポーランド人（en:Polish minority in Soviet Union）、朝鮮人、中国人、日本人、カザフ人、トルクメン人、コサック、ヴォルガ・ドイツ人（ドイツ人）、クリミア・タタール人、カルムイク人、チェチェン人、イングーシ人、オセット人、バルカル人、カラチャイ人、メスヘティア・トルコ人、フィンランド人、スウェーデン人、ノルウェー人、サーミ人、ブルガリア人、ギリシャ人、ラトビア人、リトアニア人、エストニア人、アゼルバイジャン人、アルメニア人、クルド人、ペルシア人（イラン人も含む）、アッシリア人、アバジン人、アヴァール人、ノガイ人、タヴリン人、ダルギン人、クムイク人、ダゲスタン人、モルダヴィア人、ルーマニア人、カバルド人、ヘムシン人、en:Karapapak、ラズ人、ラック人、ヤクート、ブリヤート人、エヴェンキ、ツングースそしてキリスト教信者、エホバの証人信者、ムスリム、ユダヤ人である。多数が遠隔地であるシベリアや中央アジア、カザフ・ソビエト社会主義共和国へ強制移住させられた。その途中で何十万人もの被追放者たちが死んでいき、生き残った人々は強制収容所内で無報酬で働かされ、追放された者たちの多くは飢餓や感染症、栄養失調によって死んでいった。また、1939年のポーランド侵攻以降獲得した各国の捕虜や民間人は約390万人とされる。
1945年の武装解除後にソビエト国内へ強制連行された日本人捕虜と民間人約57万から70万人も、1956年の帰国事業終了まで遠隔地であるシベリア等に抑留させ、非人道的な労働を強制収容所で行わせた。
また、中央アジアのイスラム教の民族が団結してソ連に立ち向かうことを恐れたスターリンは、中央アジアをカザフスタン・キルギス・ウズベキスタン・タジキスタン・トルクメニスタンと5つの国に分断させた。
スターリン死後の1956年2月にニキータ・フルシチョフは「国外追放はレーニン主義に違反する」と非難して無効にしたが、クリミア・タタール人、メスヘティア人、そしてヴォルガ・ドイツ人が「大挙して」祖国へ帰還するのは1991年まで許されなかった。諸民族の追放と強制移住は、ソ連崩壊から現在に至るバルト三国の分離・クリミア危機・チェチェン紛争などと深く関わっている。

## 第二次世界大戦と冷戦 (1939–1953)

### 第二次世界大戦の勃発

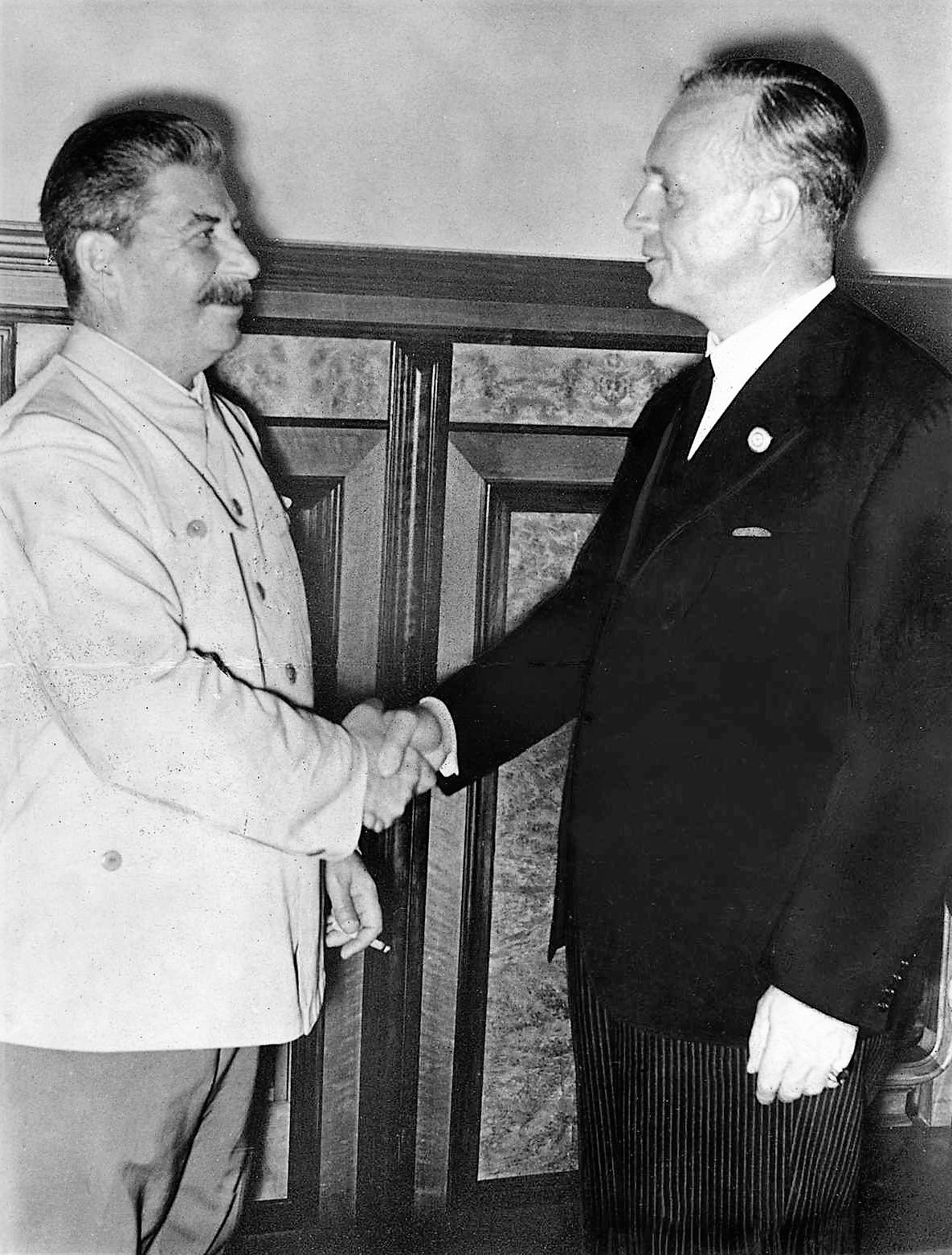
リッベントロップ（右）と握手するスターリン（1939年8月23日）

第二次世界大戦開戦直前の1939年8月19日、スターリンは演説でドイツとの間に結ばれた独ソ不可侵条約（モロトフ＝リッベントロップ協定）に基づく政策転換を表明した。これ以降、ソ連はイデオロギーの相違を超えて、反共主義を掲げていたナチス率いるドイツとの協力関係を結んでゆく。その手始めが同年9月17日のポーランド侵攻であった。ソ連とドイツは協定の秘密議定書に基づき、ポーランドを東西分割し、これを併合したのである。ドイツの侵攻で瀬死状態にあったポーランドは、これによってとどめを刺された。ソビエトの支配するポーランド東側の領土では、ドイツが支配するポーランド西側に勝るとも劣らない圧政が行われた。

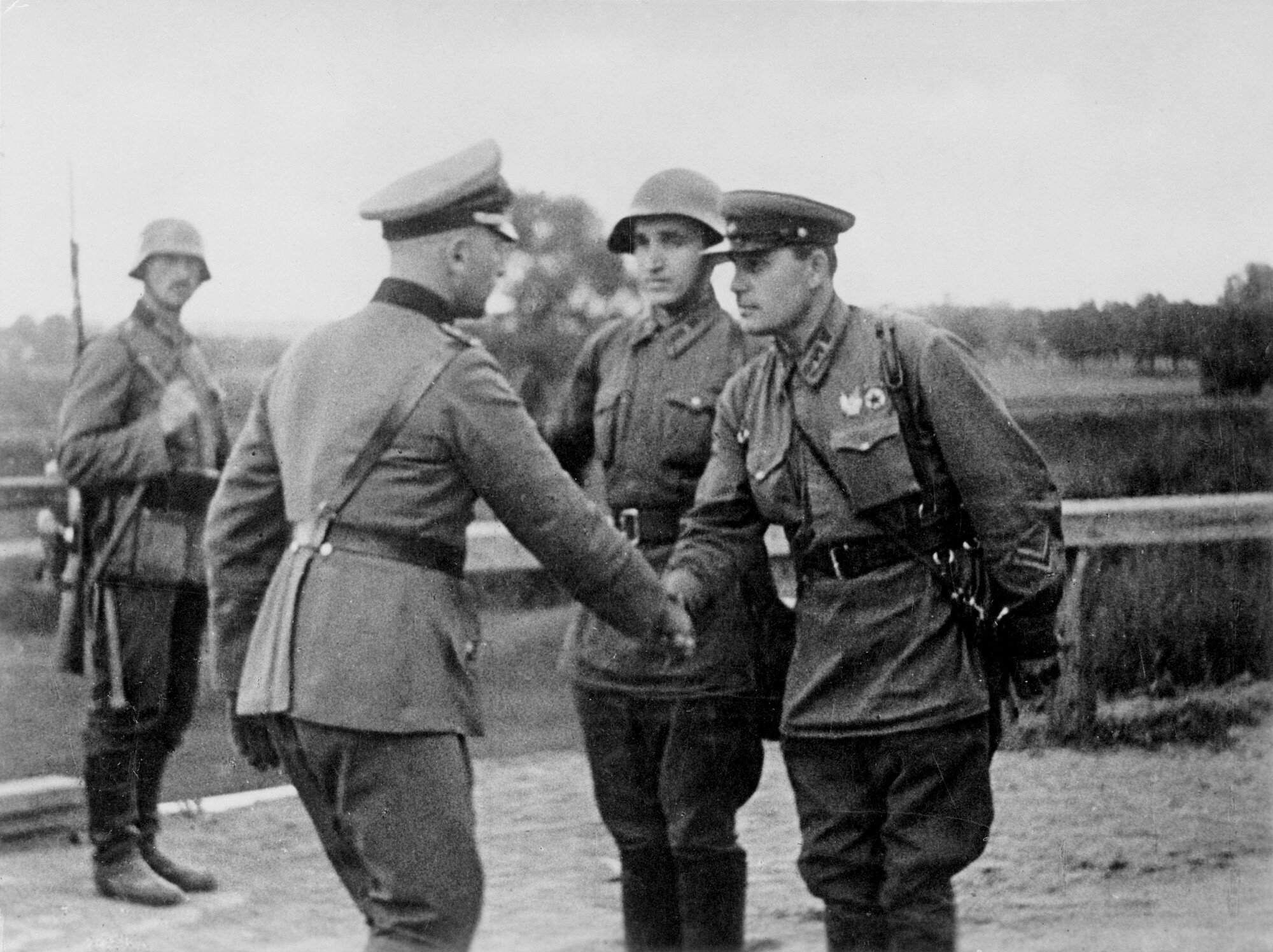
ポーランド侵攻後握手を交わす独ソの将校
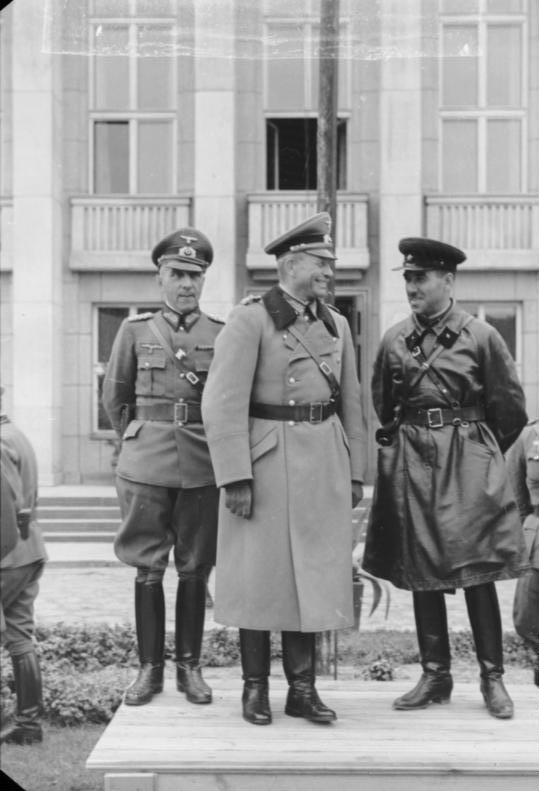
侵攻後のパレードで談笑する独ソの将校
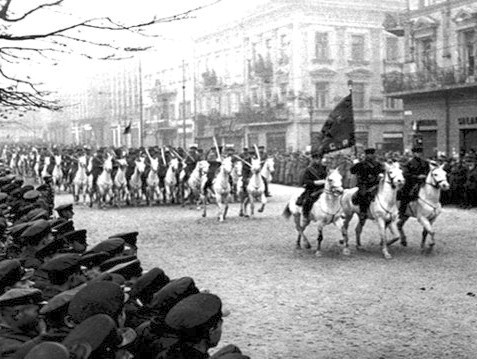
リヴィウにおけるソ連軍パレード

ポーランド・ソビエト戦争の折に自身の面子を潰され、雪辱の機会を狙っていたスターリンはラヴレンチー・ベリヤが提案したポーランド軍捕虜2万5千人の射殺を決定した。これがカティンの森事件である。のちにドイツ軍により捕虜の遺体が発見されるもスターリンは一貫してこの事件をドイツ軍の捏造であると主張した。
またバルト三国への赤軍進駐を実施し、翌1940年6月にはこれらの国々の首脳を半ば恫喝する形で調停に署名させ併合した。バルト諸国ではソ連の併合に対する反発が全土に波及した。しかし、赤軍やNKVDは進駐初日の24時間以内に反ソ的な思想を持つ住民への大規模な粛清を実施し、13万人が逮捕され貨物列車により強制収容所に輸送された。その中には、後にイスラエル第7代首相となるメナヘム・ベギンも含まれている。バルト諸国には代わりにロシア人が多数入植し、現在でも禍根を残すことになる「ロシア化」が始まる。
スターリンはドイツとアメリカ合衆国・イギリス・フランスが戦争で疲弊した後ドイツを滅ぼせば一気にヨーロッパを共産化できるものと考え、ドイツにヴェルサイユ条約が禁止する航空機・戦車部隊の技術提携、バルト海沿岸の港の使用やイギリス空爆のためのレーダー技術の提供などを行い、さらにソ連に亡命してきたドイツ共産党のメンバーを強制送還までさせてヒトラーの侵攻に対して便宜を図った。
不可侵条約締結後のカクテルパーティーでドイツの外務大臣のリッベントロップに対し「名誉にかけてソ連はパートナーを騙すようなことはしない」と誓ったスターリンだが、ドイツとの蜜月が長くは続かないとも考えていた。上記のバルト諸国やポーランド東部占領で領土を広め首都モスクワと距離を広げ、ドイツと接する国境付近の兵力は増強され続けた。また、防衛上の観点からフィンランドにカナリア湾の譲歩を要求したが、これにはフィンランド側が反発し冬戦争が勃発。フィンランド軍の力を見誤っていた赤軍は手痛い敗北を喫した。
一方でスターリンは西部戦線におけるドイツの快進撃を見て恐怖し、1940年11月にモロトフをベルリンに派遣した。ヒトラーはイギリス侵攻作戦を準備中だと説明し、スターリン達を安心させた。実際には、イギリス上陸作戦はすでに中止されていた。さらに、スターリンは日独伊三国同盟にソ連を交えた「日独伊ソ四国同盟」をモロトフを通じてフリードリヒ・ヴェルナー・フォン・デア・シュレンブルク駐ソ大使に提示した。その中には、北サハリンにおける日本権益の放棄という条件が入っていた。しかしソ連侵攻を考えていたヒトラーはスターリンの提案を無視した。スターリンは、ドイツ軍のソ連国境集結を四国同盟締結時の交渉材料だとみていたし、ソ連侵攻はドイツ軍参謀本部の主張であり、ヒトラーはドイツ軍将軍達を押さえ込んでいるのだと判断した。その後、次第に独ソ間の対立が深まったことから1941年5月、スターリンは人民委員会議議長（首相）を兼任し、党と政府の統一的な指導の下、一刻も早い防衛体制の確立を目指した。6月19日、スターリンは『タス通信』を通じ、「ドイツに条約破棄とソ連攻撃開始の意図ありとする噂は、まったく根拠なきものと考える」との声明を発表した。ドイツ大使館職員の家族がモスクワを去り、ドイツ汽船がソ連の港を去っても、スターリンは四国同盟締結の希望を捨てていなかった。6月21日、ベルリンのソ連大使はモスクワから「至急リッベントロップに会ってドイツの不満原因を聞け」との電報を受け取った。

### 独ソ戦
しかし1941年6月22日、ヒトラーの命を受けたドイツ軍は協定を破棄してソ連に侵入した（バルバロッサ作戦）。スターリンは各大使館や諜報網（ゾルゲを含む）がつかんだ情報を事前に入手していたが、ソ連は戦争に耐えうる状況ではなく、誤情報であると頑なに信じようとしていた。そのため、ソ連はドイツ軍の侵入に対する準備が全くできていなかった。スターリンは開戦のニュースを、側近達と執務室で聞いた。スターリンは攻撃開始後も事実を認めることに気が進まないように思われ、やっと反撃命令に署名すると、開戦演説をモロトフに任せて執務室を去った。そしてクンチェボの別荘に1週間引きこもった。対独戦に対する自軍の備えが十分できておらずドイツ軍の侵攻はまだ先に延びるであろうという甘美な期待とともに「同盟者であるヒトラーが密約を破り対ソ戦を仕掛けてくるはずがない」というスターリン自身のヒトラーへの過度な期待があったとされる。さらにソ連は「日独伊ソ四国同盟」が締結直前だと信じており、スターリン以下首脳陣のほとんどがドイツから戦争をしかけてくるとは思っていなかった。
ドイツ軍は開戦初期にソ連領内に大きく進出し、何百万ものソ連兵を殺害もしくは捕虜にした。スターリン自身が行った赤軍将校の大量粛清はソ連の防衛力を著しく衰弱させていた。その結果スターリンは彼の30年間の統治下で2度国内への演説を行った。最初は1941年7月2日、2度目は11月6日である。2度目の演説で彼は35万の兵士がドイツの攻撃によって戦死したが、ドイツ軍は450万人の兵士を失い（この数字に根拠はなく、不合理な過剰評価であった）ソ連の勝利は目前だと話した。スターリンは戦時体制であると強調し、「対独協力者」や「反体制分子」への摘発には平時よりも厳格な態度で臨んだ。バルト諸国やウクライナ、ポーランドはドイツ軍により初期に「解放」させられたが、ドイツ軍はそこで強制収容所の跡地からおびただしい数の遺体を発見した。それは、平時に拘束・収容されていた政治犯をNKVDがドイツ軍の侵攻が迫った地域から順に、銃器等で処刑し撤退した証しだと考えられている。
日本に潜伏していたソ連のスパイであるリヒャルト・ゾルゲによる諜報活動、東方に配備していたシベリア軍の対独戦線への投入、ヒトラーの度重なる目標変更、米英による援助物資の到着、そして氷点下50度に達した冬将軍の到来もあってモスクワ前面でドイツ軍の侵攻を停止させ、1943年2月にはスターリングラード攻防戦においてドイツ第6軍を包囲し、降伏させた。
しかしスターリンの戦略家としての欠点が、緒戦におけるソ連の壊滅的な敗北と多くの市民の死に繋がったとされる。彼はヴォルガ川の東へソ連の工業生産を移動させることによって赤軍の戦争遂行能力を保持したとされる。1942年7月27日のスターリンによる有名な死守命令「ソ連国防人民委員令第227号」は、彼が軍隊の規律を保持するために発揮した無情さを例証している。同指令によると、命令なしで自らの位置を離れた者は銃撃され、敵に降伏した兵士の家族はNKVDによって逮捕され、前線では兵士を後退させないため後ろに督戦隊の機関銃が設置された。
スターリングラード防衛戦ではこの命令により1万4000人余りの兵士が自軍によって銃殺されたとされている。真実であるとすれば、実に一個師団分の兵士が丸々味方によって殺されたことを意味する。また、当時市内には約60万人の市民が住んでいたがスターリンは「兵士の士気を上げる」という名目で市民の疎開を禁じたため、ドイツ軍の空襲により最初の一週間だけで4万人の市民が死亡したといわれる。スターリンは戦闘終結後の1943年に廃墟と化したスターリングラードを視察するが、その中で最初に復興させたのは内務人民委員部の建物であった。
戦争初期には、退却する赤軍がドイツ軍に利用されないためにと、インフラと食糧供給施設を破壊する焦土作戦を行った。後にドイツ軍も撤退時に同様の戦術を行い、かつ赤軍の兵力増強を避けるために住民をともに撤退させた。このために両軍が撤退した後には荒廃した土地のみが残る結果となった。
スターリンは、ドイツ軍と直面した他のヨーロッパの軍隊が完全に能力を失ったことに気づいていた。スターリングラードの戦い以降、ドイツ軍は守勢に立たされ東欧諸国は赤軍により解放された。1944年8月、赤軍の進行が近づいたポーランドのワルシャワではドイツ軍の支配に不満を持つ民衆がレジスタンスを結成していたが、赤軍は蜂起の好機と宣伝し、ワルシャワ市民に武装闘争を指令した。呼びかけに応じた市民は一斉にドイツ軍に立ち上がった。ところが直後に、赤軍はワルシャワ市の目前にして進撃を停止してしまう。公式には「補給の遅れ」が原因であるとされている。しかし、反ソ感情が根強いポーランドの亡命政府のレジスタンスを潰し、親ソ的な共産党政権であるルブリン政権に主導権を握らせたかったスターリンが仕組んだ意図的な陰謀であったという説もあり、未だ真相は不明である。ソ連の支援を得られなかったレジスタンス側はドイツ軍の反撃により壊滅し、多数の犠牲者を出す結果となった。赤軍は1945年に入った1月12日、ようやく進撃を再開。1月17日、廃墟と化したワルシャワを占領した。その後、赤軍はレジスタンス幹部を逮捕し、自由主義政権の芽を完全に摘み取った。

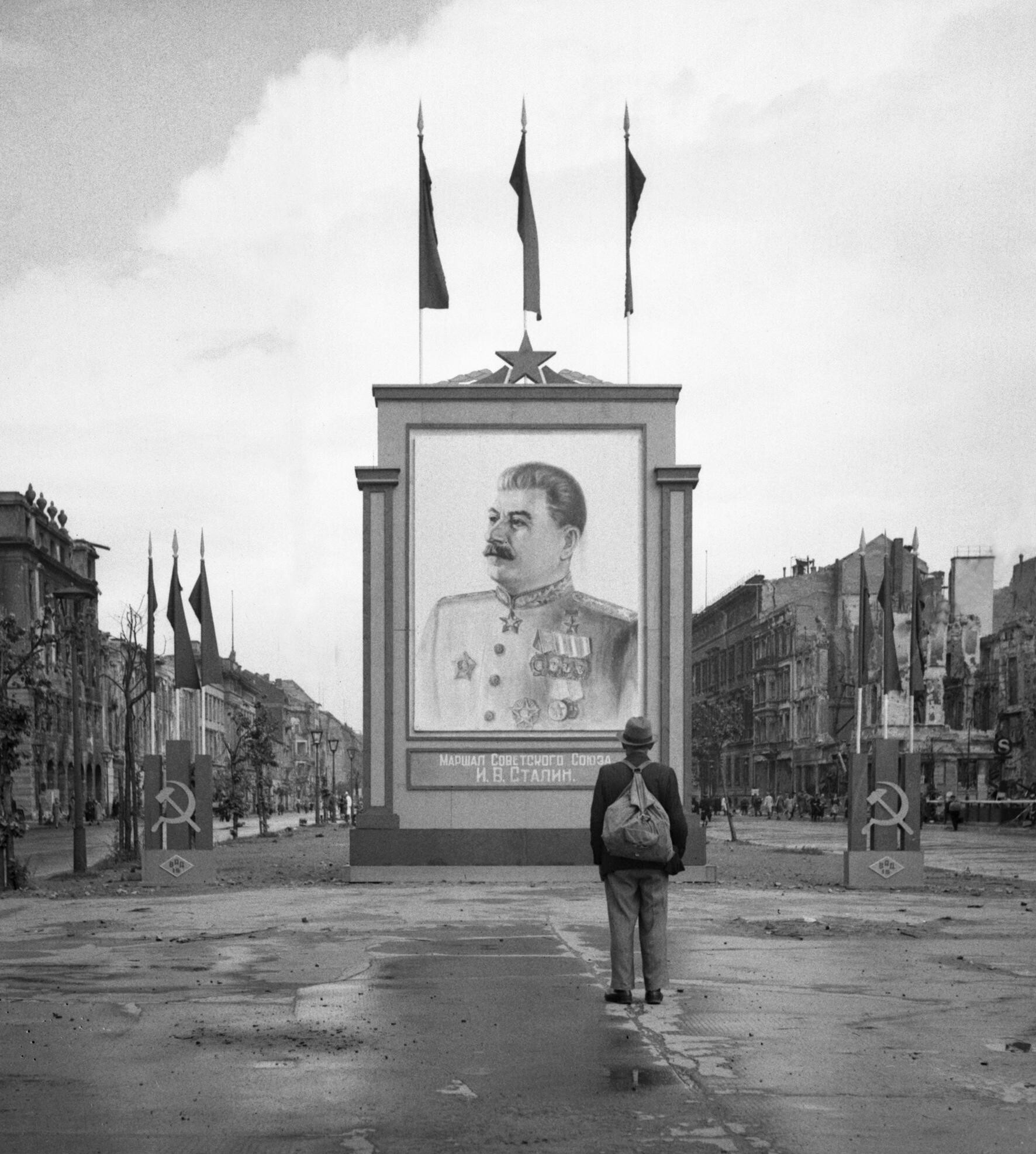
ベルリンのウンター・デン・リンデンに掲示されたスターリンの肖像。1945年7月3日

ジューコフは回顧録の中で、総司令官としてのスターリンを次のように描写している。
「私は上司としてのスターリンを徹底的に観察した。すべての重要な決定にはスターリンの決裁が必要であった。スターリンはいつも完全で明確な報告を要求し、不完全や憶測に基づく報告は許さなかった。そして、判断することは自分自身で行った。書類の間違いを見つけることには特殊な才能があり、不備を見つけると容赦しなかった。そのため、我々はスターリンに提出する書類はこれ以上ないというくらい綿密に準備した・・」そして「スターリンは、われわれのような専門家の意見を率直に聞く耳を持っていた。彼のこうした長所を認めないのは誤りだ」と結論している。このジューコフの回顧録が出版されたのはすでにブレジネフ時代で、スターリンを称揚することは時流に逆らう行為であった。
スターリンは独ソ戦勃発により、「敵の敵は味方」の理屈でアメリカ・イギリスとともに手を組み、連合国共同宣言に署名した。ソ連の戦争貢献の大きいことによりテヘラン会談に出席し、スターリンのソ連は米英ソ中で構成される「四人の警察官構想」の一員になったが、アメリカと近い関係にある蔣介石率いる中華民国の参加に対して否定的であった。
大戦の末期、1945年になるとスターリンはヤルタ会談に出席、同年ポツダム会談にも出席し、アメリカ、イギリスと戦後の処理について話し合った。

### 対日参戦
1941年4月より日ソ中立条約を結んでいたが、スターリンは極東への野望を捨てていなかった。1943年10月30日夕刻、第3回モスクワ会談に参加したコーデル・ハル国務長官に対し、スターリンはドイツ戦終了と同時に対日参戦することをソ連の意思として伝えた。1945年8月、アメリカが日本の広島に原爆を投下した直後に、スターリンは、ヤルタ会談での他の連合国との密約（ヤルタ協約）を基に日ソ中立条約を一方的に破棄し、攻撃開始の直前に駐ソ日本大使に対して形だけの対日宣戦布告をし、日本および満洲国に対して参戦した（8月の嵐作戦）。
その後英米ソなどの連合国に対して1国で戦っていた日本政府はポツダム宣言の受諾の意思を提示し、8月15日正午の昭和天皇による玉音放送（終戦の詔勅）をもってポツダム宣言の受諾を表明し、日本軍の全ての戦闘行為は停止された。

### 領土の略奪と強制収容所
しかし、日本の領土を少しでも多く略奪することを画策していたスターリンはその後も停戦を無視し、日本の同盟国の満洲国と蒙古聯合自治政府への攻撃のみならず、南樺太と千島への攻撃を継続させたことにより、その後の北方領土問題を引き起こす原因を作ることになった。スターリン自身は特に問題を感じておらず、別荘の居間に新しい世界地図を貼り、新国境線をパイプでなぞりながら「クリル諸島、サハリン全土、旅順、大連、全てわれわれの所有物だ。何とすばらしい！」と悦に浸っていた。また、スターリンは南樺太や千島列島に加えて、北海道北部（留萌市 - 釧路市を結ぶ線から北東側全域。留萌市・釧路市については分割せずソ連が占領）をも併合しようとする案をトルーマンに申し入れた（トルーマンはこの提案を拒絶した）。
同年8月23日に「国家防衛委員会決定 No.9898」を発令し、これにより戦後に抑留された日本軍捕虜と日本の民間人は約57万から70万人とされる。これら日本軍捕虜や民間人をシベリアに抑留して強制労働に就かせたほか、日本企業の生産設備などをソ連国内に違法に運び去った。その上に英米軍を中心とした連合国軍最高司令官総司令部に対し、北海道全体と東北一帯の分割占領を提案したものの、これは即座に英米から拒否された。
政治記者の細川隆一郎は、スターリンが北海道を侵略する気であったことを察知したトルーマンが、スターリンに対して「もし、ソ連軍が北海道に侵略するようなことでもあれば、残りの原子爆弾をモスクワに投下する」と警告し、スターリンは北海道侵略を諦めたと主張している。
このような国際法さえ無視した蛮行により、ソ連は第二次世界大戦によって領土が大幅に拡大した。しかし、スターリンの領土に対する欲は収まらず、コーカサス地方の国境線に対して気に入らず、イラン進駐によって赤軍とイギリス軍が占領していたペルシア回廊でイギリス軍は撤収したのに対し、赤軍はイラン北西部からの撤兵を拒んで、1945年頃にイラン領アゼルバイジャンにアゼルバイジャン自治共和国とクルド共和国という親ソビエト傀儡国家設立の反乱を支援し併合しようとした（しかし、1946年5月、両国とソビエト連邦で石油採掘契約が締結され後にソビエト連邦軍〈同年2月に赤軍から改称〉が撤兵すると両共和国はすぐに倒され、石油採掘権は取り消された）。また、スターリンは死ぬまで、かつてのロシア帝国がトルコに割譲した領土の返還とかつて存在したアルメニア第一共和国の領土の併合をトルコに執拗に要求していた。
ソ連は、第二次世界大戦における民間および軍事的損害の矢面に立った。2100万から2800万の国民が死に、その多くは若い男性だった。そのため1921年、1922年に生まれた若い男性の生き残りは、戦争が終わった時点で5 %以下で、全員に勲章が与えられた。現在ロシア、ベラルーシ等の旧ソ連の国々では、5月9日は大祖国戦争の戦勝記念日として人々の間で非常に鮮明に記憶され、ロシアをはじめ旧ソ連圏における最も大きな祝日のうちの一つである。

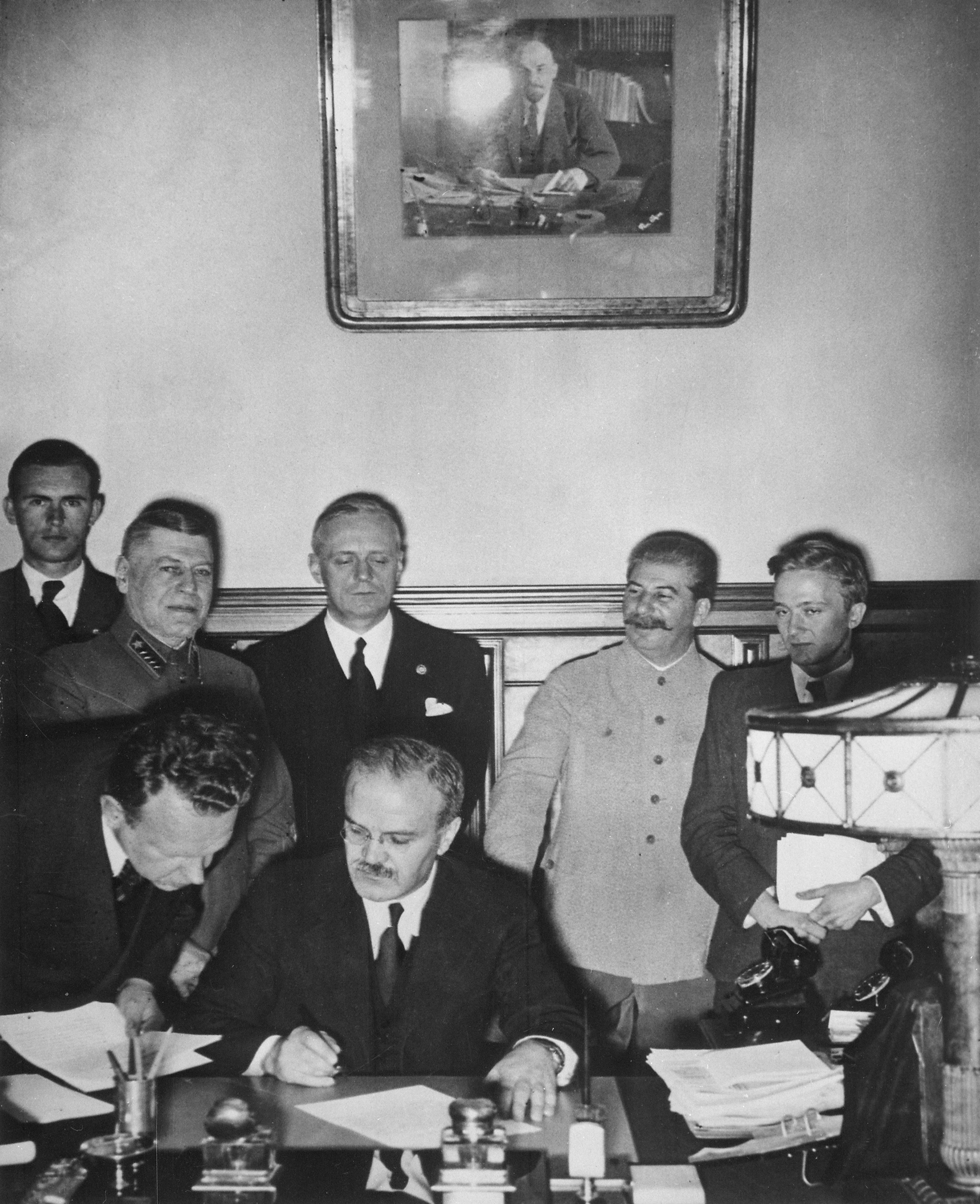
独ソ不可侵条約に調印するヴャチェスラフ・モロトフ外務大臣（後列中央はドイツのヨアヒム・フォン・リッベントロップ外務大臣とスターリン（右）
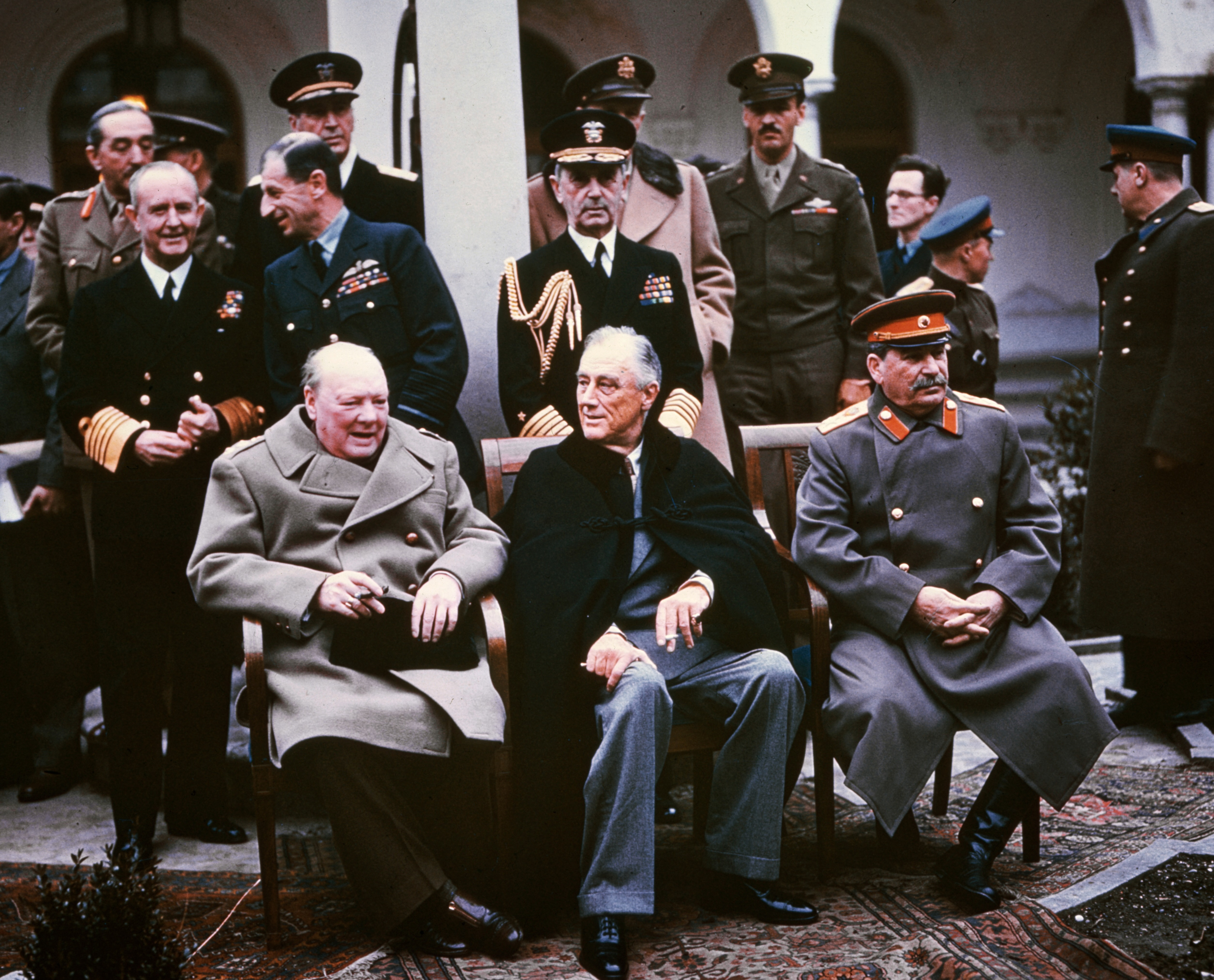
ヤルタ会談にて、ウィンストン・チャーチル（左）、フランクリン・ルーズベルト（中央）と共に（1945年）
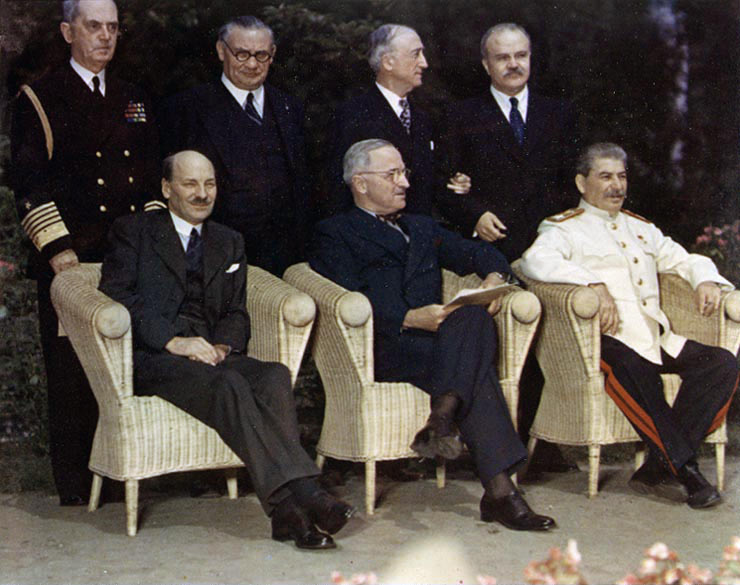
ポツダムにて、クレメント・アトリー（左）、ハリー・S・トルーマン（中央）と共に（1945年7月）
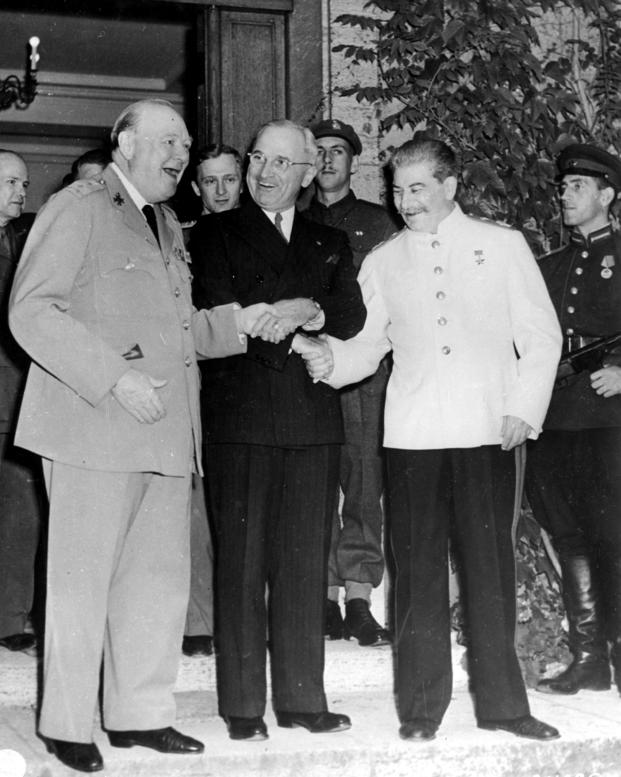
ポツダム会談にて、チャーチル（左）、トルーマン（中央）と共に（1945年）

### 冷戦

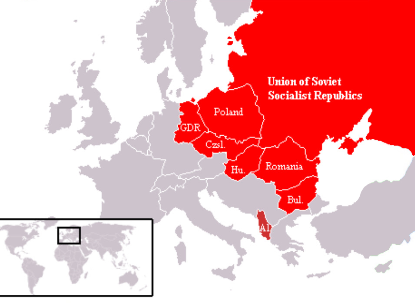
第二次世界大戦後共産主義化によるソ連の衛星国となった東欧諸国。図の赤い部分が該当する

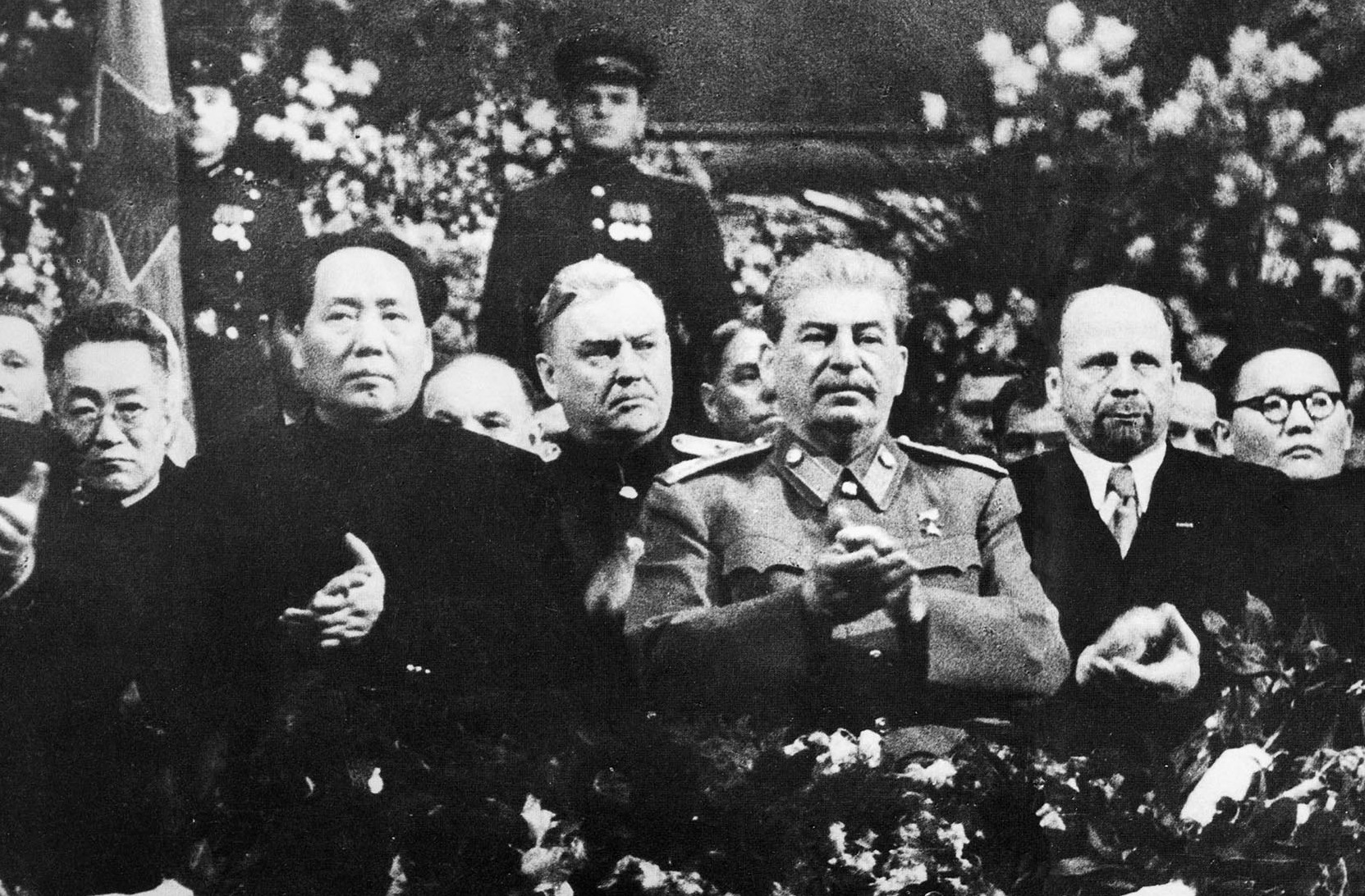
スターリンの生誕70年を祝う式典にて、毛沢東、ブルガーニン、ウルブリヒト（東ドイツ）、ツェデンバル（モンゴル）と共に

「共産主義ブロック」の動きは、東ヨーロッパ諸国が西側に友好的であり共産勢力に対する緩衝地域を形成するだろうという西側諸国の希望と正反対となり、ソ連の共産勢力拡大に対する恐れで西側の結束を強固にした。ソ連と第二次世界大戦における同盟国だった西側との関係は急速に悪化し、冷戦による東西対立が引き起こされた。

#### ヨーロッパ
第二次世界大戦後、赤軍は枢軸国の領域の多くを占領した。ドイツ・オーストリア国内にはソ連の占領地帯があった。また、チェコスロバキアとポーランドは後者が形式的に連合国だったという事実にもかかわらず両国とも実質的にソ連占領下にあった。親ソ連政権がルーマニア・ブルガリア・ハンガリーにおいて樹立し、ユーゴスラビアとアルバニアでは独自の共産政権が権力を掌握した。
フィンランドは独立を保持したが、ソ連に経済的に依存することとなった（フィンランド化）。ギリシャ、イタリアおよびフランスは、モスクワと緊密に連携した共産党の強い影響下にあった。スターリンは、ヨーロッパのアメリカ軍の撤退がヨーロッパ大陸におけるソ連の覇権に結び付くと考えた。しかしながらギリシャ内戦中の反共勢力へのアメリカの支援は、状況を変えた。東ドイツは1949年に独立した国家と宣言された。さらにスターリンは、中央ヨーロッパの衛星国を直接コントロールする決定を下した。全ての国々は、ソ連の形式を踏襲した各国共産党によって統治されることとなった。
これらの決定は1948年にポーランド・チェコスロバキア・ハンガリー・ルーマニアおよびブルガリアの共産政権の路線変更に導かれた。これらは後に「共産主義ブロック」と呼ばれた。共産主義のアルバニアは同盟国のままだった。しかし、ヨシップ・ブロズ・チトー指導下のユーゴスラビアはコミンフォルムの追放をもってソ連との国交を断絶した。

#### アジア
第二次世界大戦後、赤軍はアジアで満洲国・蒙古聯合自治政府の領域や朝鮮半島北部、日本の樺太（南樺太）、北方領土を占領した。
中華民国とは、ソ連とモンゴルが占領地域の満州で中国共産党に便宜を図っていた東北問題や、かねてからスターリンが関与 していた新疆の問題があり、1945年に中ソ友好同盟条約を結んでこれらの内政干渉を表向き取り下げた。しかし、1947年にはソ連が支援するモンゴルが中華民国と武力衝突した北塔山事件が起こるなど、依然対立は続いていた。国共内戦においては蔣介石率いる中国国民党と、毛沢東率いる中国共産党の両者に当初は中立的だったが、蔣介石と緊密だったルーズベルトの死後トルーマン政権が双十協定の破綻を見るや蔣介石への軍事援助を事実上打ち切ったため、赤化の好機と見るや中国国民党との関係を解消して中国共産党への支援を強化し、その結果、第二次世界大戦の終結に伴う日本軍の撤退後になされた第二次国共内戦において、中国共産党が勝利を収め蔣介石と中華民国政府は台湾島へ撤退することとなった。1949年に中国共産党の一党独裁国家である中華人民共和国が成立したことにより、スターリンは同国と中ソ友好同盟相互援助条約を結んで東側陣営に置き、毛沢東も「向ソ一辺倒」としてソ連に従った国家建設を掲げ、スターリン死後の中ソ対立まで技術交流などを積極的に行った。
さらに日本が統治していたが、第二次世界大戦終結後に軍民ともに撤退し、連合国軍が分割占領していた朝鮮半島については連合軍軍政期の当初はモスクワ三国外相会議で合意したアメリカ・ソ連・イギリス・中国の4か国による信託統治を目指すも、米ソ共同委員会の決裂で連合国管理下の国政選挙を待たず、北部に朝鮮民主主義人民共和国を樹立し、自身の傀儡となりうる金日成を指導者に据え、38度線を境にアメリカやアメリカの指導下で成立した大韓民国と対峙させ、ソ連軍を朝鮮半島から撤退させた（軍事顧問団を除く）。朝鮮戦争の前にスターリンは金日成に、中国の毛沢東の賛同を得ることを条件に韓国侵攻への許可を与えた。ソ連軍の高麗人将兵と中国人民解放軍の朝鮮族将兵が編入されて韓国軍に対して量的優位を得た金日成の朝鮮人民軍は一時は朝鮮半島のほぼ全土を手中にしたが、その後アメリカ軍を中心とする国連軍の反攻により、逆に中国国境近くまで追い詰められ、スターリンにソ連軍の参戦を要請した。しかし、スターリンは前年にソ連初の核実験を成功させたばかりで、核戦争にも発展しかねないアメリカとの正面衝突を避けるためにこれを拒否した。スターリンの意向を受けて毛沢東は参戦を決定するも、中国の領土にまで影響が及ぶ米中全面衝突を避けるため、人民解放軍ではなく、義勇兵という名目で中国人民志願軍を派遣して北朝鮮を直接支援することになった。スターリンは「代理戦争」を徹底し、中国の飛行場に派遣されたソ連のMiG-15部隊を中国軍に編入させ、標識や制服ごと中国軍に偽装した。休戦に懐疑的なスターリンが亡くなるまで朝鮮戦争休戦協定は結ばれることはなかった。

## 死去と死後
1953年3月1日、ラヴレンチー・ベリヤ、ゲオルギー・マレンコフ、ニコライ・ブルガーニン、ニキータ・フルシチョフとの徹夜の夕食の後、スターリンは寝室で脳卒中の発作で倒れた。暗殺を恐れていたスターリンは、同じ形の寝室を複数作り、どの部屋を使うかを就寝直前に決めていた。寝室は鋼鉄の箱のような構造になっており、扉は内側から施錠すると、外から開けるには警備責任者が持つただ1本の鍵を用いるしかなかった。翌朝、予定時間を過ぎてもスターリンの指示がないことに警備責任者は不審を覚えたが、眠りを妨げられたスターリンの怒りを買うことを恐れて、午後になるまで何もしなかった。このために発見が遅れ、容態を重篤にしたといわれている。
発作は右半身を麻痺させ、昏睡状態が続いた。一時は意識を回復するも、重い障害のために意思の疎通ができなかった。4日後の1953年3月5日、スターリンは危篤に陥り死亡した。74歳没。

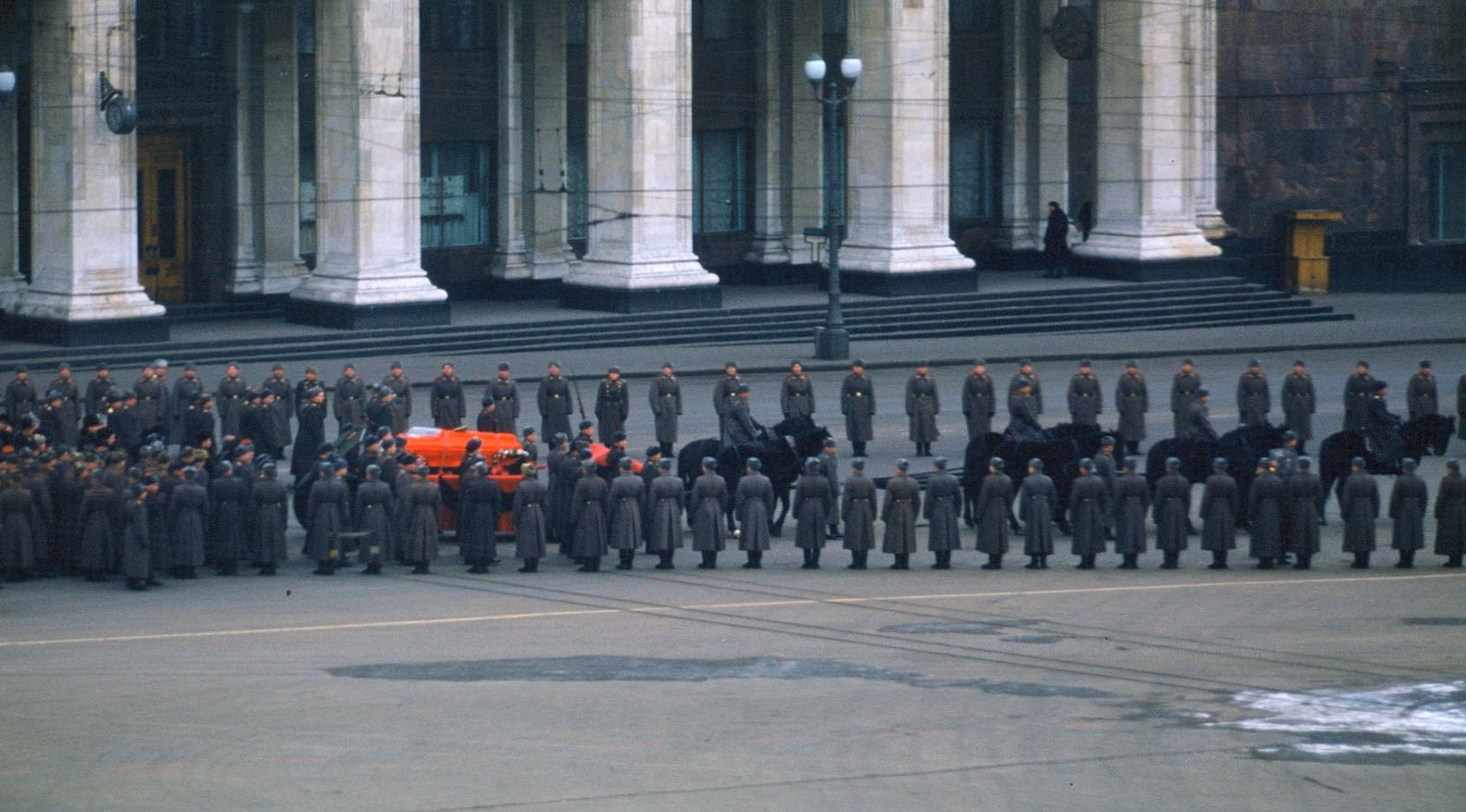
アメリカ大使館から撮影されたスターリンの葬列

スターリンの死因は脳内出血として公式発表された。防腐処理を自ら望んだスターリンの遺体は、1961年10月31日まで埋葬を望んだレーニン廟（スターリン合祀時は「レーニン=スターリン廟」）でレーニンの遺体と並んで保存されていたが、1956年のソ連共産党第20回大会のフルシチョフによりスターリンの個人崇拝と多くの問題を引き起こした独裁を批判した演説（スターリン批判）の煽りを受け、ソ連全土でスターリンの記念碑の撤去が始まったのを皮切りに、1961年ソ連共産党第22回大会で党職員イワン・スピリドノフによってレニングラードの労働者たちからの要請であるとの口実で撤去が表明された。最終決定がなされた後、廟の外に運び出され燃やされた後、10月31日にレーニン廟裏の革命元勲墓に改めて埋葬された（ミハイル・カリーニンとミハイル・スースロフの間に埋葬されている）。
スターリンの死去はソ連を初めとする社会主義陣営各国に大きな衝撃を与えたが、体制を異にする日本の経済にも影響を与えた。スターリンの重篤が日本で報じられた3月5日、日経平均株価は、前日比37円80銭安の344円41銭と10 %もの下落を記録し、「スターリン暴落」と呼ばれた。これは、スターリンが没することによりソ連が政策転換を図り平和が訪れるのではと予想されたため、軍需株を中心に大暴落したのである。朝鮮戦争の終結が早まり、当時日本経済の急速な復興を支えた朝鮮特需が終結することが懸念されたことが原因であった。
スターリンの死にあたり、築地本願寺にてスターリン国民追悼集会が行われ、本願寺側の熱心な申し出により、荘厳な法要が行われた。また、1954年にはスターリンの死去1周年を記念した詩集『スターリン讃歌』が刊行された。

### 暗殺説

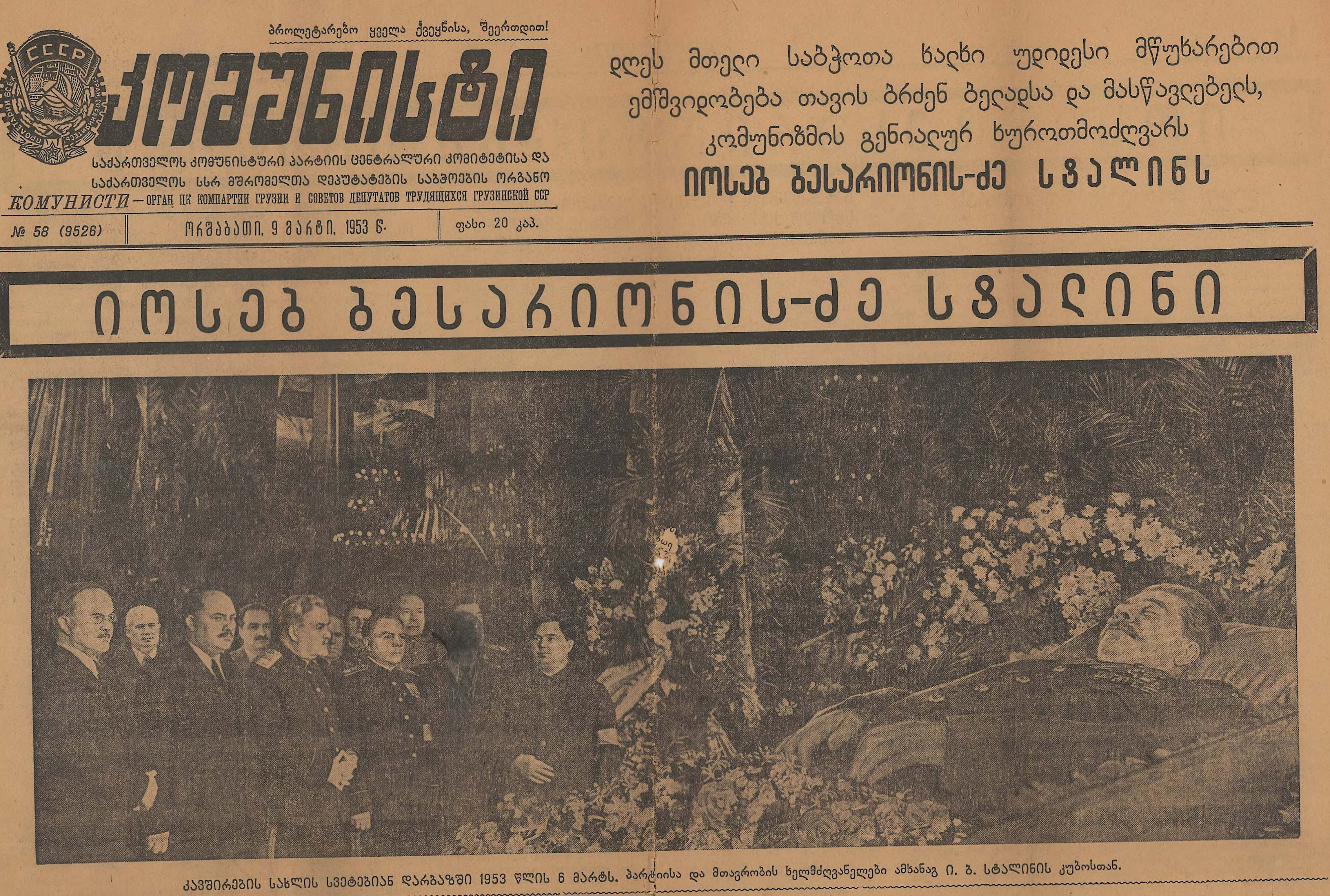
スターリンの死を報じるグルジアの新聞記事

スターリンの死に関して、彼が謀殺されたという確実な証拠は存在しないが、謀殺説は根強く存在している。1993年に公表された、元外務大臣ヴャチェスラフ・モロトフの政治回顧録によると、秘密警察長官でスターリンの右腕だったベリヤが、彼を毒殺したことをモロトフに自慢したとの記述があり暗殺説を匂わせている。
2003年、ロシアとアメリカの歴史研究家の共同グループが、スターリンはワルファリンを使用されたとの見解を発表した（ただし計画的な暗殺か偶発的な暗殺かについては触れられていない。また、ワルファリンについては脳梗塞系の脳卒中と診断された場合は治療に使用されることもある）。スターリンの娘であるスヴェトラーナ・アリルーエワは、スターリンが脳卒中で倒れたときにフルシチョフらがいたにもかかわらず、医者を呼ばずに放置したことが死に繋がったとの見殺し説を指摘している。なお、フルシチョフの回想録では、スヴェトラーナの証言とは正反対の内容の記述がなされている。
2006年には、ロシアの週刊誌にて、ロシア公文書館で暗殺説を裏付ける有力な証拠が発見されたと報じられた。その文書記録によると、内容は、倒れたスターリンに対する治療が毒物接種時に施されるもので、当初言われていた症状での治療法では絶対にあり得ない治療法を施していたことなどが記されていた。
また、スターリンが医師団陰謀事件を利用しモロトフ、ベリヤ、マレンコフ、フルシチョフら首脳陣を粛清する計画を練っていて、それを阻止するために上記の部下たちがベリヤを使ってスターリンを殺害し、その後ベリヤは、口封じのために殺されたという説がある。実際に粛清する計画があったかどうかはともかく、スターリンは部下を使い捨てにすることで有名だったため首脳部の面々が常に戦々恐々としていたのは確かであろう。
スターリンの謀殺説には計画的な暗殺説以外にも、脳卒中で倒れ昏睡状態の間に死を確実にするために毒を投与したとする偶発的な暗殺説、発作で倒れたのを意図的に放置し死に追いやった見殺し説など諸説あるが、いずれにしてもほとんどの当事者がすでに死亡しているため確たる真相は不明であり、一部の研究者やメディアでは根強く支持されているものの、ロシアでの公式見解は一貫して脳卒中による病死である。

### 復権への動き

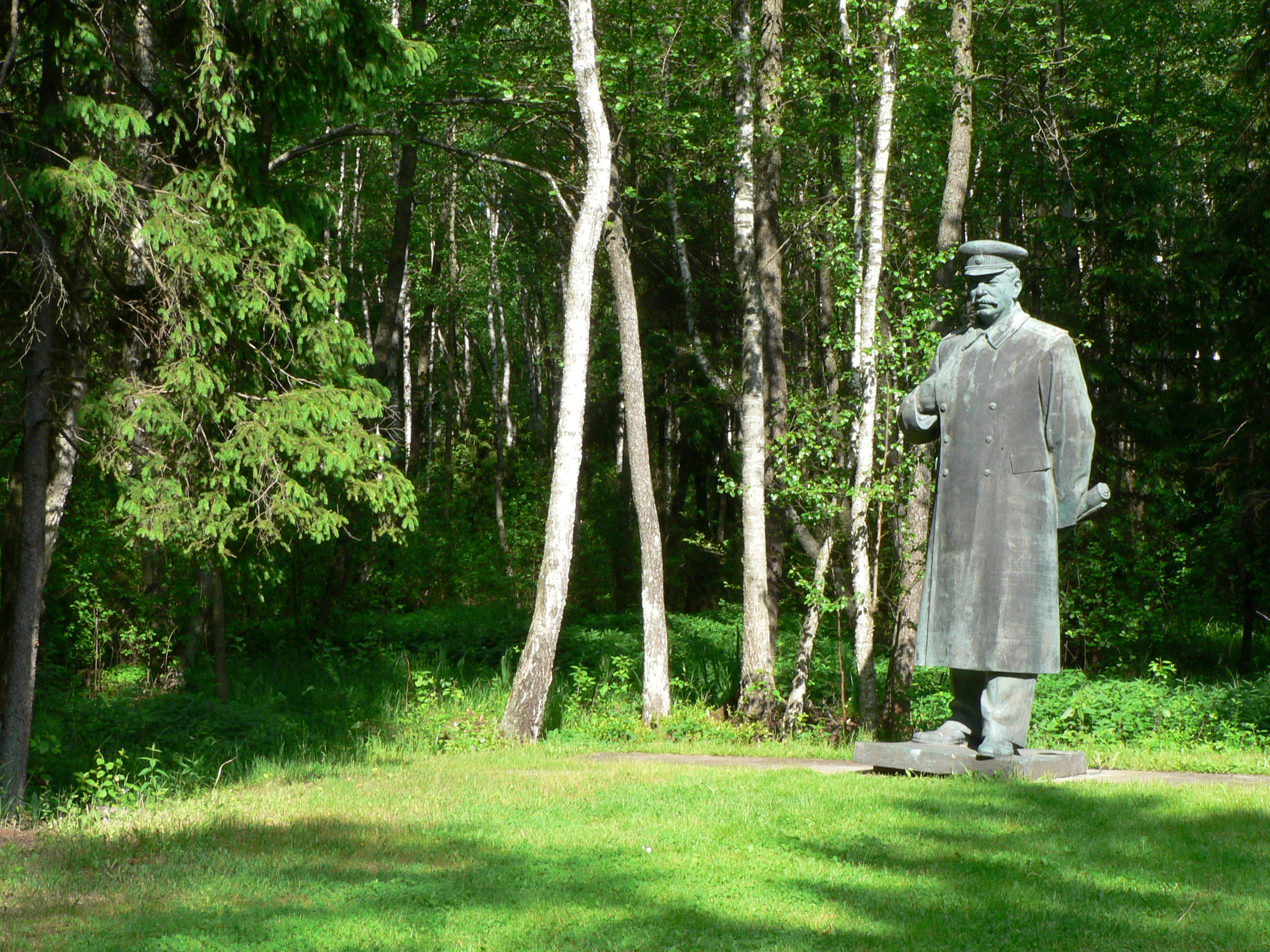
スターリンの銅像

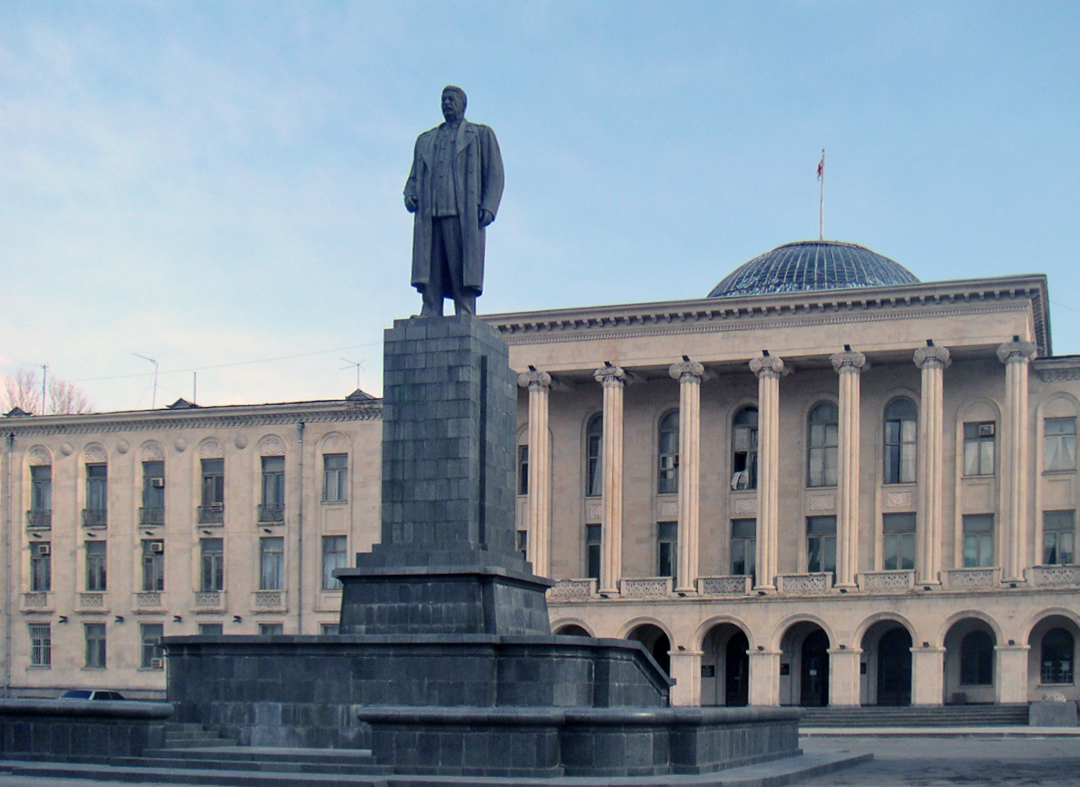
ジョージアのゴリにあるスターリンの記念碑

1964年のフルシチョフ失脚後、スターリンに対する名誉回復の動きが始まった。またこれが止んだ後、ソ連崩壊後にも同じような動きがみられた。

#### ソ連時代
レオニード・ブレジネフは、1969年に「スターリン生誕90周年」を記念した大規模な式典を企画した。モスクワに「スターリン博物館」を建設することが検討され、マルクス・レーニン主義研究所には記念集会を開催するよう通達があった。さらに、スターリンについての論説が『プラウダ』を初め諸外国の共産党機関紙に掲載されることになっていた。
これらの計画を知ったポーランドとハンガリーの共産党が激しく抗議した結果、党政治局は式典の2日前の12月19日、大部分の式典を中止することを決定した。この時、スターリンの胸像製作は中止され、印刷されていた肖像画はことごとく廃棄された。また党中央委員会は、あらゆる新聞に対してスターリンに関する一切の論説を掲載しないよう指示を出し、『プラウダ』にはスターリンの過失と個人崇拝に関する小さな記事が掲載されるにとどまった。
これは「生誕100周年」においても踏襲され、スターリンは「肯定面・否定面を合わせ持つ、非常に複雑で矛盾に満ちた指導者」として扱われた。モスクワにおける1979年12月21日（公式の誕生日）の行事は控えめに行われ、コムソモールの代表がスターリンの墓に花輪を捧げるなどしている。一方、スターリンの故郷であるグルジアのゴリ市内では数千人が通りをパレードし、各所で音楽演奏が行われるなど、誕生日を盛大に祝っている。

#### ソ連崩壊後
ソ連崩壊後のロシアでは、スターリンの再評価が進んでいる。これはロシア連邦共産党のみならず、現政権与党の統一ロシアや極右のロシア自由民主党などの各派にもその傾向がみられる。デモにおいてスターリンの肖像画があることは決して珍しいものではなくなった。ソ連が崩壊したことで富を得たのはごく少数の者だけであり、多くの市民はソ連時代以下の経済水準と社会保障、ソ連時代に比べて悪化した治安事情の中で生きている。そのような現在の状況に対する絶望感が、良くも悪くも強い指導力を持ったソ連の中興の祖である「鋼鉄の人」スターリンの再評価に繋がっているという。最近行われた世論調査の一つによれば、今日スターリンが生きていたら彼に投票すると答えた人は、35%を越えたという。2017年のロシアの独立系世論調査機関レバダ・センターの世論調査でもウラジーミル・プーチンやアレクサンドル・プーシキンを凌いで「ロシア史上最も偉大な人物」に選ばれている。2019年の同機関の調査では、7割がスターリンを「ロシア史において肯定的な役割を果たした」と回答した。
また、クラスノヤルスクでは観光客などを誘致するという理由があるにせよ、一度は破壊されたスターリンの記念碑を再建することを決定した。この記念碑は、フルシチョフのスターリン批判を受けて1961年に一度閉鎖されている。中央に据え付けられたスターリンの銅像も、1980年代後半にグラスノスチのためか町の近くを流れる川の中に放り込まれている。
これは地方に限ったことではなく、2005年にはモスクワでもスターリンの銅像が新たに建設されている。2009年にはモスクワの地下鉄クルスカヤ駅構内の装飾の柱にスターリンを讃える1944年版ソ連国歌の一節が刻まれた。2011年7月20日には、スターリンの胸像がロシア中部ペンザのロシア連邦共産党支部の建物の敷地内に建てられた。
2008年には、ロシアの新しい学習指導要綱「ロシアの歴史1900-1945」で、スターリンの恐怖政治を「誰が寝返って襲撃してくるかも分からない状況下ではやむを得なかった」とし、彼と対立するグループや彼の思想に反する運動をことごとく弾圧していったと記している。要綱では「スターリンの行動は歴史的難局に直面してのものであることを示すことが重要である」とし、彼の行動は「工業立国建設に向けた一貫した意志に基づき、体制を守るために全くもって合理的なものであった」と強調している。この要綱は大手教科書出版社「Prosveshenije」が作成したものだが、同社は ソ連時代には教科書作成を独占していた政府公認の会社であった。
スターリンの故郷であるジョージアのゴリ市のスターリン博物館は今なお健在 である。博物館ではスターリンが死ぬまで愛用したパイプやコートなど日用品や手紙や写真を展示し、ソ連を超大国に押し上げた指導者の足跡をたどる展示品がある。ただし未曾有の犠牲を出した大粛清に関する展示は皆無である。スターリンは現在でも「強い指導者」として肯定的に捉えられ、銅像や肖像画が掲げられているなど英雄視されている。ゴリ市の中心街には旧ソ連邦諸国で唯一スターリン像が残存していたが、2010年6月25日未明に撤去された。取材に駆けつけたマスコミは警官に暴行されるなどして排除され、人目につかないよう隠密に行われた。2008年のグルジア紛争での犠牲者の追悼記念碑を代わりに設置するとしている。2003年に発生したバラ革命ではミハイル・サアカシュヴィリがエドゥアルド・シェワルナゼ政権に対するデモ行進をこの像の前から行うなど、現在でもグルジア人の愛国主義・ナショナリズムの象徴でもあった。
2013年1月末、ヴォルゴグラード市議会が年間6日のみ、旧名「スターリングラード」の名称を復活させることを決定した。退役軍人などからの要請によるものである。2022年のロシアによるウクライナ侵攻以降はこのような動きが活発化しており、2023年2月1日にはヴォルゴグラード市内でスターリンの胸像の除幕式も開かれ、再評価する機運が強まっているとされる。ただ、こうした一連のスターリン復権の動きに関しては、「戦死者への侮辱」（ウラジーミル・ルキンロシア連邦人権委員会代表）と批判する声もある。

## 人物

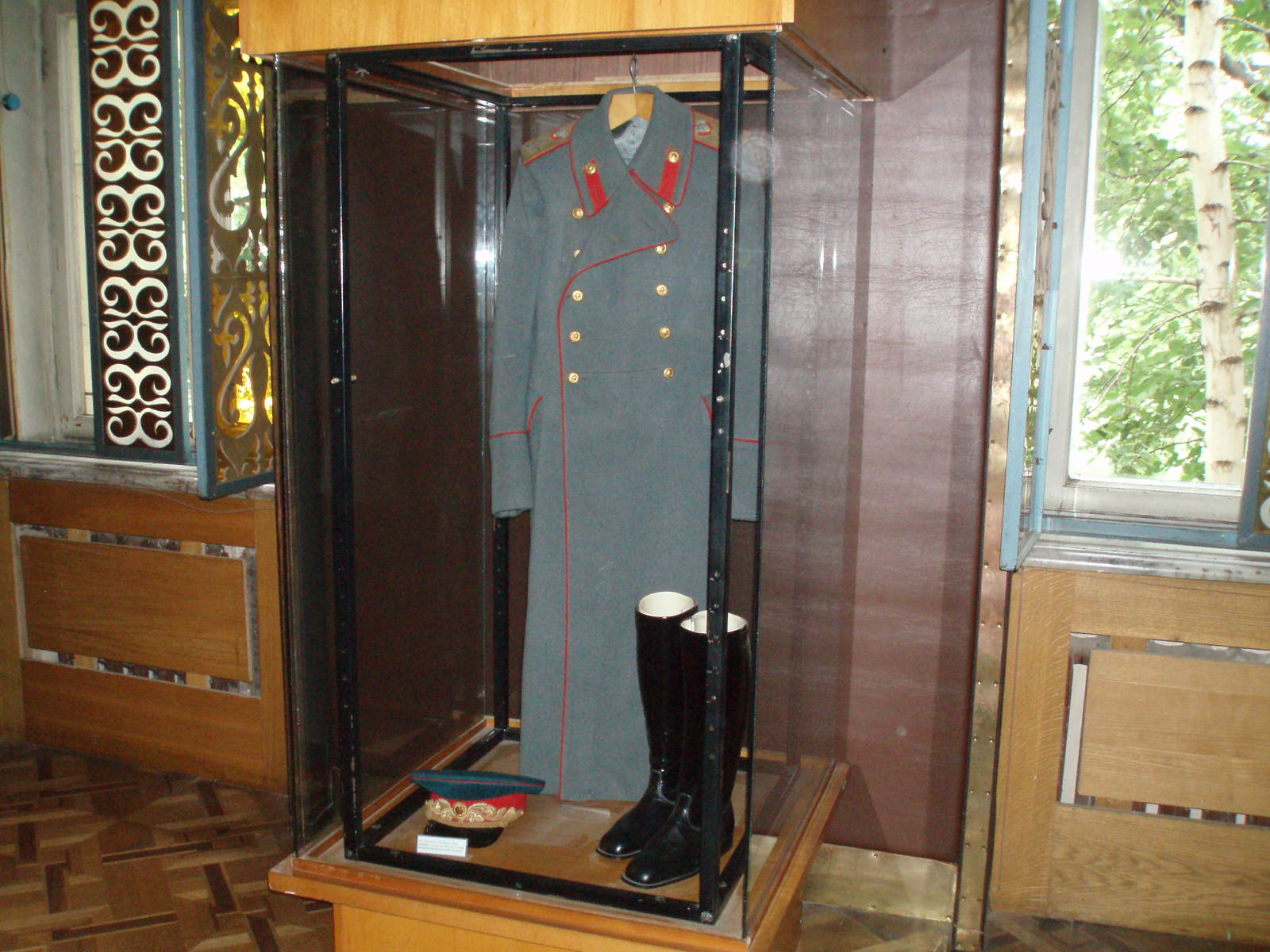
スターリンが冬季に着用していた軍服のコートとブーツ、制帽

民族的にスターリンはグルジア人に属し、グルジア語を母語として育ち、ロシア語を学び始めたのは8–9歳の頃だった。グルジア人であることに誇りを抱いており、生涯にわたって強いグルジア訛りのロシア語を話した。サイモン・セバーグ・モンテフィオーリによれば、スターリンはロシアおよびロシア人への親近感は抱いていたものの、ライフスタイルや性格の面では常に極めてグルジア人的であった。
スターリンは穏やかな声色で喋り、ロシア語を使う際にはゆっくりと、慎重に言葉を選んで話した。私的な場では下品な言葉遣いも用いたが、公的な場でそうすることは避けていた。演説は不得手であったと評されている。多くの聴衆を前に演説することはまれであり、文書の形で自らの考えを発表する方を好んだ。スターリンの演説についてドミトリー・ヴォルコゴーノフは、「単純かつ簡潔で、人を惹きつける奇抜な文句や豊かな想像力、壇上での芝居がかった演技などを欠いていた」とし、ラテン的な明確さが、スターリンの単純明快な魅力であったと指摘している。スターリンの文体もまた、単純明快さと簡潔さを特徴とするものであったと評されている。
ソビエト連邦の指導者としてのスターリンは午前11時頃に起床することが多く、午後3時から5時の間に昼食をとり、夕食は午後9時以降であり、夕食後には夜遅くまで働いた。夕食には他の政治局員やその家族が同席することが多かった。指導者としてのスターリンはダーチャに赴く際以外ほとんどモスクワを離れなかった。旅行を嫌い、飛行機による移動は拒否していた。物的な欲求は少なく、単純で安価な衣類や家具とともに質素な生活を送った。生涯にわたる喫煙者であり、パイプと紙巻きタバコの両方を愛用した 。

### 身体的特徴

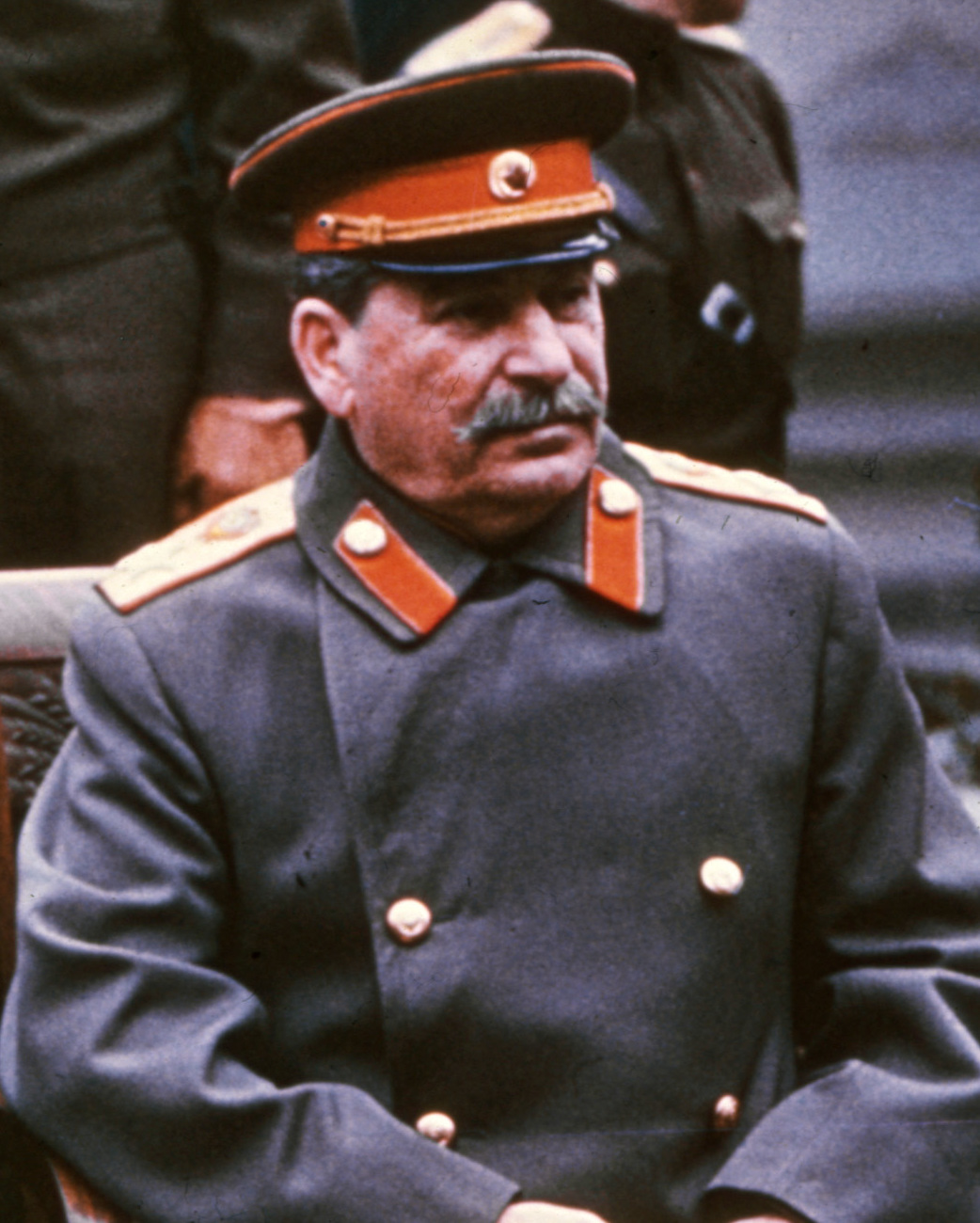
スターリン（1945年）

成人したスターリンの身長は163センチメートルであり、身長を高く見せるため底の厚い靴を履いていたほか、パレード中は小さな台の上に立っていた。顔には子供の頃に罹患した天然痘によるあばたが残っていたが、公表される写真ではあばたが修整により取り除かれていた。また生まれつき左足の指が一部癒着していたほか、左腕は少年期に重傷を負ったことで右腕よりも短く、また柔軟性を失っており、左手は服の袖にしばしば隠れるほどだった。スターリンはこの障害のために1916年に徴兵を免除されている。1917年、妻のナジェージダに対して「子供の頃に軽馬車に轢かれ、医者にかかる金がなかったので腕が曲がったままになってしまったのだ」と説明しており、これが正しければ挫傷が化膿して腕にひきつりができたと推測される が、非合法活動に従事していた青年時代の怪我による とも、前述の天然痘か、それとは別の病気に由来するとの説もある。年を取るにつれて黒い髪は白髪となって減った。また、歯科衛生が悪化し、死亡時には自身の歯が3本しか残っていなかった。
スターリンの下で働いた通訳ベレズホフは、初めて彼に会った瞬間、イメージとあまりにも違っていてショックを受けたという。「背が低くげっそりし、天然痘の瘢痕で覆われた顔は疲れて土気色、軍隊服が貧弱な肉体を締まりなく包んでいる」と表現している（もっともモスクワ攻防戦の最中で、スターリンにとって最も厳しい時期ではあった）。スターリンに会ったことがある国連大使が言うには、「スターリンの顔は醜い痘痕顔であり、片手（左手）に麻痺がある風采のあがらない小男」であったという。レーニンの隣に遺体を展示されたときは、プロパガンダのために防腐処理され、がっしりした体つきであばたもなくなっていた。『レーニンをミイラにした男』 によると、スターリンの遺体防腐処理を担当したデボフという男性が、「スターリンの顔は天然痘によってできるあばたと茶色のシミでいっぱいで、プロパガンダ用の写真や絵とは大きくかけはなれており、衝撃を受けた」と証言している。憲兵の報告書では、「あばた」がスターリンのあだ名になったほどであるという。プロパガンダ映画で1930年代後半からスターリン役として定着していたミハイル・ゲロヴァニの風貌は、あくまでプロパガンダのスターリン像に基づくものであった。実際のスターリンの容貌は、1970年代より配役が多かったヤコフ・トリポーリスキーの方が近い。

### 性格
スターリンは複雑な精神の持ち主であり、強い自制心と抜きんでた記憶力を有し、また努力家で、学ぶことに対して貪欲だったと評されている。ヴォルコゴーノフによれば、スターリンにとって「私生活と仕事は全く同一のもの」であり、休暇のために政治活動から離れることはなかった。
スターリンは相手に応じて異なる自分を演じることができ、また人を騙すことに長け、しばしば自らの真意や目的について他者を欺いた。優れた組織者であり、戦略的な思考を持ち、他者をそれぞれの精神力と実用性、利口さによって判断した。時に粗野で無礼な態度をとることを自認していたが、怒りで声を荒げることは稀だった。しかし晩年に健康状態が悪化するにつれ、気難しく気まぐれな傾向が強まっていった。高圧的な物言いをした一方で、非常に愛嬌がある一面もあり、リラックスした際には冗談を言ったり、人の物真似をしてみせた。モンテフィオーレは、この愛嬌が「党におけるスターリンの権力の基盤」であったことを示唆している。
スターリンは情け容赦がなく、残酷な気質を持ち、他のボリシェヴィキと比較しても暴力的な傾向が強かった。独善的な怒りを抱くことができ、また憤慨しやすく、復讐心に燃え、執念深く、他者に対する不満を長年にわたり保持した。拷問や処刑が行われる場に立ち会ったことは一度もなかったが、ロバート・サーヴィスはスターリンが人々を貶めたり辱めることによって「心からの満足感」を得ており、また近しい側近に対してですら「安心のない恐怖」を与えることを楽しんでいたと指摘している。一方で、身近な部下に配慮を示すこともあった。通訳のベレズホフが仕上げた電文を見て気に入らないと「君は何を聞いていたのだ！」と怒ったが、ただ突き放すのではなく、重要な部分を口述して修正させた。
モンテフィオーレはスターリンを「天性の過激派」と評しており、サーヴィスは偏執病および社会病質人格障害の傾向を指摘しているが、スターリンの残忍さは個人的性質ではなく、ソビエト連邦とマルクス・レーニン主義の大義を存続させるという確固たる決意に由来していたと見る歴史家も存在する。

### 家族
スターリンは、妻子などの近親者にも心を開くことはなく、多くの近親者も不幸な最期を迎えた。1905年、スターリンは最初の妻であるエカテリーナ・スワニーゼと結婚し、長男のヤーコフをもうけるも、エカテリーナは22歳で発疹チフスを患い亡くなった。
スターリンは息子のヤーコフに対し厳しく接したため、ヤーコフは拳銃自殺を試みたが失敗した。それを知ったスターリンは「奴は拳銃を真っ直ぐに撃つ事すら出来ないのか」と言った。一方で、独ソ開戦後に長男のヤーコフが砲兵中尉として出征した際には「祖国のために貢献して来い」と直接激励している。後日彼がドイツ軍の捕虜になったとき、スターリングラード攻防戦での戦いで降伏したドイツの陸軍元帥フリードリヒ・パウルスと、ヤーコフの解放を条件にした交渉を提示してきたドイツに対して、スターリンは「中尉と元帥を交換する馬鹿が何処にいるというのかね」「ナチスに寝返った息子などいない」と返答して申し込みを拒絶。「私の息子ヤーコフの命はあなたの手中にある。あなたが捕虜数百万人全員を解放するか、あるいは私の息子は彼らと運命をともにするだろう」と述べ、人質交換には一切応じなかった。実質的に自分の父親に見限られた形となったヤーコフはこの事実を宣伝放送で聞いて衝撃を受け、ひどく落胆したと伝えられている。それから暫くして、ヤーコフは自身が収容されたザクセンハウゼン強制収容所内で死亡した。死因や経緯については不明瞭な部分が多く、鉄条網に向かって射殺されたとも、収容所内の電気柵に突進して自ら命を絶ったとも伝えられている。一説として、ヤーコフは収容所で他の捕虜と行進させられていたとき、突然看守の制止を振り切り鉄条網に突進し自身を「撃て！」と叫び、射殺されたという逸話が知られている。後に部下から息子の最期を聞いたスターリンは、息子を見捨てたとはいえ大きなショックを受け、塞ぎ込んだまま食事に手をつけなかったという。
2人目の妻であるナジェージダ・アリルーエワとの間には、次男のワシーリー・スターリンと娘のスヴェトラーナが生まれた。ナジェージダは1932年に亡くなり、公式には「虫垂炎による病死」と発表された。彼女はスターリンとの口論の後に遺書を残して拳銃自殺を遂げた。娘のスヴェトラーナによれば、その遺書は「一部は個人的、一部は政治的」なものだったという。テレビ局のA&Eによると、一部のロシア人はスターリン自身が夕食の席で起こった口論の後にナジェージダを殺害したと信じている。歴史家は、最終的に彼女の死が「スターリンの現実との繋がりを断ち切った」と主張している。
次男のワシーリーも異母兄ヤーコフ同様にスターリンから冷遇されたが、要領の良さと周囲が気遣ったこともあって空軍中将まで昇進した。しかし、一パイロットとしては26回の出撃で撃墜2機・協同撃墜3機と少ないながら戦果も挙げたものの、高級将校としては能力も経験も不足していた。ワシーリー自身が責任者を務めた空軍記念日でのモスクワ軍管区の空軍部隊による観閲飛行の際、父であるスターリンに見栄を張りたいと考えてか、悪天候の中にもかかわらず強引にB-29のコピーであるTu-4爆撃機を飛行隊に参加させ、結果として1機のTu-4が墜落事故を起こした。観閲飛行終了後にスターリンの別荘で行われた会合にも参加しなかったことで、度重なる失態に愛想を尽かした父スターリンに要職からは解任された。さらにスターリン死後に彼の庇護者であったベリヤが政治闘争に敗れて処刑されたことと、新たに台頭したフルシチョフがスターリン派の追放を進めたことに伴い、ワシーリーの立場はますます悪化、失脚し軍籍も剥奪された。のちの略式裁判で懲役8年が確定されたことで身を持ち崩した。1960年1月11日、ワシーリーは1年ほど早く刑期を終えて釈放された。釈放時には彼を取り巻く政治情勢は軟化しつつあり、元将官としてモスクワ市内の住居と年300ルーブルの恩給が支払われた。また空軍中将時代の軍服や勲章の着用も許可された。だが極度の酒好きがたたり、1962年に急性アルコール中毒で亡くなった。
娘のスヴェトラーナは可愛がられたこともあり、スターリンの自宅で行われたチャーチルとの私的な会談にも同席した。だが彼女にしても、最初の恋人を「イギリスのスパイ」とみなされてシベリアに追放されている。のちにほかの男性との間に子供をもうけた際には祝福の手紙を貰ったが、結局彼女はソ連を捨てて1967年にアメリカに亡命。彼女は亡命先のアメリカで回顧録を出版し、その中で「父はいたるところに敵をみた。孤独感と絶望感からくる弾圧マニアだった」と述べている。
スターリンは3人目の妻としてラーザリ・カガノーヴィチの姉妹であるローザ・カガノーヴィチと結婚したとみられている。シベリアに追放されていた時期にスターリンは不倫関係にあった女性との間に非嫡出子のコンスタンティン・クザコフをもうけたとされる。2001年3月、ロシアの民放テレビ局「NTV」は、ノヴォクズネツクに住む、それまで知られていなかったスターリンの孫ユーリー・ダヴィドフにインタビューを試みた。彼は、父親が自分たちの血統について話したと述べたが、スターリンへの個人崇拝に反する運動であるので黙っているとも話した。
スターリンはほかに愛人も作ったが、彼女らがスターリンの女性関係の派手さや残忍さを見かねて批判すると、彼女らはいつの間にか姿を消したり、不審な死を遂げたという。

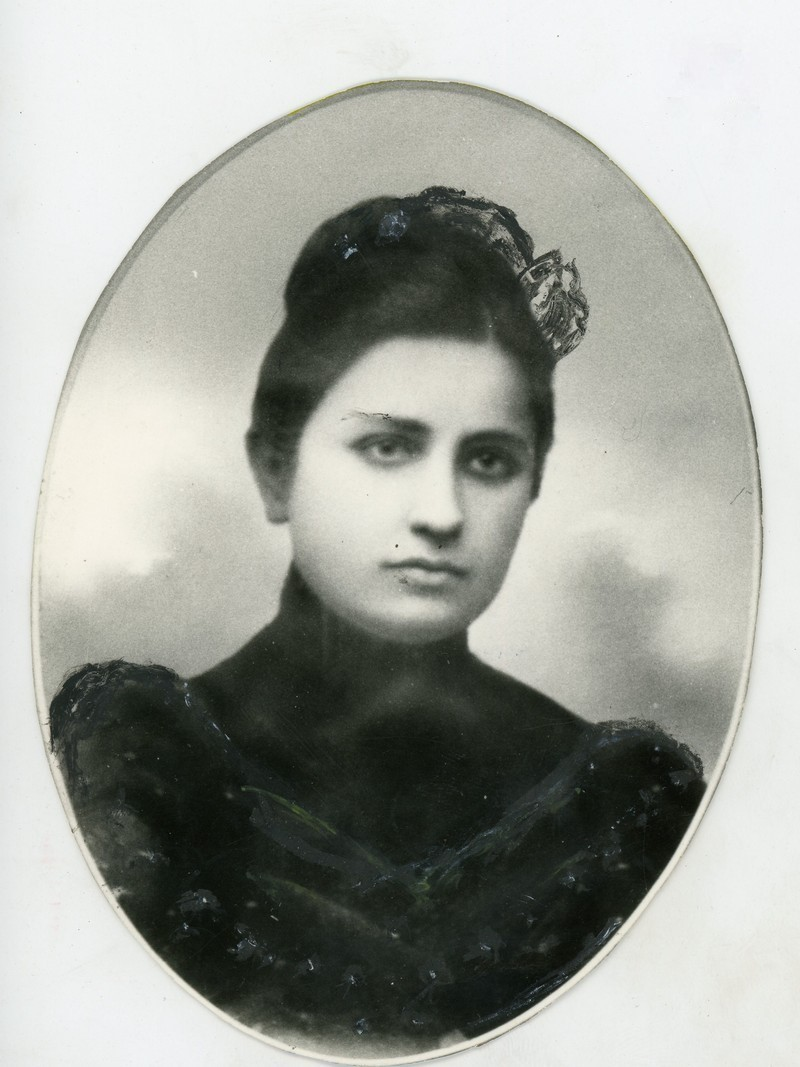
スターリンの最初の妻であるエカテリーナ・スワニーゼ
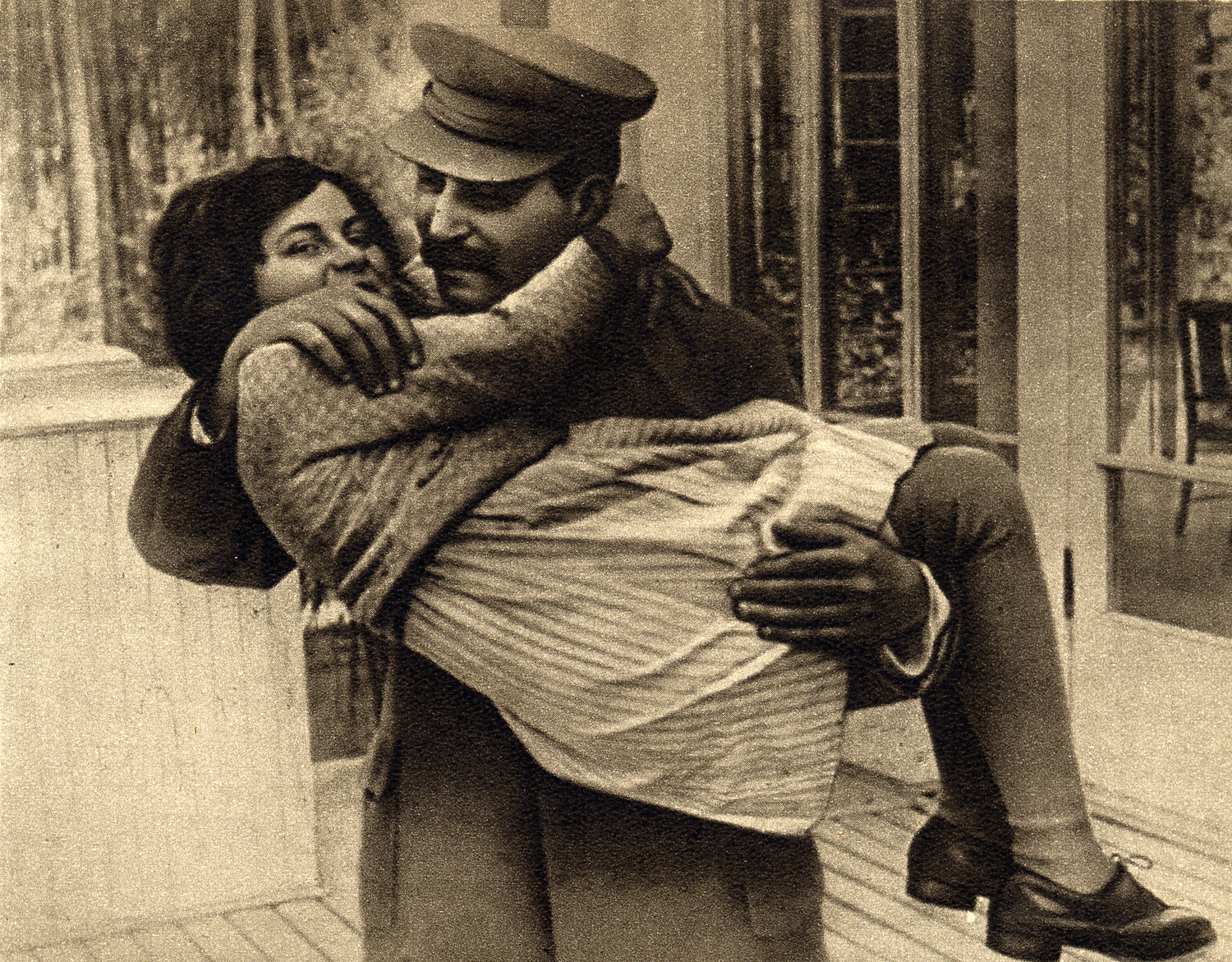
父スターリンに抱かれる娘スヴェトラーナ（1935年）

### 趣味嗜好
スターリンはビリヤードに熱心でその腕前は熟達していた。また、腕時計を好んで収集していた。いたずら好きでもあり、例として政治局員用の椅子の上にトマトを置き、局員が気づかず座るのを待っていたことがあった。社交的な催しの際には、参加者に歌うよう促し、また飲酒をすすめたが、これは酔った参加者が秘密を漏洩させるのを期待していたためであった。

幼児期には花への愛を示しており、年を取ってからは熱心な園芸家となった。モスクワの自宅の温室には熱帯や温帯の植物が植えられ、スターリンはその世話をするのが趣味であった。大戦後はレモンの栽培に凝り出し、来客に次々とレモンを食べさせ「私が育てたんだ。それもモスクワでだぞ！」と自慢した。

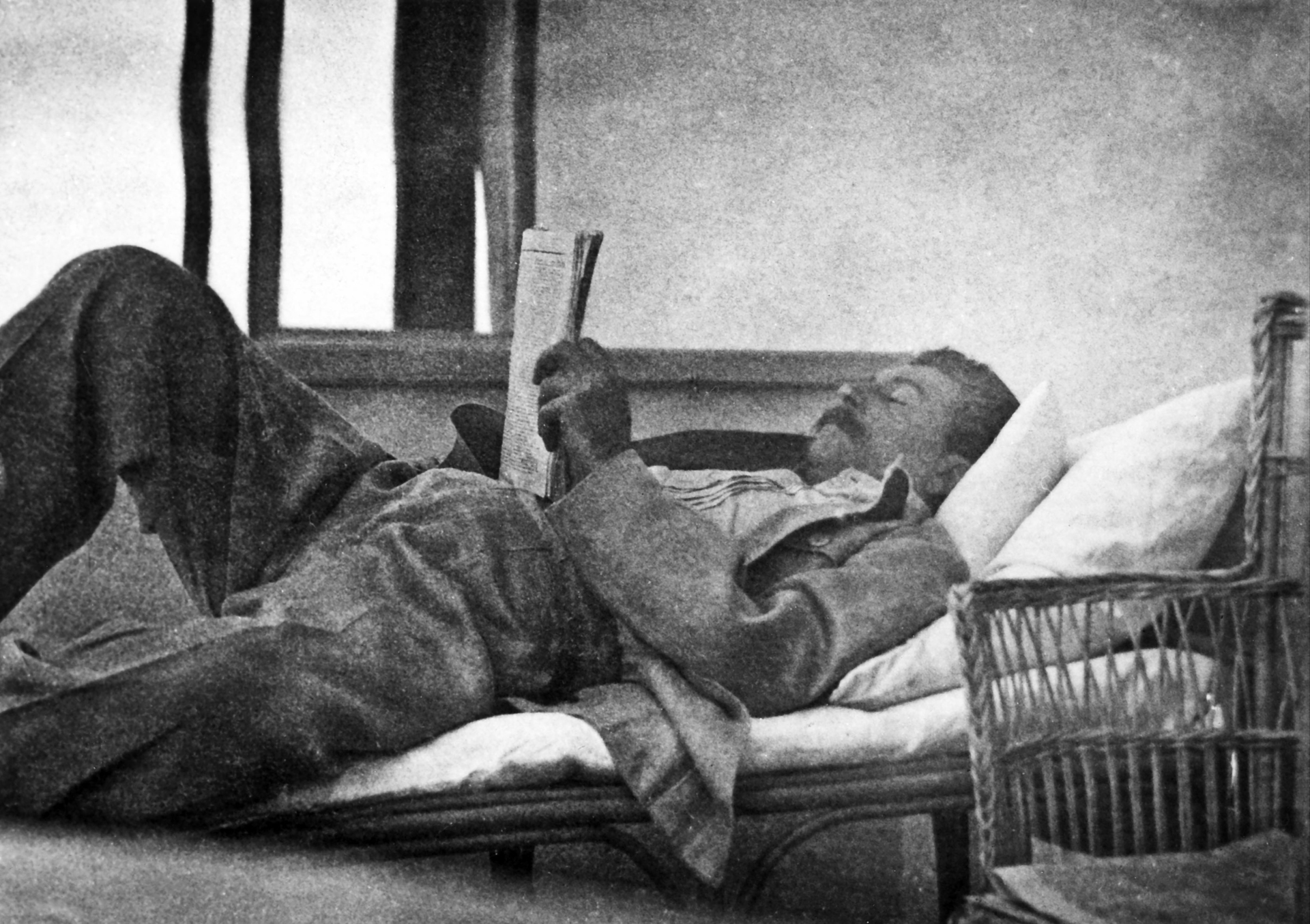
新聞を読みくつろぐスターリン（1920年）

趣味の一つとして、映画鑑賞があった。格調高い映画を好んだレーニンとは対照的に、スターリンは大衆的な娯楽映画を好み、アメリカ映画をよく取り寄せさせていた。ジョン・フォード監督の『肉弾鬼中隊』を観た際には、勇敢な兵士達の戦闘シーンに感銘を受け、同様の映画の制作を部下に指示し、ミハイル・ロンム監督による『十三人』が作られた。
かなりの読書家であった。2万冊以上の蔵書を持ち、このうち5500冊には「スターリン蔵書」の印が押されていた。ジャンルはマルクス、エンゲルス、カウツキー、レーニンなどの社会主義関係、カント、フィヒテ、ヘーゲルなどの哲学書、文学書、歴史書、百科事典、外国語辞書、軍事書、雑誌、パンフレットから、ジノビエフやラデックなどの粛清した政敵の著書、ヒトラーの『我が闘争』、マキャヴェッリの『君主論』、毛沢東の著作など多歧に渡り、クレムリンの住居や別荘にきちんと分類されて置かれていた。彼は寸暇を惜しんで読みふけり、多くの色鉛筆でアンダーラインを引いたり余白に書き込むのを楽しみとし、気に入った本は息子の誕生日プレゼントとして送った。訪問客には机上の新刊の包みを指さして「私の読書のノルマは毎日500頁です。」と公言していた。

### 名前
スターリンのグルジア語のファーストネーム"იოსებ"は"Iosif"（ヨシフ）と音訳され、ラストネームの"ჯუღაშვილი"は、"Jugashvili" あるいは "Jughashvili"（ジュガシヴィリ）と音訳される。-შვილი "-shvili"はグルジア語の接尾辞で、「子供」または「息子」を意味する。ჯუღა（jugha；ジュガ）には複数の語源があるが、グルジア東部カヘティ州にあるジュガアニ（Jugaani）村に由来する。英語圏においては"Joseph Stalin"(ジョセフ-スターリン)と綴られる。

### 生年月日
スターリンの生年月日は、長い間改竄されてきた。スターリンの生年月日について発表された複数の情報源には矛盾があるが、ゴリにある生神女就寝教会にて、「1878年12月18日（ユリウス暦:12月6日）生まれ」という記録が発見されている。この出生日付は、学校の退学証明書、彼が23歳になる1902年4月18日からの広範な帝政支持者、ロシア秘密警察の記録、逮捕の記録、その他以前の革命活動の記録に至るまでそのままの状態で保存されている。1921年になってようやく、スターリン自身が手書きの履歴書にて「1878年12月18日」と記載している。しかしながら、1922年に権力を握ったのち、スターリンは自身の誕生日を「1879年12月21日（ユリウス暦:12月9日）」に変えた。その日は彼の誕生日としてソ連国内で祝われた。

### 宗教的信仰と方策
スターリンは、ソビエト連邦内の宗教法人と複雑な関係にあった。スターリンは、グルジアの神学校で勉強していたころに隠れた無神論者となっている。スターリンが無神論者になったという話は、スターリンが数年以上は信心深く、敬虔なままであったことを含むいくつかの明白な根拠を提示するのに失敗している。根拠の一つとして、スターリンによる第二次世界大戦中の教会に対する禁止令は、彼が天から受けたと信じた指令であるという。

### 反ユダヤ感情
スターリンは、少年時代からユダヤ人に対する嫌悪感を薄らながらも抱いていたが、ヒトラーのような強迫観念とは異なり、帝政時代のロシアではごくありふれた偏見の域を出ないものであった。「額に汗して働かぬ人々」というのが、長年スターリンが持っていたユダヤ人観であった。指導者になってからも、党・政府の役職にラーザリ・カガノーヴィチやマクシム・リトヴィノフなどユダヤ人などを重用し、反ユダヤ主義は犯罪であるとして糾弾しており、公式には自身の反ユダヤ感情に触れることを避けていたが、私生活の場では、連日催されていた深夜の酒宴などにおいて、仲間たちとともにユダヤ人に対するエスニックジョークを話題にしては楽しんでいた。また、ロシアにおける反ユダヤ主義はスターリンの支配下で大幅に高まったことが指摘されている。第二次世界大戦中には娘スヴェトラーナの最初の恋人、アレクセイ・カプレル（Aleksei Kapler）がユダヤ人であったことから、彼を逮捕してヴォログダ収容所での5年間の重労働刑を宣告している。
スターリンは商業民族的なユダヤ人に定住地域を与えて農民に変えようとロシア極東にユダヤ自治州を設置したが、これは失敗した。また、当初はダヴィド・ベン＝グリオンが社会主義者だったことやキブツとソ連の農業集団化政策の類似点から、国連でのパレスチナ分割決議への支持や米国に次いでのイスラエル国家承認、チェコスロバキアを通じた武器援助を行うなどイスラエルに対する支援を行ったが、冷戦が進行するとともにイスラエルは西側陣営につき、ソ連は反シオニズムを掲げることになり、スターリンはユダヤ人（特にシオニスト）に対する強迫観念に取り付かれるようになり、ソビエト体制の転覆を企むシオニズムの手先・破壊分子としてソ連国内のユダヤ人を危険視するようになった。その代表例が医師団陰謀事件である。なお、スターリンは最晩年の1953年、「ユダヤ人問題の最終的解決」と称してソ連国内のユダヤ人全員をシベリアおよびカザフスタンに強制収容する計画を実行する予定であったといわれるが、スターリンの死によってこの計画は中止となり、後継者のベリヤにより逮捕されていたユダヤ人も全員釈放されたことで実現はしなかった。
カフカースにはもともと極端な反ユダヤ主義はなかった。昔から多くの民族が隣り合って住んでいた地域であり、ユダヤ人もその民族の一つに過ぎなかった。グルジアに住むユダヤ人は、その多くが仕立て屋、貸金業者、靴職人などであり、いずれも裕福であったためか、靴作りの技術が優れていたためか、スターリンの父親である靴職人ヴィッサリオンは彼らを憎悪（嫉妬から）し、幼い息子に対してユダヤ人に対する憎悪を教え込んだ ことも、スターリンの反ユダヤ感情の一因である。

### レーニンとの関係
レーニンは自身の晩年にスターリンと激しく対立している。とくにグルジア問題をめぐってスターリンの「大ロシア主義」を批判、スターリンの書記長職からの解任を提案するに至った。しかし、スターリンの独裁政治はレーニンの独裁政治と類似点がみられるという指摘が多くある。たとえばレーニンは反革命派を「害虫」と呼んで弾圧し、さらに農民から食料を強制徴発し飢餓による殺戮、帝政派を根絶させるためにクラークやコサックへの大量虐殺を行ったが、スターリンはこれらの特徴を引き継いだ。スターリンは大粛清では赤軍の将校を一掃し、さらにはウクライナにおけるホロドモールによって数多くの死者を出すなど、徹底した恐怖政治を敷いた。さらに秘密警察による罪状のでっち上げや強制収容所への収容も共通している。ゴルバチョフはスターリンだけでなくその元凶のレーニンも批判した。

### ヒトラーとの関係
スターリンは宿敵であるヒトラーを高く評価し、親近感を抱いていたと言われている。イギリスの外務大臣（当時）アンソニー・イーデンと会談した時、スターリンはヒトラーを賞賛するような発言をした。しかしイーデンが唖然としているのに気が付いたスターリンは慌てて、「ヒトラーは欲望の限界を知らないが、自分は満足というものを知っている」と発言し、西ヨーロッパへの野心がないことを表明したという。1934年、ヒトラーがエルンスト・レームを抹殺したことを知ったスターリンは「ヒトラーとは実にたいした奴だ！政敵を片付けるには一番良い方法だ」とミコヤンに語った。
1940年11月12日、モロトフとウラジーミル・デカノゾフソ連大使、通訳2人がヒトラーの執務室を訪れた際、ヒトラーはモロトフと握手をかわし「スターリン閣下は歴史的人物であり、私もそうなるでしょう。是非閣下と会談したい」と述べた。帰国したモロトフが伝えると、スターリンは有頂天になったという。
なお、ヒトラーもスターリンを自分に唯一匹敵する指導者として評価していた。独ソ戦中の1942年には「スターリンは我々の無条件の尊敬に値する。彼は彼なりに並々ならぬ人物であり、半ば野獣、半ば巨人である」と言明した。また「ロシアをあの男にまかせるのも悪くない。もちろん我が国の管理下でだが。彼はロシア人を取り扱う方法を心得ているからな」と夕食会で述べた。ベルリン陥落寸前の1945年にも、アルベルト・シュペーアの前でスターリンを賞賛していた。ヒトラーは頑固な反共主義者として知られるが、一方でボリシェヴィキの政策に影響を受け、一党独裁制、統制経済、秘密警察、強制収容所、宣伝手法をソ連を参考に創設したといわれる（ベニート・ムッソリーニのイタリアにはスターリン時代のソ連やナチスの様な大規模な収容所や秘密警察の組織は存在しなかった）。さらに、トゥハチェフスキーやエルンスト・レームのような政敵の排除のやり方を、ヒトラーとスターリンはともに参考・利用した説も存在する。
ソ連軍によるベルリン陥落直前に起きたアドルフ・ヒトラーの死の際はスターリンはこれを疑い、ヒトラーの亡骸を発見して死亡したことを確認するよう命じ、総統官邸を制圧して正式な検死の報告があっても容易に信じようとしなかった。
ヒトラーとスターリン、両者と握手をしたことがあるワレンチン・M・ベレズホフ（モロトフ、スターリン元通訳）によれば、2人の握手は「そっけなく、冷淡」である点でよく似ていたという。ベレズホフによれば、スターリンは敗者ヒトラーに配慮し、わざとヒトラーの遺体は見つからなかったと宣伝した。彼は一連のスターリンとヒトラーの交流を「残酷なロマンス」と評した。

### イヴァン4世への傾倒

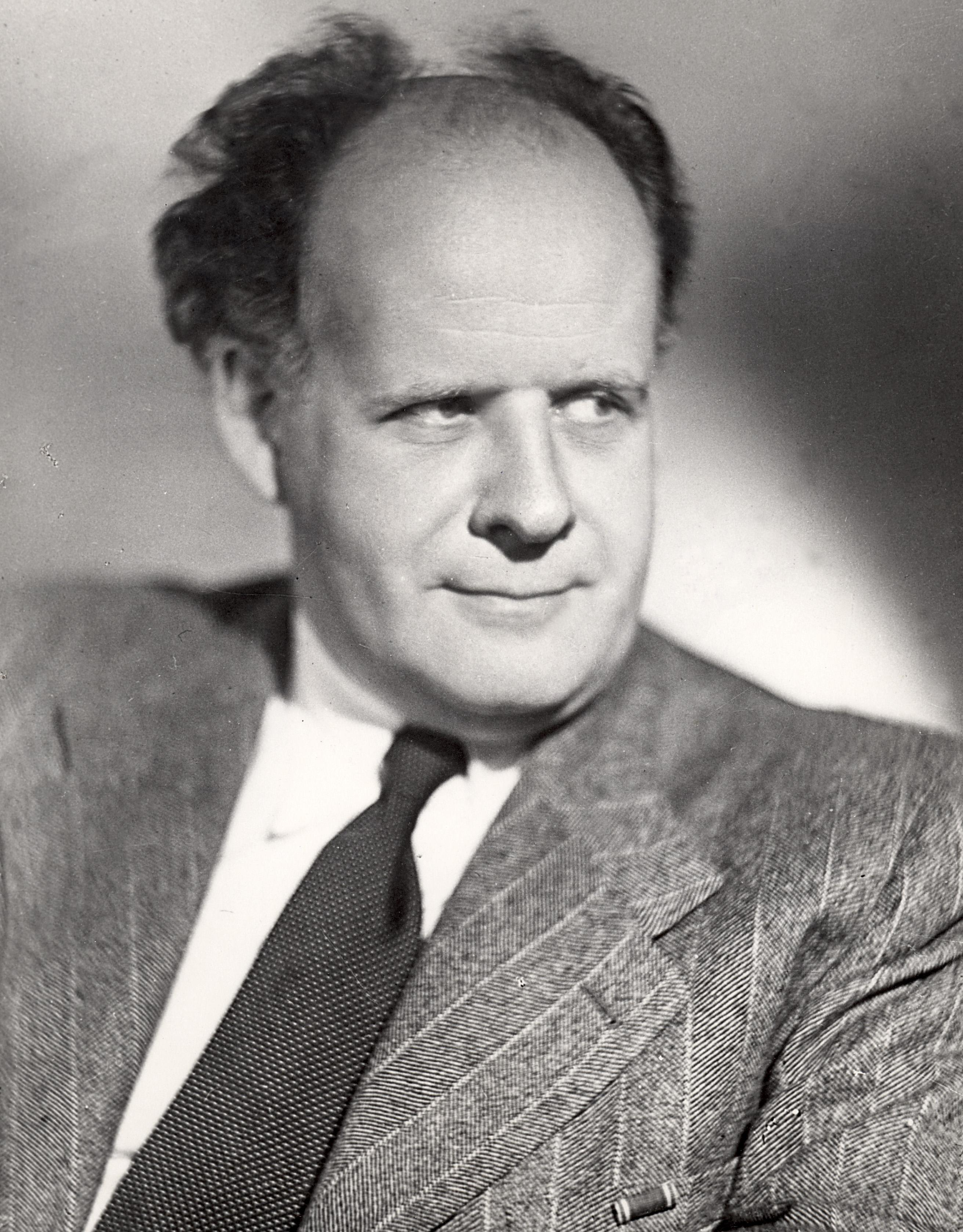
セルゲイ・エイゼンシュテイン

スターリンは帝政ロシア時代のイヴァン雷帝を信奉していた。エドワード・ラジンスキーによれば、スターリンはイヴァン雷帝の政策を高く評価していており、またセルゲイ・エイゼンシュテインに雷帝の生涯を描かせた映画の製作を命じ、雷帝の英雄としての側面が強調された第1部を絶賛した が、第2部における雷帝やオプリーチニキの描写には強い不満をいだき、イヴァン雷帝を演じた俳優ニコライ・チェルカーソフとエイゼンシュテインをクレムリンに呼びつけ、夜を徹して議論したという。一方で、スターリンはイヴァン雷帝の粛清の詰めの甘さを批判していたとされる。

### 他人からの印象
残虐極まりなく、悪の帝王そのもののような印象を受けるが、外部からの訪問者と話すときは常に口元に微笑を浮かべ、謙虚であり、他人を持ち上げるなどして、好感を持たれた男性であった。話相手を魅了する力があり、酒席ではその力が倍増した。日本の松岡洋右外務大臣は、スターリンとモロトフの接待で泥酔し、抱えられてクレムリンを退出した。1939年8月23日、独ソ不可侵条約締結後のカクテルパーティーにおいて、訪ソと同時にドイツより運搬してきた「新第三帝国首都模型」を披露したヨアヒム・フォン・リッベントロップ外相はスターリンと大いに意気投合した。帰国後、ヒトラーに「スターリンとモロトフは実に気持ちのよい連中です。懐かしい党友に囲まれているようでした」と報告したとされる。1941年12月、イギリス外相アンソニー・イーデンに独ソ戦勝利を断言してイーデンを安心させる一方、腹心達には「レーニンが築いたものを失った、破局だ」と弱音をはいた。
レーニンの『大会への手紙』の存在を知ったとき、スターリンは書記長の辞任を表明したが、その表明は断固たるものではなかった。スターリンは、1920年代にも辞任を2度表明しており、第15回党大会のあとにはより断固たる形で辞任を表明している。トロツキーとジノヴィエフの合同反対派は敗北し、大会はこれを組織的に手続きした。この大会後の第1回中央委員会総会にて、スターリンは中央委員たちに対して「最近までこういう事情があったと思う。つまり、反対派にたいしてある程度対抗してきた多少とも峻厳な人間として、党は私を書記長のポストに置く必要があったことだ。反対派は現在、粉砕されただけでなく、党から追放された。ところが、われわれにはレーニンの指示があり、私の考えでは、これを実現しなければならないと思う。したがって私は、書記長のポストからの解任を総会に要請する。同志のみなさん、党はこれによって得するばかりで損はないと、私はみなさんに請け合う」と要請した。しかし、この頃のスターリンの権威は増大しており、党内では団結を目指して闘い、さまざまな分派たちに容赦なく反論を加える体現者となった。書記長の辞任は再び思いとどまるよう説得されたが、スターリンは慰留されることを確信していた。解任要請も、自分の立場を強化するためであった。
トロツキーとの権力闘争の時、トロツキーがレーニンの遺書を公表し、遺書通りにトロツキーらがスターリンに書記長の座を降りるよう要求した際、スターリンは一切反論せずに反省の弁を述べ、書記長の座を降りることを明言している。しかし、この時スターリンは、「私はしがない事務屋ですが、あなたたちのお力になりたいのです」などと持ち上げてカーメネフたちに接触していた。すでに地盤を固めていたスターリンは、カーメネフ、ジノヴィエフらの反対によって、書記長の座に留まったのである。その後カーメネフらがトロツキーの権力をそごうと人民委員の座を降りるよう提案したとき、スターリンはトロツキーを擁護し、提案に反対している（のちに解任し、追放した）。これはほかの党員に自身の寛容さを見せるためであった。しかし、政敵を超える権力を持ち始める頃からスターリンはその本性を現し始め、ほかの党員が気付いたときには、もはやどうにもできないほどの絶大な権力を握っていた。スターリンは腹に一物も二物も持ち、本性を全く相手に感じさせず、仮面を被ることに長けていた。このため、スターリンが本性を現すまで、古参党員の多くは彼のことを取るに足らない小物と考えていた。
大抵は粗野で、傲慢で、虐待的であったスターリンであったが、主に政治家への訪問者に対しては魅力的で礼儀正しく振舞った。

### 猜疑心
スターリンはもともと人間不信だったのだが、権力を得る過程において独裁者にありがちなパラノイアが加わったことにより、猜疑心が極限までに加速する。特にスターリンは第一次五カ年計画とそれに次ぐ大粛清を行ったことによる死者とそれに伴う犠牲者の恨みを忘れることができず、この結果、自分は常に命を狙われていると偏執的に思い込むようになった。日常生活では毒殺を極度に恐れたため、彼が口にする飲食物は全てNKVDの管理下にある専用の農場や養魚場で採取され、専門家により入念に検査された。フルシチョフは、スターリンが「どこでも、誰に対しても、あらゆる事柄に関しても、敵・スパイ・裏切者の姿を見出した」と述べている。晩年にはベリヤ、フルシチョフなど有力な部下達の忠誠心を疑い、彼らの部屋を全員秘密警察に盗聴させている。
また、一度でも敵の捕虜になっていた兵士をスターリンは「スパイの可能性がある」として決して信用せず、帰還しても彼らは強制収容所へ送られた。晩年の猜疑心が強かった時期には、はるか以前の第一次世界大戦時に捕虜になった者を処刑するほど疑い深かった。独ソ戦中、ドイツ軍はロシア人の捕虜に対して過酷な待遇をしたが、スターリンは自国民の捕虜に対する赤十字の調査も拒否し続け、挙句の果てにはロシア人の捕虜が収容された収容所を爆撃させている。爆撃機からばら撒かれたビラには「祖国を裏切った者たちへ」と書いてあった。スターリンには常に2人のボディーガードがつきそい、腹心モロトフとの会見にも同席した。一方で執務室に入るためのボディーチェックは存在せず、入室手続きも行われなかった。デスクにはブロンズ製のカップが置かれ、太い青エンピツと赤エンピツが入っていた。重要外交書類に青エンピツで署名すると、全行政機関が即座に行動を開始した。
この性向は晩年に近づくほど強まり、「自分の周りにいる人間は全て敵である」という妄想に悩まされていた。あまりの恐怖に人前に出ることはほとんどなくなり、部屋から出ることは稀になっていった（被害妄想の典型的な症状である）。さらに、晩年には認知症も入り、スターリンの住居には厳重な警備が敷かれるようになった。軍隊が攻めてきても、2週間持つほどの重装備であったという。スターリンの部屋は複数に分かれており、どこに泊まるのか誰にも知らされず、スターリンしか持っていない鍵を、部屋に何重にも施していた。フルシチョフの回想によると、同志との会話で、スターリンの部屋へ行くとまた鍵が増えているのだろう、と話していた。無論、勝手に入ろうものならば容赦なく粛清された。ちなみに、スターリンが部屋に入ってからまずやることは、ランプを持って部屋を隅々まで検査することであった。スターリンの元通訳は、信じていたヒトラーに裏切られた屈辱と恐怖から、もともと強かった猜疑心が病的になったのではないかと述べている。

## 影響

### 犠牲者
スターリン時代の犠牲者数については諸説あるが、膨大な犠牲者が出たことは確実である。
M.エルマンは、1934年から1953年までに、グラーグ管理下の労働収容所に1875万人が収容され、100万人以上が処刑され、200万人が労働軍その他グラグの強制労働組織に編入され、強制移住の対象となった少数民族は500万、1928年以降にクラークとして抑圧された人は1000万人であり、被害者の合計は3675万人と推計した。
歴史学者オーランドー・ファイジズによれば、スターリン体制下の被害者、つまり銃殺された人、強制収容所に収容された人、特殊居住地に移送されたクラーク、奴隷労働を強制された人、強制移住の対象となった少数民族などの総数は控えめにみつもっても2500万人と推計される。しかし、ここには飢饉の犠牲者や戦死者など戦争犠牲者は含まれない。
歴史学者ネイマークは、スターリン時代におよそ1500万人から2000万人が共産主義の名において殺害されたという。
1920年から1951年にかけての強制移送では約2000万人が強制移住させられ、約112万人 - 191万人が殺害された。NKVDによって、ウクライナの約100万人のドイツ人、約107万人のヴォルガドイツ人がシベリア、カザフスタンに強制移住させられ、うち20%の約41万人が輸送中または移住地に到着後に死亡し、他の少数民族ふくめて約80万人近くが殺害された。クリミアでのタタール人、ギリシア人、アルメニア人、イタリア人、ブルガリア人など18万3000人がバレンツ海方面へ、15万1000人がウズベキスタンに強制移住させられた。
強制収容所グラーグには総計1800万人〜2500万人が収容され、1930年から1953年までにグラーグでの死者数は150万から600万人にのぼった。
1930年から1937年にかけてのクラーク撲滅運動による死者数は650万人、農業集団化によるカザフ人の死者数は100万人、1932-33年の飢餓(ホロドモール)の死亡者数はウクライナで500万人、北カフカースで100万人、その他の地域100万人で合計1450万人が死亡した。
1930年代の集団化、飢饉、大テロルのスターリン体制の犠牲者の総数は1600万 - 2200万人、うち集団化の犠牲500万、飢饉による死亡500万 - 750万、大粛清による死者500万 - 1000万人とされ、戦後の犠牲も含めれば2500万人以上ともされた。
ソ連崩壊以降の資料公開に基づく計算では、1937年のソ連の人口は1億6200万人であり、1926年 - 1939年の過剰死亡者総数は790万人、ウクライナの1932年 - 1934年飢饉（ホロドモール）の被害は200万 - 300万人（出生率低下をふくめた人口喪失では350万 - 400万人）、その他の地域の犠牲は400万 - 600万人とされる。ただし、カザフスタンについては中国への流出と死亡が区別困難であり、また飢饉のなかで死んだため登録されなかった乳幼児が200万いたともされる。集団化による犠牲は50万 - 100万で、粛清による犠牲は150 - 300万人とされ、1930年 - 1953年の銃殺刑は80万人。
大粛清では80万人（NKVD統計では74万5220人）が処刑された。
第二次世界大戦後のドイツ人追放では、1500万人のドイツ人が強制移住させられ、200万人が死亡した。シベリア抑留では約57万5000人の日本人が強制収容所に収容され、うち約5万8232人が死亡した。
スターリンによる犠牲者の合計は、『The Great Terror』の著者であるロバート・コンクエストは、最初に3000万人と推定し、その数年後に2000万人に引き下げ、最終的にはソ連の全歴史を通じて少なくとも1500万人が死亡したと述べた。ソ連の崩壊とアーカイブの公開後、学者たちはより低い死亡者数を推定した。
ソビエト政権の崩壊後のアーカイブ後の計算から、飢饉で死亡しなかった人々は、どれだけ少なく見積もっても330万人だと推定されている。
ティモシー・D・スナイダーは2011年に、スターリンが約600万から900万人を殺したと述べた。

### 飢饉
スターリン政権下のロシアで発生した大飢饉は、ほかの地域にも影響を及ぼした。
ソ連時代のウクライナ・ソビエト社会主義共和国
ソビエトウクライナにおける犠牲者の総数は、現在では220万人から1000万人に及ぶと試算されている。当時のソ連は国際連盟への加盟をまだ認められていなかったが、国際連盟はソ連に飢饉への対応について勧告を行い、飢饉が収束したあとの1934年、加盟を認めた。
現代の多くの学者は、ソ連時代の飢饉はスターリン治下のソ連政府の方針によって引き起こされたものであることに同意している。その他の歴史学者は、1931年と1932年の不十分な収穫高は飢饉がもたらしたさまざまな天災によって引き起こされ、1933年の豊作によって飢饉は終結したと考えている。ソビエトおよびその他の歴史学者は、迅速な農業集団化が同じくソ連の迅速な工業化を達成させ、最終的に第二次世界大戦に勝利するために必要であったと主張する。
ウクライナで発生した大飢饉ホロドモールは、「ウクライナ人の大量殺人」と呼ばれることがある。この飢饉はソ連政府による企みであることを示唆しており、とくに政治的な要因と社会的な存在物としてウクライナ国家を破壊するためにウクライナ人が標的にされた。一方の歴史家たちは26の国々が公式に認めたこの飢饉がジェノサイド条約に該当するホロドモールへと至る政策であろうとなかろうと、異議を唱え続けている。
歴史学者のアラン・ブロックによると、「ソビエト全体の穀物量は1931年時のそれほど悪くはない ...ウクライナ人500万人もの犠牲者を出した飢饉は、穀物の不作ではなく国家の需要過多であった」という。スターリンは飢饉を緩和することができたであろう多数の穀物の備蓄の解放を拒絶し、その一方で穀物の輸出を続けた。ウクライナの農民は穀物を隠しており、それに応じて過酷で新しい集団農場の窃盗法を厳重に施行した、とスターリンは確信した。
教授のマイケル・エルマンは、ウクライナ人は1932年から1933年における大量虐殺の犠牲者となった、と結論付けている。より緩和された定義によれば、その主張は大量虐殺研究の分野の一部の専門家から支持されている。エルマンはまた、この大量のウクライナ人の死がソビエトによる大量虐殺（例:Polish Operation of the NKVD）でなければ、大量の犠牲者に関する事柄に関しては最悪であると主張している。
レーニン時代にも飢餓に見舞われていたウクライナ人の間では、飢餓への怯えから反ソ感情が激増した。そのことから、1941年のナチス・ドイツとソ連の開戦のときには、スターリンの恐怖政治からの解放についての期待が高まることになった（NKVDはウクライナから退却する際に再び大量殺戮を行っている）。しかし、その後の独ソ戦ではウクライナも激戦地となり（ナチス・ドイツもまた、ウクライナ人にとっては過酷な占領者であった）、500万以上の死者を出した。
第二次世界大戦の直後
ソ連は、1946年から1948年におけるソ連国内の大規模な飢饉（Famines in Russia and USSR）でおよそ100万から150万人が犠牲となった経済政策と資格授与制度、ならびに繁殖力の低下による第2の人口減少を経験した。
現代への影響
2006年11月28日、ウクライナの議会は「ソビエト時代の強制的な飢饉はウクライナ人に対する大量虐殺である」という議案を通しており、同国の大統領ヴィクトル・ユシチェンコ（当時）はホロドモールを非難している。これに対してロシア政府は「当時のソ連指導部の主要な敵は民族ではなく、富農などの階級が相手だった」「飢餓によりロシア人にも一定の死者が出ている」とし、ウクライナによる親西欧・反ロシア的な政治キャンペーンであると反発している。

### 工業化
ロシア内戦と戦時共産主義は、ロシア経済に壊滅的な影響を与えた。1922年の工業化による生産高は、1914年の13 %であった。経済の回復は、社会主義の枠内においてある程度の市場の柔軟性を許した新経済政策「ネップ」の下でもたらされた。スターリンの指導の下、この政策は1920年代後半に「五カ年計画」に差し替えるよう命ぜられた。これらは国の指導による急激な工業化という非常に野心的な事業と農業集団化を要求した。貿易をほとんど行わなかった共産党員と、近代的でない経済基盤に対する国際的な反応のため、スターリンの政府は、資本を工業に、富農から財産を冷酷に搾り取ることで再投資に費やしたものを確保するため、一般のソビエト国民の消費を抑制することで両方とも工業化に出資した。
1933年の労働者の実収は、1926年の頃のおよそ10分の1にまで落ち込んだ。強制収容所内の囚人と政治犯は、無報酬での労働を強制された。共産党員とコムソモールのメンバーらは、さまざまな建設事業のためにしばしば「動員」された。彼ら労働者への指導と、製造工程改善のため、ソ連は海外の専門家（イギリスのエンジニア、スティーブン・アダムズやアメリカのアルバート・カーンなど）を利用した。初期の破綻と失敗にもかかわらず、最初の2つの五カ年計画は、非常に低い経済基盤から迅速な工業化を成し遂げた。通常、ソ連がスターリンの指導の下で経済成長を遂げたことに同意される間に、正確な成長率については論争がある。しかしながら、これらの成長が、数百万人もの人間の死の上で成し遂げられたということについては議論の余地はない。
ソ連の公式の目算は、年間成長率を13.9 %と述べていた。ロシア人と西欧人は、5.8 %、さらには2.9 %という低い数字を示した。実際に、ある予測では、ソ連の経済成長率はスターリンの死後に一時的に非常に高くなっていた。ロバート・ルイスによれば、前もって遡ると、ソ連経済を近代化するのに五カ年計画は大幅に役立ったという。
新製品が開発され、既存の生産の規模と効率は著しく増加した。一部の革新は、土着の技術開発や、導入された海外の技術に基づくものであった。

### 社会事業
ソ連政府の下、国民は社会的な自由化による利益と恩恵を受けた。少女は十分かつ平等な教育を施され、女性は就職においても平等な権利を得て、自分と家族の生活を改善させた。スターリン時代の発展は、寿命と、典型的なソビエト国民の生活の質を上げたことで、健康管理の進歩に寄与した。スターリンの方針は、健康管理と教育をソビエト国民なら誰でも関われるようにし、チフス、コレラ、マラリアへの感染の恐れが事実上ない第一世代を作り上げた。これらの病気の発生は最低を記録し、寿命は10年単位で伸びた。スターリン治下のソビエトの女性たちは、出産前の胎児の検診では病院の安全装置の下で出産可能な最初の世代であった。
教育は、経済発展後の生活水準の向上の例でもあった。スターリン治下に生まれた世代は、ほぼ例外なく読み書きができる世代であった。1930年代には、数百万の人間が、大規模な識字能力運動、そして労働者訓練制度による恩恵を受けた。技師たちは産業技術を学ぶため海外に送られ、外国の技師数百人が契約によってロシアに連れてこられた。輸送関連が改良され、新しい鉄道が多く造られた。彼らの割り当てがスタハノフ運動参加者のそれを超えた労働者は、その奨励金を受け取った。彼らは、急速に拡大するソビエトの経済によって大量生産された商品を買う余裕があった。工業化による需要の増加と、第二次世界大戦による労働人口の減少に起因した抑制は、生存者、とくに女性専用の求人広告の大幅な拡大を引き起こした。

### プロパガンダ
国内では、スターリンは自らを「大祖国戦争」においてドイツに対する勝利ヘ導いた偉大な戦時指導者として宣伝し、その結果、1940年代の終了までに、強力なプロパガンダ活動によってソ連のナショナリズムは増加した。多くの科学的な発見は、ソ連の研究者によって「取り戻された」。例として、
- ジェームズ・ワットの蒸気機関はチェレパノフ親子による発明
- トーマス・エジソンの白熱電球はヤブロクコフとロディジンによる発明
- グリエルモ・マルコーニの無線通信はポポフによるもの
- ライト兄弟の飛行機はモジャイスキーによる発明

とされた。また、第二次世界大戦前から戦後にかけて、スターリンを偉大な戦時指導者として、また、多民族国家であるソ連の指導者として賞賛する多数の映画とポスターが製作された。実際スターリンとレーニンはそう親密ではなかったのだが、親密であったように見せかけるために多くの写真が改竄され（例として、上記のスターリン、レーニン、カリーニンの3人が映っている写真は、集合写真から切り出されたものである）、多くの絵画や彫刻が作成された。それらはどれも、「偉大なる同志レーニンを補佐する偉大なる指導者スターリン」といった調子のものであり、「レーニンと親しげに談笑するスターリン」や「同志レーニンに内戦の状況を報告するスターリン」など、実際にはありえない題材ばかりであった。前述のように、革命直後の彼はグルジアなどに派遣されており、レーニンに「状況報告」できるような立場にはいなかった。それどころか、スターリンはポーランド・ソビエト戦争のとき自分の戦功を優先してトゥハチェフスキーを適切に支援しなかったとレーニンに糾弾され、革命軍事会議議員から罷免されてすらいる。当然、これらの事柄は完全に無視され、隠蔽された。
また、大粛清などで粛清された人物が載っているポスターや写真も改竄された（壇上で演説するレーニンの写真においては、引き続き階段で待機していたトロツキーを削除している）。これらのポスターや写真を持っている個人は、粛清された人物の顔を切り抜くか、黒く塗り潰すよう求められた。塗り潰されていない写真を持っていること自体が犯罪であるとされ、もし秘密警察に見つかればそれだけで処刑される可能性すらあった。
ほかにも、スターリンを誹謗中傷するような言動は厳禁とされ、家族や友人の間での些細な冗談であっても、密告によって逮捕・粛清される危険があったため、国民は細心の注意を払わねばならなかった。

#### 個人崇拝
スターリンは、ソ連周辺にてレーニンと自身の個人崇拝を作り上げた。レーニン廟の創設者による遺体防腐処理は、レーニンの未亡人であるナデジダ・クルプスカヤの異議に反して実行された。自らの思想をマルクス・レーニン主義として定式化し、レーニンをマルクスの正統な後継者と位置付けた。
スターリンは大いなる敬愛と崇拝の対象となった。歴史上の多くの個人崇拝が、彼のそれとたびたび比較された。数多くの街、村、都市はソビエトの指導者の名前から取られ、多くの都市がスターリンの名前を含むように改名し（それらの都市や地名のリスト）、多くの賞がスターリンの名前を冠するようになった。例えばスターリン国家賞やノーベル平和賞のソビエト版と言われるスターリン平和賞などである。政権の推移に伴って名称がしばしば変更されており、いずれもソビエト連邦の崩壊とともに廃止された。
また、スターリン（もしくはスターリンとレーニン）の彫像が大量に作成され、ありとあらゆる場所に設置されたが、当然これらもスターリンを称賛するプロパガンダの一環として建設されたため、上記の容貌の部分に書かれてあるような欠点は全て「修正」されていた。また、彫像のようなものだけではなく、文学や音楽、さらに詩集にもスターリンを神の如く賛美するものに満ち溢れていた。それらの作品の中には、第二次世界大戦を1人で終結させたといった荒唐無稽な内容のものが多い。また、1944年発表のソビエト連邦国歌にスターリンの名前が現れるほどの凄まじい個人崇拝がまかり通っていた。1948年には『スターリン小伝』という本が出版され、「最も偉大な統領」といった美辞麗句が大量に散りばめられた本であるが、この中にスターリン自ら書き加えた箇所がある、とフルシチョフは暴露している。その文章は「スターリンは、党と人民の統領としての課題を立派に果たし、全ソヴィエト人民の支持を完全に獲得していたが、反面、自分の活動の中に、自慢、高慢、うぬぼれなどの影が少しでも見えるのを許さなかった」という。
しかし、これらの事物はスターリンの実像を大きく歪めた。数多くの記念碑や像によって、スターリンがかつてのロシア皇帝アレクサンドル3世とは異なり、長身で頑強な男性であると仮定することは容易である。また、これらの作品を書いたり作ったりした人物全員が、例えばヴァノ・ムラデリに代表される筋金入りのスターリン崇拝者でない限りは、スターリンに心酔していたということをすぐには意味しない。そのように心酔しているふりをしなければならないという、一種の強迫観念と社会環境に囚われていた可能性は否定できない（スターリンが気に入らない者は容赦なく粛清されるため）。

## 逸話
権力の絶頂期、よく側近を呼んでパーティーを開いていたが、食事は、最初に採るということは絶対にせず、部下に毒見をさせてからその料理を食していた。パーティーは明け方まで続くことが多く、睡魔に襲われてうとうとする出席者がいるとスターリンはトマトを投げつけたという。
スターリンが赤の広場など公衆の面前に姿を現すときは、徹底的にNKBDにより観客の身体検査が行われた。さらに、観客の両側で青い帽子を被った秘密警察の隊員らがその様子を終始監視したという。また、式を見下ろすことができる建物の窓は全て占拠され、狙撃手が配備された。立ち入り禁止区域にうかつに入った人間は即座に射殺されたといわれる。その一方で、執務室に入る人間に対して身体検査は行われなかった。
またスターリンは、自分のプライベートやその時間を邪魔されることを極度に恐れ、障害となるものを徹底して排除しにかかっていた。アブハジア地域の別荘で就寝していた深夜の時間、犬の遠吠えで目が覚めたスターリンは「私を眠らせないのは誰の犬だ？」と護衛に尋ねたという。護衛から近所の犬であることを伝えられた彼は「ならその犬を見つけて撃ってしまえ」と命令したという。
翌朝、目を覚ましたスターリンが犬は死んだのかどうかを護衛に訊ねると、護衛は「あの犬は盲導犬であり、追い払いました」と答えた。するとスターリンは「ではその犬を連れてこい」と喚き、護衛によって連れてこられた盲導犬を自らの手で射殺したという。そして直後に「今度命令に背いたら、お前もこうなるのだ」とその場に立ち合った護衛に告げたとされている。
他に、粛清した政敵の写真を見て悦に入りながら、自身の故郷のグルジアワインを愛飲するという残虐な一面を見せていたことも語られている。一方で特異なユーモアのセンスを示す逸話も存在する。政治管理局局長メフリスが、愛人をたくさん抱えている元帥のことを報告すると、スターリンはしばらく沈黙した。メフリスが言わなければよかったと後悔すると、スターリンは子供のように笑いを浮かべて「なんともうらやましい限りだ」と言った。別の元帥に対しては、「君はなぜ1937年に逮捕されなかったのか？」と何度もいじめた。元帥の妻は夫がシベリア送りになることを覚悟する。やがて戦争が終わると、元帥達を前にして「我々は苦難と勝利の喜びを共に味わったが、冗談を言う余裕もあった。そうだろう、元帥殿」と笑った。

### 内通疑惑
一部のボリシェヴィキ党員は、スターリンを「オフラーナの工作員」として訴えたことがある。帝政支持者による迫害からの逃亡は、スターリンにとっては容易なことで、刑罰も非常に軽かったため、スターリンがオフラーナの工作員であるという噂も立った。裏切り者を探し出すという彼の取り組み（1909年）は、党内で多くの対立を引き起こした。スターリンはオフラーナの命令で故意に争いを引き起こしたとして、一部の党員が彼を訴えようともした。メンシェヴィキ党員のen:Razhden Arsenidzeは、スターリンが同志を裏切った、と述べた。
1916年、ボリシェヴィキ党員のステパン・シャウミャンは、スターリンを「オフラーナの工作員」であるとして直接訴えた。彼の個人秘書であるオルガ・シャトゥノフスカヤによると、これらの意見はスタニスラフ・コシオール、イオナ・ヤキール、その他著名なボリシェヴィキ党員らの意見を共有させたものという。噂は、流刑からの脱出の際にオフラーナのバッジを使ったことをスターリンから伝えられたDomenty Vadachkoryという人物による回顧録がソ連国内で出版されたことで補強された。刑務所からの複数回の逃亡と亡命をスターリンが軽視していたことも、疑惑を増大させる原因となった。スターリンがオフラーナに協力していたという確かな証拠はいまだ見つかってはおらず、メディアが出版したオフラーナによる嫌疑がかかっているスターリンに関する2、3の報告書は、捏造されたものと見られている。
ロシアの作家エドワード・ラジンスキーの本『スターリン』では、情報提供者がレーニンによって選ばれ、スターリンがロマン・マリノフスキーと同様にオフラーナのために働くふりをする二重スパイであったかもしれないと示唆している。別の歴史家サイモン・セバーグ・モンテフィオーリは、残存しているオフラーナの全ての記録から、スターリンは革命家であり、決してスパイではないことが分かったと述べている。1967年にスターリンの伝記を書いたエドワード・エリス・スミスは、スターリンがオフラーナの捜査網から逃れられるには疑わしく、旅行を妨げられず、収入源なしで民衆を煽り立ていたとして、スターリンはオフラーナのスパイであると唱えた。その一例として、1901年4月3日に発生したトビリシのグルジア社会民主党の主要な党員のほとんどが（スターリンを除いて）逮捕された急襲事件がある。このときのスターリンは麗らかな春の陽気を味わい、「革命なぞ糞喰らえ」と真剣に考えていた。

### スターリンノック
共産党員以外の一般の国民たちも、スターリンによる犠牲者であった。大粛清の時代、早朝のまだ空が薄暗い時間帯に自宅のドアをノックする音が聞こえ、住人が何事かと出てみるとNKVD（内務人民委員部）の人間が立っていた。住人はその瞬間、何が起きたか悟った。NKVDは、家の中を片っ端からひっくり返して「証拠」を探すのである。住人は「黒いカラス」とよばれる囚人護送車に乗せられ、ルビヤンカに連行させられた。そこで、NKVDの人間から詰問され、容疑者が罪を自白するとその自白を基に調書が作られた。容疑者が容易に自白しなければ、拷問も含めた厳しい尋問が行われた。
これがいわゆる「深夜のスターリンノック」である。スターリン時代のソ連ではこれが日常茶飯事であり、一説に36～38年の大粛清期に100万人が銃殺され、数百万人がグラーグなどの強制収容所における過酷な労働の末、死亡したと言われる。
スターリンはもともと人間不信であったことが知られていたのだが、権力を得る過程において独裁者にありがちな周辺人物への疑いと不信の意識が加わることにより、国民に対しても猜疑心が極限まで加速していたのである。

### 恩師
スターリンがいた神学校では生徒たちは厳しく教育されたが例外もあった。ベリャーエフという善良で柔和な視学官がいたが、生徒たちは彼のことを恐れず、それゆえに尊敬もしなかった。ある日、ベリャーエフは生徒たちを洞窟の史跡に連れて行った。途中に濁った広い川が流れており、生徒たちは飛び越えたが、ベリャーエフは肥っていたために飛び越えることができなかった。生徒の1人が川に入って教師に背中を差し出し、ベリャーエフはそれを踏み石代わりにしてようやく川を越えることができた。これを見たヨシフ少年（スターリン）は小声で「ロバかい、おまえは？おれなら神さまにも背中を差し出したりしねえよ」と言い、それがみんなに聞こえた。「スターリンは病的なまでに自尊心が強く、さんざん卑しめられた者によくあることである」とエドワード・ラジンスキーは述べている。

### 家族・肉親
スターリンは、帝政時代において少数民族であり一般のロシア人より格下と認識されていたグルジア人であったことや、貧困層の出という身の上から幼少期からの交流は少なかった。加えて自身の身長が低かったことなど体格に恵まれない面から、抱えるコンプレックスは相当なものでひたすら劣等感の強い人物であった。
彼は妻子などの配偶・近親者にも心を開くことはなく、多くの近親者も不幸な最期を迎えている。1905年、スターリンは最初の妻であるエカテリーナ・スワニーゼと結婚し、長男のヤーコフをもうけるも、エカテリーナは25歳で病没した。
また、ヤーコフに対しては厳しく接したため、その苦しみからヤーコフは拳銃自殺を試みたが失敗した。それを知ったスターリンは「やつは拳銃を真っ直ぐに撃つことすらできない」と呟いたという。
独ソ戦でヤーコフがドイツ軍の捕虜となったときは「捕虜見殺し命令」を出したあとであった。スターリングラード攻防戦での戦いで降伏したドイツの陸軍元帥フリードリヒ・パウルスと、ヤーコフの解放を条件にした交渉を提示してきたドイツに対して、スターリンは「ナチスに寝返った息子などいない」と返答して申し込みを拒絶した。彼は、息子が自分を困らせるためにわざと敵に捕まったのだと考えていたのである。
スターリンは父親としての愛情を微塵も見せず、「男なら堂々と死ねばよいのに」と怒る傍らで「私の息子ヤーコフの命はあなた（パウルス）の手中にある。あなたが捕虜数百万人全員を解放するか、あるいは私の息子は彼らと運命をともにするだろう」と述べ、捕虜交換による釈放には一切応じなかった。
しかしのちにゲオルギー・ジューコフがヤーコフの安否を聞いたとき、スターリンは「あいつは死を選ぶだろう」と沈痛な面持ちで話し、食事に手をつけなかった。その言葉どおり、ヤーコフは自身が収容されたザクセンハウゼン強制収容所内の電気柵に突進して自殺したといわれている。
自分の肉親にも冷酷なスターリンであったが、母親のエカテリーナには頭が上がらなかった。彼女は息子の計らいでカフカースの宮殿に住んだが、小さく粗末な一室で質素な生活を続け、グルジアのジャムや果実を毎年のように息子に送り、息子と息子の妻に手紙をよく書いていた。1935年、死が近付いた母に会いにスターリンがカフカースを訪問した際、エカテリーナは「ヨシフ、お前はどんな人になったの？」と聞くと、スターリンは「お母さん、僕はツァーリみたいな仕事をしてるんだよ」と答えた。これに対してエカテリーナは、「司祭になってもらいたかったのにねえ」と嘆息した。エカテリーナのこの言葉に国中が沸いたという。
一方で晩年のエカテリーナを診た医師N・キパシーゼは、彼女から「ある時、酔った父が幼い息子のヨシフを持ち上げて、力任せに床に叩き付けた。そのために幼子は何日か血尿が止まらなかった」という話を聞いた。夫が酔って暴れ始めると、エカテリーナは怯えきっている幼子を抱きかかえて近所へ逃げた。
だが苦しい労働に鍛えられたエカテリーナは力が強くなり、夫との掴み合いの喧嘩を恐れなくなった。ヴィッサリオンがトビリシに去ってから家の主人となったエカテリーナは、拳骨を息子へのしつけのため向けた。言うことを聞かなければ、息子を容赦なくぶった。晩年の母を見舞ったスターリンが「どうしてお母さんは僕をあんなにぶったのですか？」と尋ねたのはこのためである。この「ぶつ」という言葉は「育成」を意味した。
グルジア系ユダヤ人のハナ・モシアシヴィリは、少年のスターリンを「おぞましい家庭生活が、彼の心を冷酷にした。彼は図々しく、乱暴で、強情な、どうにも我慢のならない子だった」と述べている。
「ヨシフ・スターリン」という名の曾孫が生存しており、2007年にトビリシ・シンフォニー・オーケストラとともにコンサートを行った。

### 政府要人・党幹部
スターリンの猜疑心は、年とともに強まった。70歳の誕生日の祝いにベリヤが立派な別荘を贈呈し、スターリンはその別荘を見にいった。しかし、美しい樹木に囲まれているのが気に入らず、「これは何かの囮かな?」と言うなりさっさと帰っていった。その後、スターリンがその別荘に行くことは二度となかった。
1945年6月24日、モスクワにて対ドイツ戦の戦勝パレードが行われた。ロシアの慣習では、勝利した司令官が騎乗することになっていて誰もがスターリンにその栄誉が与えられると思っていた。だがその1週間前、スターリンは、「私は年をとったので乗れんよ」と断り、ジューコフ元帥を指名した。翌日、ジューコフの下にスターリンの次男ワシーリーが来て、「ここだけの話ですが、昨日父は乗馬の稽古中に落馬して肩と頭を打ってしまった。父は忌々しげにつばを吐いてジューコフにさせろと言ったのです。その馬に乗るのです」と耳打ちした。ジューコフは感謝し、スターリンを振り落とした馬で練習を行い、本番で見事に乗り回した。
1938年3月15日、スターリンの盟友ブハーリンが処刑された。ブハーリンは死の直前、スターリンに最後のメッセージを送っていた。「コーバ。なぜ私の死が必要か?」の出だしで始まるこのメッセージは、スターリンが自身の机の引き出しに入れたまま、スターリンの死後まで公開されなかった。
1936年、大粛清の真っ只中、軍司令官のイオナ・ヤキールが、処刑される直前にスターリン宛に冤罪を訴えるメッセージを送った。スターリンはそれに「悪党」、さらに「淫売」と書き込んだ。それに続けて、スターリンの部下たちも彼を罵倒する言葉を次々と書き込んだ。のちに彼が、「スターリン万歳」と叫んで銃殺されたことを聞いたスターリンは、ヤキールを「偽善者めが！」と罵った。また、彼の境遇を哀れんで処刑時に不意に涙を流したといわれる銃殺隊長も、のちに処刑された。
1939年の冬戦争で赤軍は大した作戦も立てずに侵攻した結果、ゲリラ戦を取るフィンランド軍に対し、おびただしい犠牲を出した。スターリンは、旧友であり元帥でもあるクリメント・ヴォロシーロフに全ての責任をなすり付け、夕食会の席上、衆人の前で彼を口汚く罵った。しかし、それまで一度もスターリンに歯向かったことがなかったヴォロシーロフもこの時の侮辱には我慢できず、「（敗戦の責任は）あなたの粛清だ！、多くの優秀な軍人たちが殺されたからだ！」と激昂し、更に食事がつけられている大皿をテーブルの上にひっくり返した。スターリンはすぐさまヴォロシーロフを罷免したが、さすがに反省し、追放されていた軍人たちを急遽呼び戻した。ヴォロシーロフはその後もクレムリンで生き残り、ソビエト最高会議幹部会議長になっている。

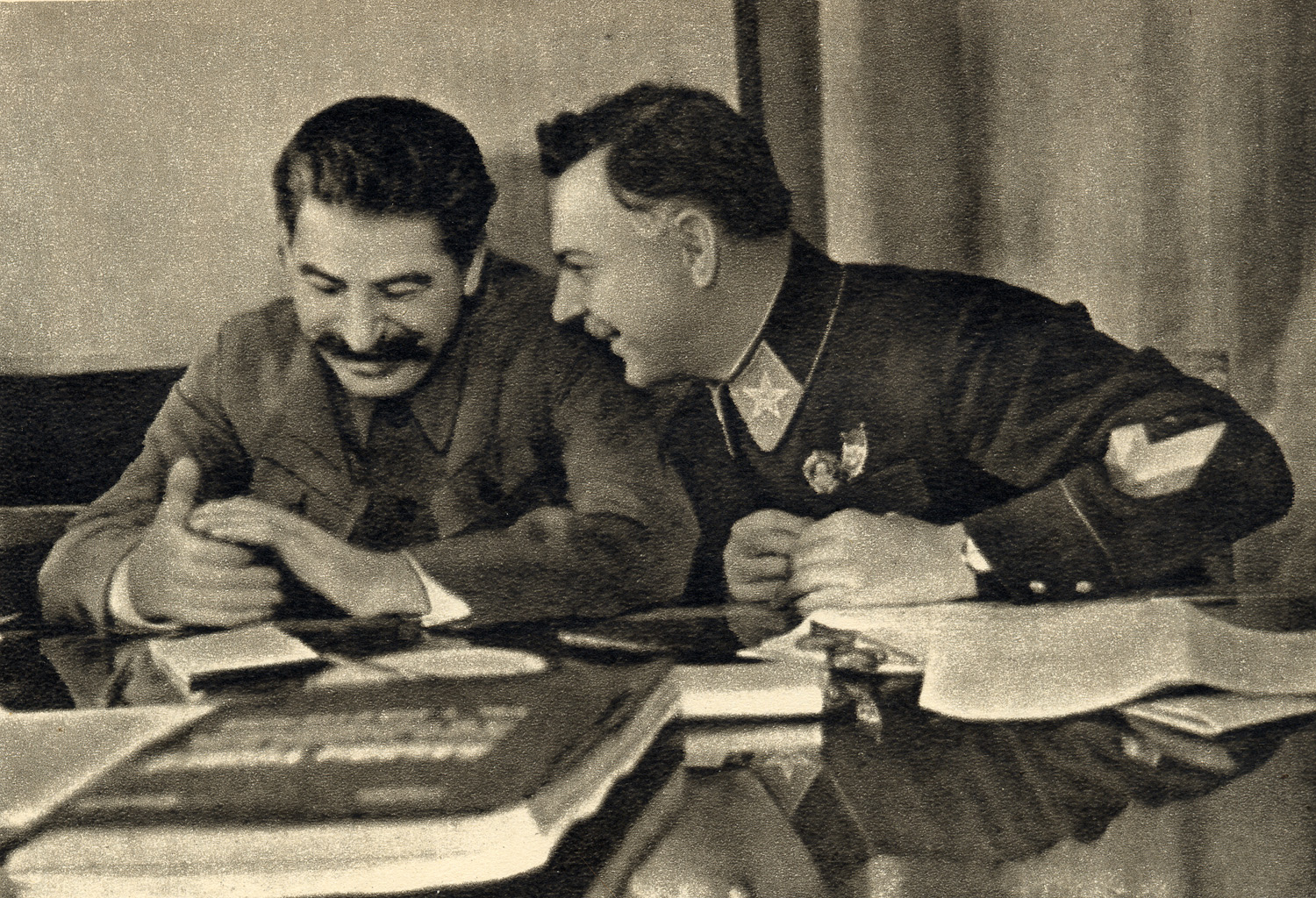
クリメント・ヴォロシーロフ（右）と（1935年12月）

独ソ戦の最中、スターリンは将官を呼びつけて無理難題を強いた。そのときの返事次第では、スターリンの顔色が青ざめて残酷な目つきになった。とくに瞳が黄色を帯びると、相手はどう返事してよいか分からなかったという。
1944年6月、連合国はノルマンディー上陸作戦を開始した。その作戦名が「オーバーロード」と聞かされたスターリンは「それはどういう意味かね？」とモロトフに尋ねた。モロトフが「大君主あるいは支配者の意味です」と答えると、スターリンは気分を害した。「支配者は西からではなく、東からドイツを攻めるべき」と考えていたためであった。

### 外国要人と

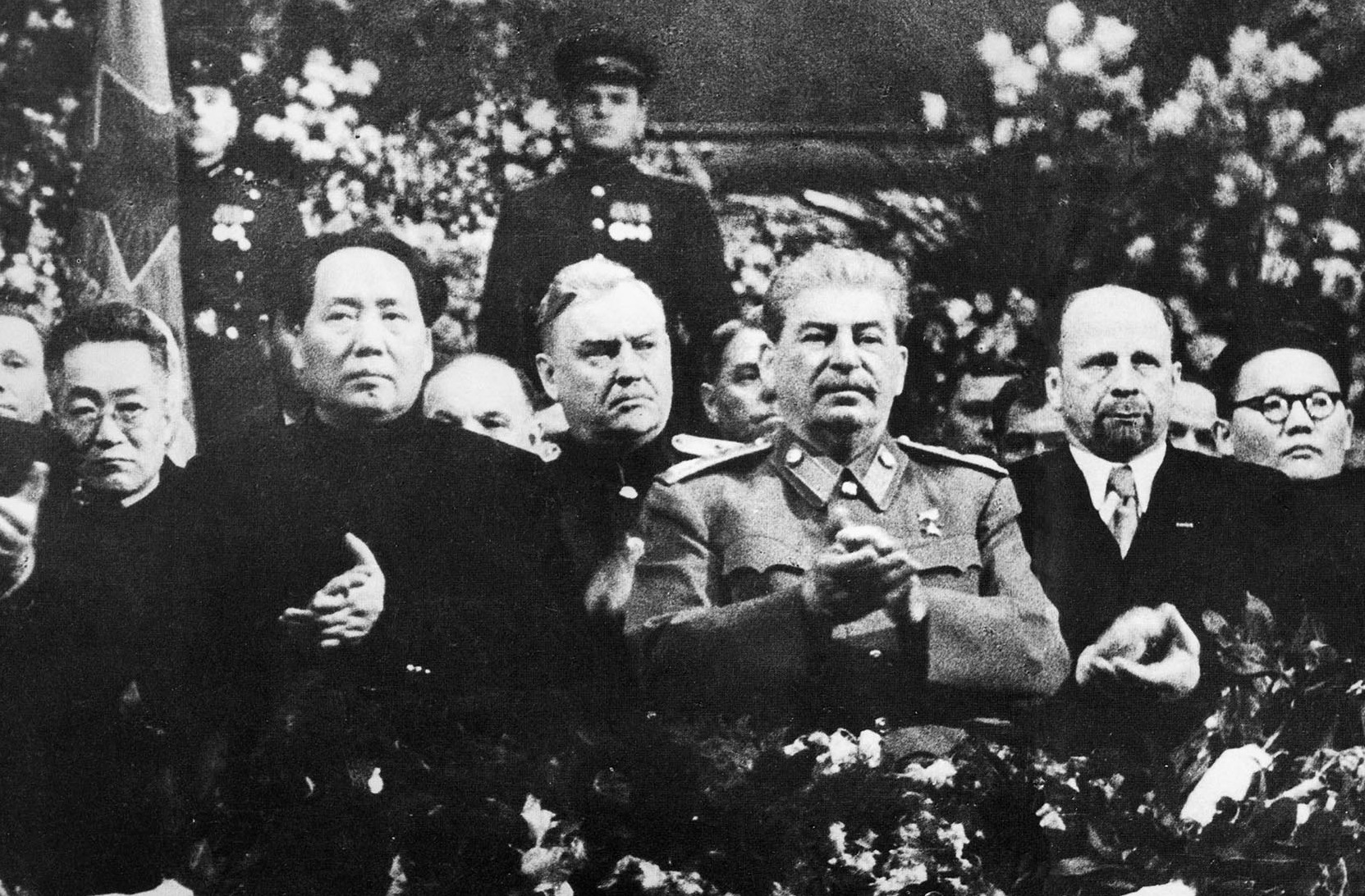
1949年12月、毛沢東、ブルガーニン、ウルブリヒト、ツェデンバルらとスターリン

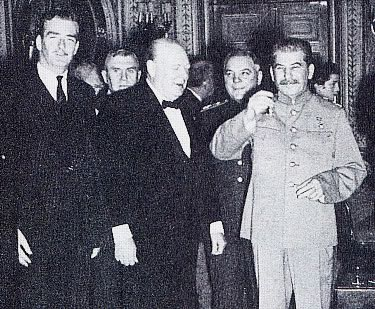
イギリスの首相ウィンストン・チャーチル（写真中央）と

猜疑心の強いスターリンはホー・チ・ミンと初めて出会ったとき、スパイと疑っていた。ホー・チ・ミンはスターリンに会えた感激のあまり、スターリンにサインを求めた。スターリンはこれに不承不承に応じた。しかし、部下に命じてホー・チ・ミンの留守中にサインを強奪して取り戻し、ホー・チ・ミンが、サインがないことに気づいて慌てていた様子を聞いて喜んでいたという。
1941年の日ソ中立条約調印後のレセプションの場で、スターリンは外務大臣（当時）の松岡洋右に「プロフェッサー・コニシをご存知かな。是非お会いしたいのですが」と尋ねた。「コニシ」とは、京都大学の教授であった小西増太郎（1862 - 1940）のことで、留学中にモスクワの下宿で若き日のスターリンと部屋が隣であり、親交を結んでいた。1940年の暮、小西は近衛文麿の密命を帯びてスターリンと面談するためロシアに渡ることに決まっていたが、その直前に急逝していた。スターリンはそのことを知らなかったようである。
毛沢東を小物扱いしており、革命の熱気が高まればすぐ溶けるという意味合いで「マーガリン共産主義者」などと呼んでいた。1949年12月の初対面では、毛を自らの誕生日を祝う宴会で隣席に招いたものの、政治的な意見の対立もあって両者は打ち解けなかった。それでも、二人は、長時間の間、料理とワインを味わいながら両国間の懸案事項、東洋の思想について話し合った。特に毛が国家建設のたとえとして中国の伝説である「愚公山を移す」を話すと、スターリンは興味を持ち、「私たちが力を合わしたら山を掘り崩すどころではありますまい。」と同意を示したこともあった。翌年2月、毛は市内のメトロポールホテルにてお別れの宴会を催し、スターリンは差し入れをもって出席した。クレムリンか別荘の宴会にしか出席しないスターリンにとっては異例のことであったが、スピーチで「チトーのように勝手な真似をすると惨めなことになりますよ」と脅迫めいたことを述べて毛を牽制した。

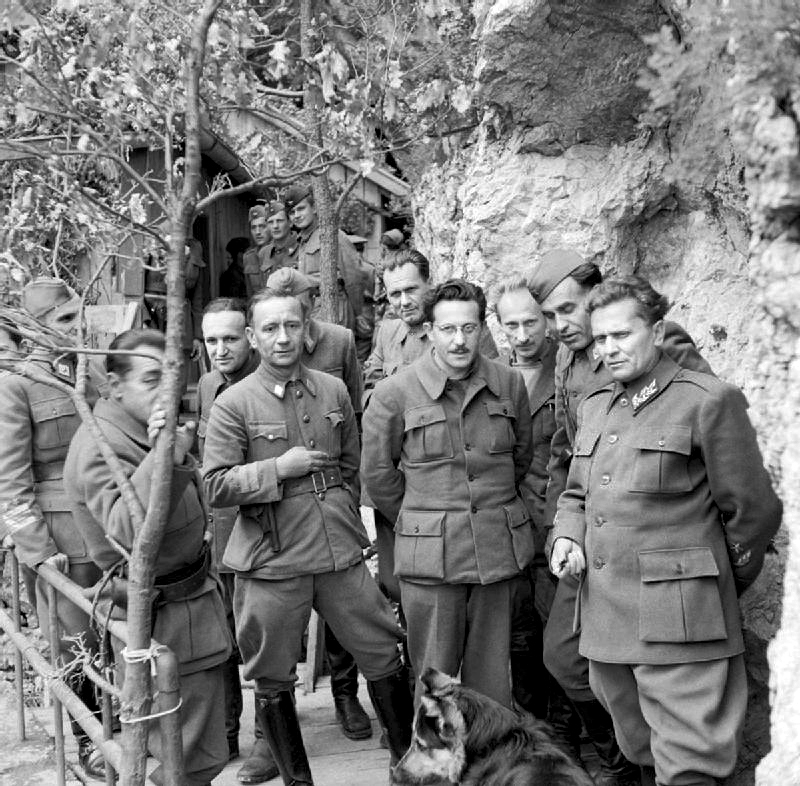
ヨシップ・ブロズ・チトー（右端の人物）

ウィンストン・チャーチルは本来反共主義者であるが、「ヒトラーを倒すためなら私は悪魔とでも手を組むだろう」と発言した。この「悪魔」というのはソ連=スターリンを指す。一方のスターリンは、同じ連合軍としてともにドイツと戦い抜いたチャーチルを好意的に捉えていたようである。
1942年8月15日、第二回モスクワ会談でスターリンとチャーチルが会談した。スターリンは「神のご加護がありますように」と言い、チャーチルは「もちろん、神は我々の方についていますとも」と頷いた。するとスターリンは「当然ながら、悪魔は私の方についていますから。我々が力をあわせれば、共通の敵を打ち倒せるでしょう」と笑った。チャーチルの演説を引用したのである。さらにチャーチルを自宅に招き、モロトフや娘だけの夕食会を開いた。
1944年10月、ルーマニアやギリシャの分割についてチャーチルと話し合い、スターリンはチャーチルが持参した紙切れに青鉛筆でチェックを入れた。長い沈黙が続いた後、スターリンは「数百万人の運命に関わるこれらの問題を、このような無造作なやり方で処理してしまった。ずいぶん利己的だと思われないでしょうか？この紙は焼いてしまいましょう」と提案した。チャーチルとの会談では、「私は心の中で保守党が勝利するものと確信しています」と告げた。チャーチルが弱気になると、イギリス国民は貴方を支持するだろうと励ました。ポツダム会談の途上でチャーチルが選挙に敗北したため、後継のクレメント・アトリーが来訪した際に「西側の民主主義とはちっぽけなものよ。偉大なチャーチルを、小物のアトリーと交代できないものか」と嘆いたとされる。
1942年8月、第二回モスクワ会談のため訪れたチャーチルを、スターリンは多彩なオードブル、キャビア、グルジア料理、ロシア料理、フランス料理、最高の食器とワインで出迎えた。モスクワでは飢餓が進んでいると思っていたチャーチルは、ロンドンからサンドイッチを持ってきていた。一方のチャーチルは、1942年春にモロトフをロンドンに迎えた際、オートミールと代用コーヒーを出した。スターリンは「それが民主主義の安っぽい芝居なのだよ」と忠告した。
ユーゴスラビア連邦人民共和国の指導者であるヨシップ・ブロズ・チトーは第二次世界大戦中にスターリンの支援を受けていたが、大戦後はソ連の支配から自立する動きを見せた。これに対し、スターリンは軍事顧問団および民間専門家の引き上げの通告で応えた。さらにスターリンは、ユーゴスラビア内の親ソ派を使って政権転覆を目論んだ。チトーも負けずに親ソ派の粛清に乗り出した。その後、コミンフォルム大会においてユーゴスラビアは「殺人者とテロリストが支配する国家」と激しく非難されコミンフォルムを除名された。スターリンはチトーを暗殺するために刺客を送り込むが、チトーは逆に自身の秘密警察に暗殺団を全員検挙させた。チトーは直後にモスクワのスターリンへ電話をかけ、「どうしても考えを改めないつもりなら一人の男をモスクワに送る。それで全て解決するだろう」と話した。スターリンはユーゴスラビアを支配下に置くことを諦めた。
朝鮮戦争の際、毛沢東は「中共軍の装備は貧弱であり、数個師団では米軍に対抗できない」と考え、また、アメリカ、中華人民共和国、ソ連をも巻き込んだ全面戦争への発展を恐れて、参戦をためらった。しかしスターリンは次のような手紙を毛沢東に送った。「私としては（アメリカとの全面対決を）恐れるべきではないと考える。我々はアメリカ、イギリスよりも強いからだ。もし戦争が不可避ならば、今戦争になった方がよいだろう。アメリカの同盟者として日本軍国主義が復活し、アメリカと日本にとって李承晩の朝鮮（韓国）が大陸における彼らの前線基地となる数年後よりも、今がいいのである」。
第二次世界大戦中、スターリンはモスクワ郊外の別荘にポーランド共産党書記長ヴワディスワフ・ゴムウカとボレスワフ・ビェルト（後のポーランド人民共和国初代大統領）を呼び寄せた。彼らを迎えたスターリンは酒を飲んでいたのか、しこたま酔った口調で外相のモロトフと2人でビェルトを別室に連れ込んだ。すると、別室でスターリンが突然「おまえ、この野郎、ポーランドで何をやっているんだ！おまえはどんな共産主義者なんだ！農業改革のペースも遅いし、敵への態度も穏健すぎる。国内政策で革命的手段が足らんぞ、この野郎！」と怒鳴り上げた。ビェルトはスターリンが酒に酔った勢いで何か冗談を言っているのかと勘違いして笑っていたが、今度は近くにいたモロトフが、「この馬鹿、何故笑っているんだ。これは冗談ではない」とたたみかけた。ビェルトの顔からたちまち笑気が消え失せ、恐怖におののいたビェルトは、「不満があるなら政治局員を辞める用意がある」と述べた。これに怒ったスターリンは、再びビェルトに罵声を浴びせたという。
イラクの元大統領サッダーム・フセインはスターリンに関する本を持っており、スターリンの政治手法を興味を持っていた。ただ、フセイン自身は反共主義者でスターリンを「無神論者」と嫌っていた。また、ベラルーシの大統領アレクサンドル・ルカシェンコは、スターリンとヒトラーの両方が好きだという。

## 著作物
- 『スターリン全集』（英語版）全13巻、外国語出版（モスクワ）、1954年 - J.V.STALIN Internet Library
- 『無政府主義か社会主義か』
- 『十月革命への道』
- 『レーニン主義の基礎』スターリン全集刊行会翻訳 大月書店 1952年 ISBN 4272820109
- 『レーニン主義の諸問題によせて』
- 『民族問題とレーニン主義』
- 『わが党内の社会民主主義的偏向について』
- 『中国革命の見通しについて』
- 『トロツキー主義かレーニン主義か？』
- 『弁証法的唯物論と史的唯物論』
- 『マルクス主義と民族問題』
- 『ソ同盟の偉大な祖国防衛戦争』
- 『マルクス主義と言語学の諸問題』
- 『ソ同盟における社会主義の経済的諸問題』

全集は大月書店より刊行された。全集に収録されなかった著作には、大月書店『スターリン戦後著作集』に収められている文献もある。

### 日本語訳
- 似而非レニン主義の克服 益田豊彦訳. 共生閣, 1927.
- 支那革命の現段階 ブハーリン共著 蔵原惟人訳. 希望閣, 1927.
- 支那革命の諸問題 高山洋吉譯. 叢文閣, 1927.9.
- 資本主義安定の諸問題 ジヤン・ステン,ロゾヴスキー共著 広島定吉訳. 白揚社, 1927.4.
- 新ロシア問答 益田豊彦訳. 希望閣, 1927.5. レニン主義の諸問題
- ソヴェート聯邦の内外政策 山内封介譯. 白揚社, 1927.
- トロツキーズムとレーニズム 荒井眞次譯. 共生閣, 1927. レーニズム叢書
- レエーニニズムの基礎 河合勝三訳. プレブス出版社, 1927.7. イスクラ・パンフレット（1927年に発売禁止処分[492]）
- レニニーズム 千葉太郎譯. 白揚社, 1927.
- レニン主義と民族問題 松本篤一譯. 希望閣, 1927. レニン主義の諸問題
- 資本主義安定の最新現象と國際状勢について ブハーリン共著 岡田, 鳥海共譯. 南宋書院, 1928.
- 十月革命への道 佐野学,西雅雄訳編 白揚社, 1928. スターリン・ブハーリン著作集;第7巻
- 世界資本主義の安定より危機へ ブハーリン共著 広島定吉訳編. マルクス書房, 1928.6.
- 人間レニン クルプスカヤ共著 瓜生信夫訳. 希望閣, 1928.
- プロレタリア政治学 近藤栄蔵訳. 無産社, 1928.12.
- レーニン主義序論 高山洋吉譯. 希望閣, 1928. マルクス主義文庫
- レーニン主義の基礎 佐野學,西雅雄 編輯. スターリン・ブハーリン著作集刊行會, 1928.
- レーニン主義の爲の鬪爭 佐野學,西雅雄編輯. スターリン・ブハーリン著作集刊行會, 1928. スターリン・ブハーリン著作集 第12卷
- ロシア共産党第十五回報告演説 秋田篤訳. 希望閣,1928.6.
- 我党と反対派 島田元麿訳. 平野書房, 1928.
- 國際無産階級運動 ブハーリン 佐野學,西雅雄 編輯. 白揚社, 1929. スターリン・ブハーリン著作集 第16卷
- 社會主義建設の爲の鬪爭 ブハーリン 佐野學,西雅雄 編輯. 白揚社, 1929. スターリン・ブハーリン著作集 第10卷
- 報告と討論の結語 ブハーリン共著 佐野学,西雅雄共編. 白揚社, 1929.6. スターリン・ブハーリン著作集 第11巻
- マルキシズム的指導に對する二文献 ブハーリン共著 和田英二譯. 希望閣, 1929. マルクス主義文庫
- マルクス主義入門 ブハーリン共著 佐野学, 西雅雄訳編. 白揚社, 1929. スターリン・ブハーリン著作集 第1巻
- 労働者に答ふ ブハーリンスターリンより ブハーリン共著 滝口徹治訳. 希望閣, 1929.7.
- ロシアに於ける階級闘争と革命 ブハーリン共著 佐野学,西雅雄共編 スターリン・ブハーリン著作集刊行会, 1929
- 共産主義序説 レーニン共著 高山洋吉訳. 白揚社, 1930. 「マルクス主義の旗の下に」文庫
- 最近の問題 入江武一訳 白揚社, 1930.
- サヴェート農村の社会主義的建設 山口信次訳. 希望閣, 1930.
- サヴエート国家の現勢 茂森唯士訳. 戦旗社, 1930.
- 社会主義建設の勝利的躍進 全ソヴエート同盟第十六回党大会報告並ニ決議 大井三智夫訳 マルクス書房 1930.
- 世界資本主義の現段階 ブハーリン共著 佐野学,西雅雄共編. 白揚社, 1930.2. スターリン・ブハーリン著作集 第15巻
- レーニン主義の基礎 高木孝作訳 1930.6. 共生閣文庫
- レーニン主義の基礎 田畑三四郎譯. 白揚社, 1930.
- レーニン主義の基礎. 續 入江武一譯. 白揚社, 1930.
- レーニン主義とは何ぞや 北輝夫訳 1932.4. 共生閣文庫
- レーニン主義の基礎 野沢孝平訳 1933. 改造文庫
- レーニン主義の諸問題 白井転訳. 白揚社, 1932-33 スターリン著作集
- 支那革命論・民族問題 ブハーリン共著 有村俊雄等訳. 白揚社, 1936.
- 十月革命への道 佐伯嶺三訳. 民主評論社, 1946.
- ソヴェト民族政策論 米村正一訳. ナウカ社, 1946.
- ソ聯憲法とソ聯民主主義 園部四郎訳. 人民社, 1946.
- プロレタリアートの戰略と戰術 スターリンの二論文 青野季吉譯. 社會書房, 1946.8.
- 弁証法的唯物論と史的唯物論 石山正三訳. 社会主義著作刊行会, 1946. 社会主義著作集
- レーニン主義の基礎 北輝夫訳. 彰考書院, 1946.
- レーニン主義の基礎 秋山憲夫訳. 人民社, 1946.
- レーニン主義の諸問題 秋山憲夫訳. 人民社, 1946.
- レーニン主義の諸問題 第1 (レーニン主義の基礎) 広島定吉 訳. ナウカ社, 1946.
- レーニン小傳 ジノビエフ共著 船形書院, 1946.10.
- 十月革命論 高山洋吉訳. 鮎沢書店, 1947.
- レーニン主義の諸問題 外国語図書出版所 訳. 外国語図書出版所, 1948.
- スターリン全集. 第15巻 (ソヴェート同盟共産党史) 中城竜雄訳. 真理社, 1950.
- スターリン全集. 別巻 (レーニン主義の諸問題) 中城竜雄訳. 真理社, 1950.
- スターリン著作集 真理社 訳. 真理社, 1950.
- スターリン著作集. 第6,7 高山洋吉 訳. 第三書房, 1950.
- スターリンは答える アメリカ各界代表との会談を中心に 高山洋吉編. 五月書房, 1950.
- 無政府主義か社会主義か 片山サトシ訳編. 暁明社, 1950.
- スターリン著作集. 第8 (党内闘争論) 高山洋吉訳. 第三書房, 1951.
- 世界はひとつ 高山洋吉 訳編. 五月書房, 1951.
- 哲学論文集 真理社 訳編. 真理社, 1951.
- 民族問題 箕浦義文訳. 五月書房, 1951.
- レーニン主義の諸問題 補集 高山洋吉訳. 第三書房, 1951.
- レーニン・スターリン中国論 解放社編集部編 平沢三郎,松本滋,小林信訳 五月書房, 1951.
- 作家への手紙 除村吉太郎編. ハト書房, 1952.
- スターリン全集 第1-13巻 スターリン全集刊行会 訳. 大月書店, 1952-53.
- ソ同盟における社会主義の経済的諸問題 日ソ親善協会 訳. 日ソ親善協会, 1952.
- レーニン主義の基礎について 平沢三郎訳 1952. 国民文庫
- レーニン主義の諸問題によせて 他三篇 田中順二訳 1952. 国民文庫
- 十月革命論 スターリン全集刊行会 訳 1953. 国民文庫
- スターリン 新村猛,松岡達也編訳 1953. 青木文庫
- ソ同盟における社会主義の経済的諸問題 民主主義科学者協会訳編 1953. 青木文庫
- ソ同盟における社会主義の経済的諸問題 他一篇 飯田貫一訳 1953. 国民文庫
- ソ同盟の偉大な祖国防衛戦争 清水邦生訳 1953. 国民文庫
- 第十四回協議会と大会の報告 萩原秀夫訳 1953. 国民文庫
- 中国革命論 平沢三郎,松本滋共訳 1953. 国民文庫
- 弁証法的唯物論と史的唯物論 他二篇 石堂清倫訳 1953. 国民文庫
- ボリシェヴィキ党の建設 スターリン全集刊行会訳 1953. 国民文庫
- マルクス主義と民族問題 他十篇 平沢三郎等訳 1953. 国民文庫
- レーニン・スターリン社会主義経済建設論 中共幹部必読文献編集委員会編 石堂清倫訳. 五月書房, 1953.
- レーニンについて スターリン全集刊行会訳 1953. 国民文庫
- スターリン戦後著作集 スターリン全集刊行会訳. 大月書店, 1954.
- ソ同盟共産党大会政治報告. 第15回 スターリン全集刊行会訳 1954. 国民文庫
- ソ同盟共産党大会政治報告. 第16回 スターリン全集刊行会訳 1954. 国民文庫
- 民族問題とレーニン主義 他十篇 スターリン全集刊行会訳 1954. 国民文庫
- 平和的共存 スターリン全集刊行会訳 1955. 国民文庫
- レーニン=スターリン青年論 自由ドイツ青年団中央委員会編 松本滋訳 1955. 国民文庫
- スターリン極秘書簡 モロトフあて・1925年-1936年 ラーズ・リーほか編 岡田良之助,萩原直訳. 大月書店, 1996.12.

## 登場する作品
映画
- 10月のレーニン（1937年、ソ連）
- 大いなる黎明（1938年、ソ連）
- 1918年のレーニン（1939年、ソ連）
- ウィボルグ地区 （1939年、ソ連）
- 銃を持った人（1939年、ソ連）
- 誓い（1946年、ソ連）
- 第三の打撃（1948年、ソ連）
- スターリングラード戦（1949年、ソ連）
- ベルリン陥落（1949年、ソ連）
- ヨーロッパの解放（1970年、ソ連）
- 映写技師は見ていた（1991年、アメリカ）
- 独裁/スターリン （1992年、アメリカ、スターリン:ロバート・デュヴァル）
- 革命の子供たち（1996年、オーストラリア）
- フルスタリョフ、車を! （1998年、ロシア）
- スパイ・ゾルゲ（2003年、日本）
- 遥かなる勝利へ（2011年、ロシア）
- スターリンの葬送狂騒曲（2017年、イギリス）
- 赤い闇 スターリンの冷たい大地で（2019年、ポーランド）
- 国葬（ロシア語版）（2019年、オランダ、リトアニア）